# ボウリング革命 P★League
- ボウリング革命 P★LEAGUE

『ボウリング革命 P★League』（ボウリングかくめい ピーリーグ）は、BS日テレで放送されている、日本の女子プロ・女子アマチュアボウラーによるボウリングトーナメント番組。
以下、本文では「Pリーグ」と表記する。

## 番組開始の経緯
近年低迷するボウリング人気を復活させようと、日本プロボウリング協会（JPBA）・全日本ボウリング協会（JBC）・日本ボウリング場協会（BPAJ）などと番組スポンサーが大会実行委員会を結成し、同トーナメントが行われるようになった。なお、この番組はかつての女性人気プロボウラーだった中山律子（JPBA名誉会長）が立ち上げに参加している。
日本国内のテレビ局で週1回ボウリング競技を放送する番組は1978年から1998年にかけて放送された『ザ・スターボウリング』（テレビ東京）以来になる。なお、こちらの番組では男子選手も出場している。

### P★Leagueの「P」について
番組名のPは
- Pretty - プリティー/かわいい
- Power - パワー/力強い
- Passion - パッション/情熱
- Performance - パフォーマンス/魅力的
- Perfect - パーフェクト/300点GET

の5つの"P"から成り立っている。

## 試合会場
これまで5つの会場を使用している。
| 大会                          | 会場                 | 場所                 | レーン    | 観客席及び 通路として 使用した レーン | 備考                                         |
| ----------------------------- | -------------------- | -------------------- | --------- | ------------------------------------- | -------------------------------------------- |
| 第1戦                         | 田町ハイレーン       | 東京都港区           | 61番 62番 | 59番・60番 63番・64番                 |                                              |
| 第2戦 - 第55戦 （第44戦除く） | 田町ハイレーン       | 東京都港区           | 59番 60番 | 57番・58番 61番・62番                 | 2015年3月29日をもって閉館 これに伴い会場変更 |
| 第44戦                        | トミコシ高島平ボウル | 東京都板橋区         | 29番 30番 | 27番・28番 31番・32番                 |                                              |
| 第56戦 - 第89戦               | 川崎グランドボウル   | 神奈川県川崎市川崎区 | 37番 38番 | 35番・36番 39番・40番                 | [ 3 ]                                        |
| 第90戦 - 第108戦              | アイビーボウル向島   | 東京都墨田区         | 17番 18番 | 15番・16番 19番・20番                 | 2024年8月18日をもって閉業                    |
| 第109戦 -                     | アイビーボウル越谷   | 埼玉県越谷市         | 17番 18番 | 15番・16番 19番・20番                 |                                              |

## 大会ルール

### 対戦方式
第1戦から第3戦
トーナメント方式で1対1の1ゲームマッチで勝敗を競う。
第4戦から第12戦
1回戦と2回戦はシュートアウト方式、準決勝と決勝はトーナメント方式が採用された。
1回戦は4つのグループ（A-D）に1グループ4名ずつ抽選で振り分け、各グループで1ゲームマッチを行い、上位2名が2回戦へ進出する。
2回戦はグループAB（グループAとグループBの1、2位）及びグループCD（グループCとグループDの1、2位）で1ゲームマッチを行い、上位2名が準決勝へ進出する。
準決勝の組合せは「グループAB1位 VS グループCD2位」と「グループCD1位 VS グループAB2位」。
準決勝で敗れた者同士による3位決定戦も行われた。
第13戦
全試合でシュートアウト方式が採用された。
1回戦は5つのグループ（A-E）、1グループ3名ずつ、上位1名が準決勝進出に変更された（2回戦はなくなった）。
新たにワイルドカードが新設され、1回戦で敗れた10名のうち最高得点の1名が準決勝に進出する。
準決勝は、第1試合はグループA - Cの勝者3名が、第2試合はグループDとEそしてワイルドカードの3名が対戦、各試合の上位2名が決勝に進出する。
決勝は4名1グループ1ゲームマッチで対戦する。これまでの3位決定戦を決勝に吸収合併する形になった。
第14戦から第89戦
1回戦から決勝まで、全試合が1グループ3名となった。
1回戦のグループは6つ（A-F）に変更、これに伴い準決勝進出のワイルドカードは消滅した。
準決勝は、第1試合はグループA - Cの勝者3名が、第2試合はグループD - Fの勝者3名が対戦、上位1名のみが決勝へ進出する。
さらに準決勝2位のうち最高得点の1名がワイルドカードとして決勝へ進出する。
第90戦以降
1回戦の各グループ2位のうち、スコア上位3名がワイルドカードとして準決勝に進出する。同点の場合は、フレームカウントバック方式によって決める。
準決勝のグループ分けは、A - Bグループの勝者とワイルドカード1位、C - Dグループの勝者とワイルドカード2位、E - Fグループの勝者とワイルドカード3位。
準決勝の各1位（計3名）が決勝に進出。これにより準決勝のワイルドカードが消滅した。
同点の場合
1投勝負のワンショットプレーオフ。但し第31戦以降は、ワイルドカードに関して、同組の場合はワンショットプレーオフを行うが、異なる組の場合は、1フレーム前に戻りその点数が高い方の順位が上となる（フレームカウントバック方式）。

### シーズン制
第43戦から第87戦
3大会を1シーズンとするシーズン制となり、シーズンの成績上位者を決めるためのポイントシステムが導入された。
各大会で、試合ごとに下表のポイントが加算された。
|        | 獲得ポイント | 獲得ポイント | 獲得ポイント |
| 1位    | 2位          | 3位          |              |
| ------ | ------------ | ------------ | ------------ |
| 1回戦  | 3            | 1            | 0            |
| 準決勝 | 3            | 1            | 0            |
| 決勝   | 5            | 3            | 1            |

3大会の合計ポイント上位3名で1ゲームマッチのシーズンチャンピオン決定戦を行い、シーズン女王が決定された。
なお、同ポイントの選手がいた場合は、1.総得点、2.ストライク数、3.スペア数にて順位を決定する。
第16シーズン（第88戦と第89戦）のみ、Covid-19の影響で1シーズン2大会となった。
第90戦以降
1シーズンが年間5試合に変更された。その他のシステムは変更なし。
シリーズ2024より年間4試合に変更。

### 出場人数
| 大会           | プロ     | アマ     |
| -------------- | -------- | -------- |
| 第1戦          | 12名     | -        |
| 第2戦          | 12名     | 4名      |
| 第3戦          | 8名      | 6名      |
| 第4戦 - 第12戦 | 合計16名 | 合計16名 |
| 第13戦         | 合計15名 | 合計15名 |
| 第14戦以降     | 合計18名 | 合計18名 |

第43戦以降（第16シーズン除く）は、当該シーズン出場予定の24名からプロ・アマ合わせて18名が出場する。シーズン最初の18名は6ショットチャレンジで選出する。
6ショットチャレンジ
1レーン1球を投球。全6レーンを右隣のレーンに移動しながら計6球を投げ、1.総得点、2.ストライク数、3.ストライクを出した投球の早い順などで上位を判定。

### 次回大会の出場権剥奪ルール
第20戦 - 第28戦
1回戦敗退の12名の中からスコア下位2名が剥奪。
第29戦 - 第30戦
1回戦敗退の12名のうちのスコア下位2名から3名に変更。
第31戦 - 第41戦
1回戦の各グループ最下位の6名に変更（各グループ2位は次回出場権確保）。
第42戦以降
第43戦（シーズン制導入開始）からの6ショットチャレンジ導入により、各シーズン初戦の前戦は1回戦最下位でも次回出場権は剥奪されない。他の大会は従来通り。
- 第16シーズン（第88戦と第89戦）はCovid-19の影響で1シーズン2大会となり、当該シーズンの出場選手を18名で固定したため、このシーズンに限り次回出場権剥奪のルールは適用されなかった。

### 賞金
第42戦まで
優勝賞金は50万円。準優勝は25万円、第3位は10万円。
第43戦（第1シーズン第1戦）から第89戦（第16シーズン第2戦）まで
それぞれの大会での優勝賞金は30万円（2位以下は賞金なし）。
シーズンチャンピオン決定戦での優勝賞金は100万円、準優勝は30万円、第3位は10万円。
第90戦（シリーズ2021）以降
それぞれの大会での優勝賞金については変更なし（2位以下は賞金なしも同様）。
シリーズチャンピオン決定戦での優勝賞金は300万円に増額。
準優勝、3位は賞金なし。

### パーフェクト賞
第10戦よりパーフェクト賞が新設された。1回戦・2回戦・準決勝・三位決定戦・決勝戦によって賞金額は変動する。1回戦は50万円・2回戦は100万円・準決勝と3位決定戦は300万円・決勝戦は500万円。ただしアマチュアの選手がパーフェクトを達成した場合は、協会の設定した金額が授与される。
第13戦から第24戦までは1回戦は100万円・準決勝は300万円・決勝戦は500万円。
第25戦からは1回戦・準決勝がなくなり決勝戦のみ1000万円となる。
第35戦からは、決勝戦のみ300万円に減額された。

### ターキー賞
第109戦よりターキー賞が新設された。

## 出場選手の一覧
- 現在出場していない選手、引退した選手も含む

1. 1 2 3  第1回次世代P★リーガー発掘プロジェクト合格者
2. 1 2 3 4 5 6  第3回次世代P★リーガー発掘プロジェクト合格者
3. 1 2 3 4 5  第2回次世代P★リーガー発掘プロジェクト合格者

## 開幕戦からの全成績
☆…優勝、◎…準優勝、○…3位、△…4位（第13戦まで）、準・2・1…それぞれ準決勝・2回戦・1回戦敗退（2回戦は第12戦まで）。
×…不出場、↓…次回出場権剥奪（第20戦以降）、＊… 6ショットプレイでの本戦出場停止（第43戦以降：各シーズン・シリーズ開始前に実施）、欠…欠場（特別な状況の欠場も含む）、－…シーズン・シリーズ不出場。
卒…Pリーグ卒業（Pリーグ引退）、空白はPリーグデビュー前・またはPリーグ卒業による不参戦。
無印はプロボウラーを、★印はアマチュアボウラーを示す。
選手氏名は出場当時のもの。

## 歴代決勝戦結果

### 第1戦 - 第3戦（完全トーナメント時代）
| 大会  | 対戦結果                    |
| ----- | --------------------------- |
| 第1戦 | 吉田真由美 237-235 清水弘子 |
| 第2戦 | 名和秋 229-172 佐藤美香     |
| 第3戦 | 佐藤幸恵 225-200 名和秋     |

### 第4戦 - 第12戦（4人対戦形式時代）
| 大会   | 対戦結果                  |
| ------ | ------------------------- |
| 第4戦  | 姫路麗 238-233 板倉奈智美 |
| 第5戦  | 中谷優子 218-216 姫路麗   |
| 第6戦  | 清水弘子 203-155 宮城鈴菜 |
| 第7戦  | 姫路麗 245-183 吉田真由美 |
| 第8戦  | 清水弘子 222-201 姫路麗   |
| 第9戦  | 高坂麻衣 246-236 松永裕美 |
| 第10戦 | 谷川章子 215-182 松永裕美 |
| 第11戦 | 中谷優子 233-213 酒井美佳 |
| 第12戦 | 大石奈緒 254-192 片井文乃 |

### 第13戦 - 第42戦（3人対戦形式時代・シーズン制導入前）
| 大会   | 対戦結果 |
| ------ | --- |
| 第13戦 | 姫路麗:225、名和秋:207、戸塚里恵:203、金城愛乃:193                                                            |
| 第14戦 | 大石奈緒:255、片井文乃:233、森彩奈江:221                                                                      |
| 第15戦 | 清水弘子:226、高坂麻衣:205、大石奈緒:199                                                                      |
| 第16戦 | 大石奈緒:248、吉田真由美:228、姫路麗:226                                                                      |
| 第17戦 | 姫路麗:238、大石奈緒:225、松永裕美:215                                                                        |
| 第18戦 | 松永裕美:275、中谷優子:242、高坂麻衣:228                                                                      |
| 第19戦 | 松永裕美:226、清水弘子:205、西村美紀:195                                                                      |
| 第20戦 | 中谷優子:257、吉田真由美:238、浅田梨奈:177                                                                    |
| 第21戦 | 松永裕美:277、大石奈緒:248、森彩奈江:223                                                                      |
| 第22戦 | 佐藤まさみ:248、谷川章子:227、金城愛乃:221                                                                    |
| 第23戦 | 浅田梨奈:268、谷川章子:224、姫路麗:195                                                                        |
| 第24戦 | 片井文乃:221、吉田真由美:189、小泉奈津美:179                                                                  |
| 第25戦 | 吉田真由美:185、森彩奈江:184、松永裕美:177                                                                    |
| 第26戦 | 西村美紀:236、酒井美佳:176、大石奈緒:166                                                                      |
| 第27戦 | 姫路麗:194、片井文乃:188、佐藤まさみ:168                                                                      |
| 第28戦 | 張ヶ谷順子:225、大石奈緒:205、浅田梨奈:201                                                                    |
| 第29戦 | 松永裕美:217、森彩奈江:193、西村美紀:172                                                                      |
| 第30戦 | 松永裕美:234、西村美紀:185、森彩奈江:159                                                                      |
| 第31戦 | 松永裕美:269、張ヶ谷順子:209、名和秋:204                                                                      |
| 第32戦 | 松永裕美:237、吉田真由美:198、鈴木亜季:172                                                                    |
| 第33戦 | 姫路麗:245、西村美紀:233、片井文乃:210                                                                        |
| 第34戦 | 吉田真由美:257※、酒井美佳:257※、長谷川真実:209 ※ワンショットプレーオフによる順位（吉田→ストライク、酒井→7本） |
| 第35戦 | 小林あゆみ:236、西村美紀:205、松永裕美:184                                                                    |
| 第36戦 | 西村美紀:213、吉田真由美:209、鈴木亜季:182                                                                    |
| 第37戦 | 松永裕美:227、西村美紀:202、鈴木亜季:166                                                                      |
| 第38戦 | 西村美紀:197、中村美月:193、酒井美佳:181                                                                      |
| 第39戦 | 松永裕美:236、大石奈緒:218、小林あゆみ:181                                                                    |
| 第40戦 | 姫路麗:244、竹原三貴:215、宮城鈴菜:177                                                                        |
| 第41戦 | 鈴木亜季:237、姫路麗:214、西村美紀:193                                                                        |
| 第42戦 | キム・スルギ:202、名和秋:192、岸田有加:179                                                                    |

### 第43戦 - 第89戦（3人対戦形式時代・シーズン制導入後）
| シーズン     | 大会   | 対戦結果                                       | シーズンチャンピオン決定戦 対戦結果          | ベストプレー賞 | ベストパフォーマンス賞 |
| ------------ | ------ | ---------------------------------------------- | -------------------------------------------- | -------------- | ---------------------- |
| 第1シーズン  | 第43戦 | 森彩奈江:214、西村美紀:192、酒井美佳:190       | 吉田真由美:227 森彩奈江:213 西村美紀:213     |                |                        |
| 第1シーズン  | 第44戦 | 吉田真由美:225、小林あゆみ:222、安藤瞳:215     | 吉田真由美:227 森彩奈江:213 西村美紀:213     |                |                        |
| 第1シーズン  | 第45戦 | 吉田真由美:225、森彩奈江:175、鈴木亜季:172     | 吉田真由美:227 森彩奈江:213 西村美紀:213     |                |                        |
| 第2シーズン  | 第46戦 | 遠藤未菜:237、森彩奈江:220、小泉奈津美:201     | 西村美紀:237 姫路麗:181 安藤瞳:175           | 安藤瞳         | 遠藤未菜               |
| 第2シーズン  | 第47戦 | キム・スルギ:243、西村美紀:235、安藤瞳:201     | 西村美紀:237 姫路麗:181 安藤瞳:175           | 安藤瞳         | 遠藤未菜               |
| 第2シーズン  | 第48戦 | 姫路麗:248、西村美紀:235、鈴木亜季:212         | 西村美紀:237 姫路麗:181 安藤瞳:175           | 安藤瞳         | 遠藤未菜               |
| 第3シーズン  | 第49戦 | 松永裕美:245、大石奈緒:192、古田翔子:182       | 西村美紀:221 大石奈緒:211 名和秋:204         | 松永裕美       | 櫻井眞利子             |
| 第3シーズン  | 第50戦 | 名和秋:217、西村美紀:205、姫路麗:184           | 西村美紀:221 大石奈緒:211 名和秋:204         | 松永裕美       | 櫻井眞利子             |
| 第3シーズン  | 第51戦 | 森彩奈江:232、大石奈緒:204、名和秋:180         | 西村美紀:221 大石奈緒:211 名和秋:204         | 松永裕美       | 櫻井眞利子             |
| 第4シーズン  | 第52戦 | 櫻井眞利子:255、前屋瑠美:211、寺下智香:195     | 松永裕美:199 大石奈緒:192 櫻井眞利子:156     | 大石奈緒       | キム・スルギ           |
| 第4シーズン  | 第53戦 | 大石奈緒:215、西村美紀:213、姫路麗:194         | 松永裕美:199 大石奈緒:192 櫻井眞利子:156     | 大石奈緒       | キム・スルギ           |
| 第4シーズン  | 第54戦 | 松永裕美:236、キム・スルギ:221、鈴木亜季:205   | 松永裕美:199 大石奈緒:192 櫻井眞利子:156     | 大石奈緒       | キム・スルギ           |
| 第5シーズン  | 第55戦 | 森彩奈江:246、姫路麗:224、酒井美佳:224         | 姫路麗:215 森彩奈江:204 寺下智香:201         | 小林あゆみ     | 寺下智香               |
| 第5シーズン  | 第56戦 | 姫路麗:207、寺下智香:201、小林よしみ:193       | 姫路麗:215 森彩奈江:204 寺下智香:201         | 小林あゆみ     | 寺下智香               |
| 第5シーズン  | 第57戦 | 小林あゆみ:267、松永裕美:217、寺下智香:201     | 姫路麗:215 森彩奈江:204 寺下智香:201         | 小林あゆみ     | 寺下智香               |
| 第6シーズン  | 第58戦 | 酒井美佳:236、小泉奈津美:200、名和秋:193       | 吉田真由美:233 松永裕美:212 小泉奈津美:196   | 酒井美佳       | 小林よしみ             |
| 第6シーズン  | 第59戦 | 松永裕美:217、小泉奈津美:194、吉田真由美:165   | 吉田真由美:233 松永裕美:212 小泉奈津美:196   | 酒井美佳       | 小林よしみ             |
| 第6シーズン  | 第60戦 | 小泉奈津美:189、小林よしみ:187、西村美紀:172   | 吉田真由美:233 松永裕美:212 小泉奈津美:196   | 酒井美佳       | 小林よしみ             |
| 第7シーズン  | 第61戦 | 小泉奈津美:226、安藤瞳:183、小林よしみ:178     | 小泉奈津美:200 鶴井亜南:196 キム・スルギ:164 | キム・スルギ   | 山田幸                 |
| 第7シーズン  | 第62戦 | 西村美紀:214、キム・スルギ:195、吉田真由美:183 | 小泉奈津美:200 鶴井亜南:196 キム・スルギ:164 | キム・スルギ   | 山田幸                 |
| 第7シーズン  | 第63戦 | 坂本詩緒里:210、鶴井亜南:202、大石奈緒:192     | 小泉奈津美:200 鶴井亜南:196 キム・スルギ:164 | キム・スルギ   | 山田幸                 |
| 第8シーズン  | 第64戦 | 大石奈緒:216、坂本詩緒里:200、寺下智香:190     | 鶴井亜南:182 大石奈緒:180 小泉奈津美:167     | 川崎由意       | 小池沙紀               |
| 第8シーズン  | 第65戦 | 鶴井亜南:204、川崎由意:194、小池沙紀:157       | 鶴井亜南:182 大石奈緒:180 小泉奈津美:167     | 川崎由意       | 小池沙紀               |
| 第8シーズン  | 第66戦 | 小泉奈津美:213、安藤瞳:198、鶴井亜南:192       | 鶴井亜南:182 大石奈緒:180 小泉奈津美:167     | 川崎由意       | 小池沙紀               |
| 第9シーズン  | 第67戦 | 小池沙紀:217、小林あゆみ:206、松永裕美:183     | 小池沙紀:247 キム・スルギ:217 岩見彩乃:212   | 長谷川真実     | 岩見彩乃               |
| 第9シーズン  | 第68戦 | 小池沙紀:227、安藤瞳:190、長谷川真実:155       | 小池沙紀:247 キム・スルギ:217 岩見彩乃:212   | 長谷川真実     | 岩見彩乃               |
| 第9シーズン  | 第69戦 | 岩見彩乃:192、キム・スルギ:192、鈴木亜季:181   | 小池沙紀:247 キム・スルギ:217 岩見彩乃:212   | 長谷川真実     | 岩見彩乃               |
| 第10シーズン | 第70戦 | 山田幸:258、鈴木亜季:199、浅田梨奈:183         | 大嶋有香:200 鈴木亜季:167 岩見彩乃:160       | 鈴木亜季       | キム・スルギ           |
| 第10シーズン | 第71戦 | 大嶋有香:205、岩見彩乃:179、鈴木亜季:173       | 大嶋有香:200 鈴木亜季:167 岩見彩乃:160       | 鈴木亜季       | キム・スルギ           |
| 第10シーズン | 第72戦 | キム・スルギ:216、鈴木亜季:184、遠藤未菜:172   | 大嶋有香:200 鈴木亜季:167 岩見彩乃:160       | 鈴木亜季       | キム・スルギ           |
| 第11シーズン | 第73戦 | 寺下智香:247、姫路麗:216、岩見彩乃:204         | 寺下智香:235 小林よしみ:204 小林あゆみ:169   | 小林よしみ     | 坂本詩緒里             |
| 第11シーズン | 第74戦 | 姫路麗:206、小林あゆみ:198、大石奈緒:173       | 寺下智香:235 小林よしみ:204 小林あゆみ:169   | 小林よしみ     | 坂本詩緒里             |
| 第11シーズン | 第75戦 | 寺下智香:193、キム・スルギ:191、鈴木亜季:164   | 寺下智香:235 小林よしみ:204 小林あゆみ:169   | 小林よしみ     | 坂本詩緒里             |
| 第12シーズン | 第76戦 | 森彩奈江:232、鶴井亜南:226、坂本詩織里:203     | 森彩奈江:217 寺下智香:202 小泉奈津美:201     | 寺下智香       | 川﨑由意               |
| 第12シーズン | 第77戦 | 森彩奈江:225、小林あゆみ:211、小泉奈津美:159   | 森彩奈江:217 寺下智香:202 小泉奈津美:201     | 寺下智香       | 川﨑由意               |
| 第12シーズン | 第78戦 | 寺下智香:231、松永裕美:182、大石奈緒:162       | 森彩奈江:217 寺下智香:202 小泉奈津美:201     | 寺下智香       | 川﨑由意               |
| 第13シーズン | 第79戦 | 松永裕美:225、小池沙紀:203、キム・スルギ:199   | 寺下智香:236 松永裕美:173 川崎由意:159       |                |                        |
| 第13シーズン | 第80戦 | 寺下智香:233、松永裕美:217、櫻井眞利子:160     | 寺下智香:236 松永裕美:173 川崎由意:159       |                |                        |
| 第13シーズン | 第81戦 | 川崎由意:232、寺下智香:214、松永裕美:182       | 寺下智香:236 松永裕美:173 川崎由意:159       |                |                        |
| 第14シーズン | 第82戦 | 小林あゆみ:213、大石奈緒:185、櫻井眞利子:150   | 姫路麗:236 小林あゆみ:211 大石奈緒:191       |                |                        |
| 第14シーズン | 第83戦 | 姫路麗:222、大石奈緒:216、尾上萌楓:176         | 姫路麗:236 小林あゆみ:211 大石奈緒:191       |                |                        |
| 第14シーズン | 第84戦 | 松永裕美:239、小泉奈津美:236、小林あゆみ:163   | 姫路麗:236 小林あゆみ:211 大石奈緒:191       |                |                        |
| 第15シーズン | 第85戦 | 小林あゆみ:205、小泉奈津美:184、名和秋:169     | 小林あゆみ:212 山田幸:201 松永裕美:198       |                |                        |
| 第15シーズン | 第86戦 | 霜出佳奈:223、松永裕美:200、山田幸:159         | 小林あゆみ:212 山田幸:201 松永裕美:198       |                |                        |
| 第15シーズン | 第87戦 | 姫路麗:237、山田幸:222、松永裕美:195           | 小林あゆみ:212 山田幸:201 松永裕美:198       |                |                        |
| 第16シーズン | 第88戦 | 小林あゆみ:192、寺下智香:192、大仲純怜:181     | 川崎由意:213 小林あゆみ:176 大仲純怜:154     |                |                        |
| 第16シーズン | 第89戦 | 川崎由意:228、鶴井亜南:216、浅田梨奈:181       | 川崎由意:213 小林あゆみ:176 大仲純怜:154     |                |                        |

1. ↑  順位を決めるワンショットプレーオフによる順位（森→ストライク、西村→9本:4投目で決着）
2. ↑  順位を決めるワンショットプレーオフによる順位（姫路→ストライク、酒井→6本:3投目で決着）
3. ↑  ワンショットプレーオフによる順位（岩見→ストライク、キム→9本）
4. ↑  ワンショットプレーオフによる順位（小林→ストライク、寺下→8本）

### 第90戦 - （3人対戦形式時代・年間シリーズ制導入後）
| シリーズ | 大会    | 対戦結果                                                                                                  | シリーズチャンピオン決定戦 対戦結果      |
| -------- | ------- | --- | ---------------------------------------- |
| 2021     | 第90戦  | 寺下智香:259、久保田彩花:225、中野麻理子:156                                                              | 姫路麗:226 寺下智香:217 川崎由意:182     |
| 2021     | 第91戦  | 姫路麗:257、浅田梨奈:235、岩見彩乃:223                                                                    | 姫路麗:226 寺下智香:217 川崎由意:182     |
| 2021     | 第92戦  | 川﨑由意:208、渡辺けあき:205、鈴木亜季:152                                                                | 姫路麗:226 寺下智香:217 川崎由意:182     |
| 2021     | 第93戦  | 尾上萌楓:268、久保田彩花:222、川﨑由意:195                                                                | 姫路麗:226 寺下智香:217 川崎由意:182     |
| 2021     | 第94戦  | 寺下智香:193、森彩奈江:188、姫路麗:179                                                                    | 姫路麗:226 寺下智香:217 川崎由意:182     |
| 2022     | 第95戦  | 浅田梨奈:237、鈴木亜季:175、寺下智香:173                                                                  | 森彩奈江:243 安藤瞳:216 小林あゆみ:215   |
| 2022     | 第96戦  | 渡辺けあき:231、安藤瞳:206、名和秋:196                                                                    | 森彩奈江:243 安藤瞳:216 小林あゆみ:215   |
| 2022     | 第97戦  | 小林よしみ:224、小林あゆみ:199、森彩奈江:183                                                              | 森彩奈江:243 安藤瞳:216 小林あゆみ:215   |
| 2022     | 第98戦  | 森彩奈江:257、安藤瞳:212、尾上萌楓:144                                                                    | 森彩奈江:243 安藤瞳:216 小林あゆみ:215   |
| 2022     | 第99戦  | 霜出佳奈:277、森彩奈江:206、安藤瞳:193                                                                    | 森彩奈江:243 安藤瞳:216 小林あゆみ:215   |
| 2023     | 第100戦 | 名和秋:217、大石奈緒:195、浅田梨奈:189                                                                    | 小林よしみ:216 鶴井亜南:190 名和秋:180   |
| 2023     | 第101戦 | 寺下智香:232、久保田彩花:217、三浦美里:202                                                                | 小林よしみ:216 鶴井亜南:190 名和秋:180   |
| 2023     | 第102戦 | 鶴井亜南:202、浅田梨奈:188、霜出佳奈:180                                                                  | 小林よしみ:216 鶴井亜南:190 名和秋:180   |
| 2023     | 第103戦 | 鶴井亜南:214、小林よしみ:166、酒井美佳:165                                                                | 小林よしみ:216 鶴井亜南:190 名和秋:180   |
| 2023     | 第104戦 | 名和秋:259、小林よしみ:215、川﨑由意:196                                                                  | 小林よしみ:216 鶴井亜南:190 名和秋:180   |
| 2024     | 第105戦 | 鶴井亜南:248、寺下智香:211、大嶋有香:192                                                                  | 大嶋有香:235 石田万音:227 久保田彩花:213 |
| 2024     | 第106戦 | 森彩奈江:226、大嶋有香:222、三浦美里:217                                                                  | 大嶋有香:235 石田万音:227 久保田彩花:213 |
| 2024     | 第107戦 | 久保田彩花:223、霜出佳奈:212、小林あゆみ:204                                                              | 大嶋有香:235 石田万音:227 久保田彩花:213 |
| 2024     | 第108戦 | 石田万音:226、渡辺けあき:200、今井双葉:179                                                                | 大嶋有香:235 石田万音:227 久保田彩花:213 |
| 2025     | 第109戦 | 寺下智香:219、岩見彩乃:203※、石田万音:203※ ※ワンショットプレーオフによる順位（岩見→ストライク、石田→8本） |                                          |
| 2025     | 第110戦 | |                                          |
| 2025     | 第111戦 | |                                          |
| 2025     | 第112戦 | |                                          |

## ワイルドカード
- 第13戦より実施。第13戦では1回戦敗退の10名の中から最高得点の1名が準決勝に進出、第14戦から第89戦までは準決勝敗退の4名の中から最高得点の1名が決勝に進出できる。対象者及び（一方の準決勝第2位）の太字は第1試合投球者。
- 準決勝で同ピンが発生した場合、該当選手が同一対戦の場合はワンショットプレーオフ、異なる対戦の場合はフレームカウントバック方式を採用する。
- 第90戦から1回戦各グループの2位の中から上位3名が準決勝進出できる。ワイルドカード（以下:WC）の獲得者は順位順（1位は準決勝第1試合）に出場となる。

第13戦から第89戦まで
| 大会   | 対象者       | スコア | 結果   | （一方の準決勝第2位） | スコア |
| ------ | ------------ | ------ | ------ | --------------------- | ------ |
| 第13戦 | 姫路麗       | 259    | 優勝   | 金城愛乃              | 223    |
| 第14戦 | 片井文乃     | 228    | 準優勝 | 松永裕美              | 224    |
| 第15戦 | 清水弘子     | 226    | 優勝   | 酒井美佳              | 190    |
| 第16戦 | 吉田真由美   | 215    | 準優勝 | 清水弘子              | 211    |
| 第17戦 | 姫路麗       | 279    | 優勝   | 酒井美佳              | 237    |
| 第18戦 | 松永裕美     | 235    | 優勝   | 宮城鈴菜              | 195    |
| 第19戦 | 清水弘子     | 208    | 準優勝 | 谷川章子              | 198    |
| 第20戦 | 浅田梨奈     | 204    | 3位    | 松永裕美              | 185    |
| 第21戦 | 大石奈緒     | 238    | 準優勝 | 小泉奈津美            | 215    |
| 第22戦 | 金城愛乃     | 214    | 3位    | 名和秋                | 212    |
| 第23戦 | 谷川章子     | 221    | 準優勝 | 長谷川真実            | 212    |
| 第24戦 | 片井文乃     | 232    | 優勝   | 松永裕美              | 213    |
| 第25戦 | 吉田真由美   | 203    | 優勝   | 鈴木理沙              | 185    |
| 第26戦 | 西村美紀     | 213    | 優勝   | 吉田真由美            | 196    |
| 第27戦 | 佐藤まさみ   | 214    | 3位    | 金城愛乃              | 169    |
| 第28戦 | 大石奈緒     | 213    | 準優勝 | 森彩奈江              | 196    |
| 第29戦 | 西村美紀     | 228    | 3位    | 佐藤まさみ            | 215    |
| 第30戦 | 西村美紀     | 210    | 準優勝 | 小泉奈津美            | 184    |
| 第31戦 | 名和秋       | 224    | 3位    | 森彩奈江              | 215    |
| 第32戦 | 吉田真由美   | 204    | 準優勝 | 岸田有加              | 184    |
| 第33戦 | 片井文乃     | 217    | 3位    | 金城愛乃              | 194    |
| 第34戦 | 長谷川真実   | 214    | 3位    | 西村美紀              | 205    |
| 第35戦 | 西村美紀     | 223    | 準優勝 | 鈴木亜季              | 202    |
| 第36戦 | 吉田真由美   | 236    | 準優勝 | 松永裕美              | 224    |
| 第37戦 | 西村美紀     | 237    | 準優勝 | 長谷川真実            | 202    |
| 第38戦 | 酒井美佳     | 237    | 3位    | 宮城鈴菜              | 191    |
| 第39戦 | 小林あゆみ   | 211    | 3位    | 西村美紀              | 192    |
| 第40戦 | 宮城鈴菜     | 243    | 3位    | 片井文乃              | 222    |
| 第41戦 | 鈴木亜季     | 211    | 優勝   | 長谷川真実            | 171    |
| 第42戦 | 名和秋       | 228    | 準優勝 | 松永裕美              | 200    |
| 第43戦 | 酒井美佳     | 218    | 3位    | 姫路麗                | 203    |
| 第44戦 | 吉田真由美   | 225    | 優勝   | 森彩奈江              | 206    |
| 第45戦 | 鈴木亜季     | 235    | 3位    | 中村美月              | 210    |
| 第46戦 | 森彩奈江     | 197    | 準優勝 | 名和秋                | 196    |
| 第47戦 | キム・スルギ | 215    | 優勝   | 渡辺けあき            | 214    |
| 第48戦 | 西村美紀     | 205    | 準優勝 | 松永裕美              | 176    |
| 第49戦 | 松永裕美     | 227    | 優勝   | 小林よしみ            | 189    |
| 第50戦 | 姫路麗       | 236    | 3位    | 櫻井麻美              | 192    |
| 第51戦 | 森彩奈江     | 226    | 優勝   | 岸田有加              | 178    |
| 第52戦 | 寺下智香     | 181    | 3位    | 大石奈緒              | 180    |
| 第53戦 | 西村美紀     | 228    | 準優勝 | 酒井美佳              | 224    |
| 第54戦 | 鈴木亜季     | 180    | 3位    | 櫻井眞利子            | 167    |
| 第55戦 | 姫路麗       | 215    | 準優勝 | 西村美紀              | 178    |
| 第56戦 | 姫路麗       | 205    | 優勝   | 西村美紀              | 183    |
| 第57戦 | 小林あゆみ   | 224    | 優勝   | 小林よしみ            | 202    |
| 第58戦 | 名和秋       | 193    | 3位    | 松永裕美              | 171    |
| 第59戦 | 松永裕美     | 216    | 優勝   | 安藤瞳                | 201    |
| 第60戦 | 小林よしみ   | 196    | 準優勝 | 櫻井眞利子            | 179    |
| 第61戦 | 小林よしみ   | 204    | 3位    | 鶴井亜南              | 192    |
| 第62戦 | 西村美紀     | 236    | 優勝   | 小林よしみ            | 223    |
| 第63戦 | 鶴井亜南     | 217    | 準優勝 | 森彩奈江              | 213    |
| 第64戦 | 大石奈緒     | 204    | 優勝   | 小泉奈津美            | 180    |
| 第65戦 | 小池沙紀     | 192    | 3位    | 古田翔子              | 180    |
| 第66戦 | 安藤瞳       | 242    | 準優勝 | 大石奈緒              | 184    |
| 第67戦 | 小池沙紀     | 213    | 優勝   | 寺下智香              | 189    |
| 第68戦 | 長谷川真実   | 215    | 3位    | 姫路麗                | 205    |
| 第69戦 | 岩見彩乃     | 224    | 優勝   | 小林よしみ            | 201    |
| 第70戦 | 鈴木亜季     | 204    | 準優勝 | 酒井美佳              | 202    |
| 第71戦 | 鈴木亜季     | 217    | 3位    | 小泉奈津美            | 216    |
| 第72戦 | キム・スルギ | 234    | 優勝   | 小林よしみ            | 215    |
| 第73戦 | 寺下智香     | 218    | 優勝   | 久保田彩花            | 209    |
| 第74戦 | 大石奈緒     | 212    | 3位    | 久保田彩花            | 201    |
| 第75戦 | 鈴木亜季     | 211    | 3位    | 小林よしみ            | 197    |
| 第76戦 | 鶴井亜南     | 224    | 準優勝 | 寺下智香              | 202    |
| 第77戦 | 小泉奈津美   | 203    | 3位    | 姫路麗                | 196    |
| 第78戦 | 寺下智香     | 214    | 優勝   | 川﨑由意              | 170    |
| 第79戦 | 松永裕美     | 218    | 優勝   | 大仲純怜              | 184    |
| 第80戦 | 櫻井眞利子   | 214    | 3位    | 浅田梨奈              | 196    |
| 第81戦 | 松永裕美     | 211    | 3位    | 小林あゆみ            | 196    |
| 第82戦 | 櫻井眞利子   | 214    | 3位    | 寺下智香              | 214    |
| 第83戦 | 大石奈緒     | 212    | 準優勝 | 鶴井亜南              | 196    |
| 第84戦 | 小泉奈津美   | 215    | 準優勝 | 森沙奈江              | 196    |
| 第85戦 | 名和秋       | 212    | 3位    | 川崎由意              | 206    |
| 第86戦 | 松永裕美     | 214    | 準優勝 | 姫路麗                | 210    |
| 第87戦 | 姫路麗       | 246    | 優勝   | 尾上萌楓              | 207    |
| 第88戦 | 小林あゆみ   | 206    | 優勝   | 岩見彩乃              | 203    |
| 第89戦 | 鶴井亜南     | 210    | 準優勝 | 大仲純怜              | 180    |

第90戦から
| 大会    | WC1位        | グループ | スコア | 結果        | WC2位        | グループ | スコア | 結果        | WC3位      | グループ | スコア | 結果        |
| ------- | ------------ | -------- | ------ | ----------- | ------------ | -------- | ------ | ----------- | ---------- | -------- | ------ | ----------- |
| 第90戦  | 久保田彩花   | D        | 227    | 準優勝      | 中野麻理子   | E        | 214    | 3位         | 寺下智香   | C        | 206    | 優勝        |
| 第91戦  | 森彩奈江     | F        | 226    | 準決勝 敗退 | 酒井美佳     | B        | 225    | 準決勝 敗退 | 大仲純怜   | D        | 212    | 準決勝 敗退 |
| 第92戦  | キム・スルギ | C        | 217    | 準決勝 敗退 | 川崎由意     | E        | 214    | 優勝        | 森彩奈江   | B        | 213    | 準決勝 敗退 |
| 第93戦  | 川崎由意     | E        | 229    | 3位         | 森彩奈江     | B        | 216    | 準決勝 敗退 | 櫻井眞利子 | F        | 213    | 準決勝 敗退 |
| 第94戦  | 櫻井眞利子   | C        | 234    | 準決勝 敗退 | キム・スルギ | B        | 226    | 準決勝 敗退 | 小泉奈津美 | A        | 214    | 準決勝 敗退 |
| 第95戦  | 寺下智香     | B        | 236    | 3位         | 大嶋有香     | D        | 227    | 準決勝 敗退 | 鈴木亜季   | E        | 223    | 準優勝      |
| 第96戦  | 森彩奈江     | D        | 226    | 準決勝 敗退 | 岩見彩乃     | E        | 223    | 準決勝 敗退 | 小林よしみ | A        | 220    | 準決勝 敗退 |
| 第97戦  | 尾上萌楓     | D        | 212    | 準決勝 敗退 | 古田翔子     | F        | 201    | 準決勝 敗退 | 山田幸     | A        | 195    | 準決勝 敗退 |
| 第98戦  | 安藤瞳       | D        | 237    | 準優勝      | 寺下智香     | A        | 226    | 準決勝 敗退 | 尾上萌楓   | E        | 224    | 3位         |
| 第99戦  | 安藤瞳       | A        | 232    | 3位         | 尾上萌楓     | C        | 220    | 準決勝 敗退 | 渡辺けあき | F        | 220    | 準決勝 敗退 |
| 第100戦 | 浅田梨奈     | B        | 236    | 3位         | 三浦美里     | C        | 223    | 準決勝 敗退 | 大仲純怜   | A        | 211    | 準決勝 敗退 |
| 第101戦 | 久保田彩花   | E        | 226    | 準優勝      | 三浦美里     | F        | 211    | 3位         | 櫻井眞利子 | C        | 205    | 準決勝 敗退 |
| 第102戦 | 浅田梨奈     | F        | 225    | 準優勝      | 名和秋       | C        | 224    | 準決勝 敗退 | 今井双葉   | E        | 219    | 準決勝 敗退 |
| 第103戦 | 今井双葉     | B        | 258    | 準決勝 敗退 | 渡辺けあき   | C        | 225    | 準決勝 敗退 | 小林あゆみ | D        | 223    | 準決勝 敗退 |
| 第104戦 | 酒井美佳     | A        | 235    | 準決勝 敗退 | 渡辺けあき   | C        | 226    | 準決勝 敗退 | 森彩奈江   | E        | 224    | 準決勝 敗退 |
| 第105戦 | 寺下智香     | D        | 235    | 準優勝      | 大嶋有香     | C        | 224    | 3位         | 名和秋     | F        | 222    | 準決勝 敗退 |
| 第106戦 | 寺下智香     | E        | 229    | 準決勝 敗退 | 森彩奈江     | F        | 211    | 優勝        | 小林あゆみ | B        | 207    | 準決勝 敗退 |
| 第107戦 | 名和秋       | B        | 219    | 準決勝 敗退 | 久保田彩花   | C        | 204    | 優勝        | 三浦美里   | A        | 204    | 準決勝 敗退 |
| 第108戦 | 渡辺けあき   | A        | 243    | 準優勝      | 今井双葉     | D        | 217    | 3位         | 大嶋有香   | B        | 215    | 準決勝 敗退 |
| 第109戦 | 熊田菜奈海   | A        | 235    | 準決勝 敗退 | 幸木百合菜   | D        | 227    | 準決勝 敗退 | 寺下智香   | B        | 222    | 優勝        |
| 第110戦 | 霜出佳奈     | B        | 215    |             | 金子萌夏     | D        | 215    |             | 浅田梨奈   | F        | 212    |             |
| 第111戦 |              |          |        |             |              |          |        |             |            |          |        |             |
| 第112戦 |              |          |        |             |              |          |        |             |            |          |        |             |

## 入れ替え制度
- 第20戦より実施。なお、残留争いが同ピンの場合は1つ前のフレームに遡り、スコアの高い方が順位は上となる（第30戦までは1回戦全試合、第31戦からは各グループごと。シーズン制移行まで）。
- 前回大会優勝によるアドバンテージは一切なく、1回戦グループ最下位の場合次回出場権剥奪となる（第33戦優勝者姫路麗、第45戦優勝者吉田真由美、第46戦優勝者遠藤未菜、第49戦・第54戦優勝者松永裕美、第51戦優勝者森彩奈江、第70戦優勝者山田幸がこのパターンに該当）。

※太字表記の選手名は初出場

### 第20戦から第28戦まで
- 1回戦敗退の12名の中からスコア下位2名が次回大会の出場権を剥奪され、代わりの選手2名が次回大会に出場する（第28戦まで。以降は後述）。

| 大会   | 次回出場権剥奪者               | その他次回欠場者                | 次回出場者                                |
| ------ | ------------------------------ | ------------------------------- | ----------------------------------------- |
| 第20戦 | 鈴木理沙 179、名和秋 169       |                                 | 小泉奈津美、中村美月                      |
| 第21戦 | 中村美月 185、片井文乃 181     | 宮城鈴菜（出産育児）            | 名和秋、鈴木理沙、佐藤まさみ              |
| 第22戦 | 清水弘子 158、森彩奈江 150     |                                 | 片井文乃、中村美月                        |
| 第23戦 | 大石奈緒 170、西村美紀 167     |                                 | 清水弘子、森彩奈江                        |
| 第24戦 | 清水弘子 159、酒井美佳 146     | 片井文乃（プロテスト受験）      | 大石奈緒、西村美紀 清水弘子（繰上げ出場） |
| 第25戦 | 佐藤まさみ 165、小泉奈津美 164 | 清水弘子、高坂麻衣 （JPBA退会） | 酒井美佳、片井文乃 岸田有加、張ヶ谷順子   |
| 第26戦 | 岸田有加 171、浅田梨奈 161     |                                 | 佐藤まさみ、小泉奈津美                    |
| 第27戦 | 酒井美佳 162、鈴木理沙 154     |                                 | 岸田有加、浅田梨奈                        |
| 第28戦 | 長谷川真実 183、中村美月 172   | 小泉奈津美（海外遠征）          | 酒井美佳、鈴木理沙、宮城鈴菜              |

### 第29戦・第30戦
- 入れ替え人数が3名に増加した。

| 大会   | 次回出場権剥奪者                             | その他次回欠場者                | 次回出場者                                          |
| ------ | -------------------------------------------- | ------------------------------- | --------------------------------------------------- |
| 第29戦 | 片井文乃 178、名和秋 174、酒井美佳 165       |                                 | 長谷川真実、中村美月、小泉奈津美                    |
| 第30戦 | 吉田真由美 178、長谷川真実 178、宮城鈴菜 159 | 浅田梨奈 （震災による日程変更） | 片井文乃、名和秋、酒井美佳 長谷川真実（繰上げ出場） |

### 第31戦から第42戦まで
- 各グループ最下位の6名が次回出場停止となる。第43戦のルール改正（後述）により、第42戦のみ出場停止制度は適用されなかった。

| 大会   | 次回出場権剥奪者 | その他次回欠場者                                                        | 次回出場者                                                                   |
| ------ | --- | ----------------------------------------------------------------------- | ---------------------------------------------------------------------------- |
| 第31戦 | A:中村美月 180、B:大石奈緒 165、C:谷川章子 168 D:片井文乃 183、E:金城愛乃 173、F:姫路麗 166                               |                                                                         | 吉田真由美、宮城鈴菜、浅田梨奈 鈴木亜季、柳美穂、向谷美咲                    |
| 第32戦 | A:中谷優子 197、B:張ヶ谷順子 191、C:鈴木理沙 168 D:向谷美咲 206、E:佐藤まさみ 201、F:長谷川真実 167                       |                                                                         | 中村美月、大石奈緒、谷川章子 片井文乃、金城愛乃、姫路麗                      |
| 第33戦 | A:岸田有加 164、B:柳美穂 160、C:浅田梨奈 200 D:中村美月 191、E:小泉奈津美 186、F:名和秋 185                               | 中谷優子（勇退） 鈴木理沙、佐藤まさみ                                   | 長谷川真実、張ヶ谷順子、向谷美咲 小林あゆみ、佐々木菜月、霜出佳奈            |
| 第34戦 | A:霜出佳奈 179、B:向谷美咲 172、C:姫路麗 209 D:谷川章子 226、E:金城愛乃 206、F:張ヶ谷順子 213                             | 岸田有加 大石奈緒、佐々木菜月 浅田梨奈、小泉奈津美                      | 鈴木理沙、佐藤まさみ 中村美月、名和秋、柳美穂 小林よしみ、竹原三貴、田中亜実 |
| 第35戦 | A:片井文乃 184、B:小林よしみ 187、C:佐藤まさみ 180 D:長谷川真実 189、E:宮城鈴菜 159、F:酒井美佳 176                       | 霜出佳奈、向谷美咲 張ヶ谷順子                                           | 姫路麗、谷川章子、金城愛乃 岸田有加、キム・スルギ、安藤瞳                    |
| 第36戦 | A:キム・スルギ 161、B:森彩奈江 167、C:竹原三貴 169 D:金城愛乃 165、E:田中亜実 190、F:姫路麗 199                           | 佐藤まさみ（負傷）                                                      | 片井文乃、小林よしみ、長谷川真実 宮城鈴菜、酒井美佳、遠藤未菜                |
| 第37戦 | A:岸田有加 159、B:吉田真由美 182、C:安藤瞳 183 D:小林あゆみ 143、E:鈴木理沙 205、F:片井文乃 156                           | 佐藤まさみ、金城愛乃、田中亜実                                          | キム・スルギ、森彩奈江、竹原三貴 姫路麗、大石奈緒、岩見彩乃                  |
| 第38戦 | A:小林よしみ 174、B:谷川章子 200、C:森彩奈江 191 D:柳美穂 190、E:姫路麗 196、F:岩見彩乃 191                               | 佐藤まさみ、金城愛乃、吉田真由美 キム・スルギ（本人の都合）             | 田中亜実、岸田有加、安藤瞳 小林あゆみ、鈴木理沙、片井文乃 渡辺けあき         |
| 第39戦 | A:岸田有加 190、B:鈴木亜季 173、C:中村美月 166 D:田中亜実 198、E:遠藤未菜 177、F:渡辺けあき 164                           | 柳美穂（Pリーグ卒業）、金城愛乃 佐藤まさみ、小林よしみ                  | 吉田真由美、キム・スルギ、谷川章子 森彩奈江、姫路麗、岩見彩乃                |
| 第40戦 | A:安藤瞳 193、B:森彩奈江 195、C:谷川章子 183 D:酒井美佳 210、E:キム・スルギ 165、F:岩見彩乃 123                           | 金城愛乃（Pリーグ卒業） 佐藤まさみ、岸田有加、田中亜実                  | 小林よしみ、鈴木亜季、中村美月 渡辺けあき、遠藤未菜、櫻井眞利子              |
| 第41戦 | A:遠藤未菜 213、B:片井文乃 171、C:櫻井眞利子 201 D:小林あゆみ 190、E:吉田真由美 190、F:中村美月 166                       | 佐藤まさみ、田中亜実、岩見彩乃                                          | 岸田有加、安藤瞳、森彩奈江 谷川章子、酒井美佳、キム・スルギ                  |
| 第42戦 | 竹原三貴 51、松永裕美 51、小林よしみ 51 大石奈緒 50、吉田真由美 49、安藤瞳 46 （※第43戦の前に行われた6ショットの下位6名） | 遠藤未菜、岩見彩乃（共にプロテスト受験） 片井文乃（出産予定）、田中亜実 | 小林あゆみ、櫻井眞利子、中村美月、 佐藤まさみ、舟本舞                        |

### 第43戦から第89戦まで
- ルール改正によりシーズン制に移行。出場停止方式は第43戦（各シーズン第3戦を除く）以降も同じく、各グループ最下位の6名が次回出場停止となる。
また、これまで残留争いが同ピンの場合はフレームカウントバック方式だったが、シーズン制移行に伴いワンショットプレーオフに変更された。

| 大会   | 次回出場権剥奪者 | その他次回欠場者 | 次回出場者                                                                      |
| ------ | --- | --- | ------------------------------------------------------------------------------- |
| 第43戦 | A:中村美月 189、B:宮城鈴菜 182、C:佐藤まさみ 175 D:岸田有加 186、E:名和秋 201、F:鈴木亜季 185                                     | 遠藤未菜、岩見彩乃（共にプロテスト受験） 片井文乃（出産予定）、田中亜実 | 竹原三貴、松永裕美、小林よしみ 大石奈緒、吉田真由美、安藤瞳                     |
| 第44戦 | A:大石奈緒 150、B:舟本舞 177、C:渡辺けあき 196 D:酒井美佳 149、E:長谷川真実 191、F:櫻井眞利子 185                                 | 遠藤未菜、岩見彩乃（共にプロテスト受験） 片井文乃（出産予定）、田中亜実 | 名和秋、中村美月、岸田有加 鈴木亜季、宮城鈴菜、佐藤まさみ                       |
| 第45戦 | 鈴木亜季 53、渡辺けあき 53、櫻井眞利子 53 キム・スルギ 52、櫻井麻美 50、古田翔子 49 （※第46戦の前に行われた6ショットの下位6名）   | 片井文乃（育児） 佐藤まさみ、宮城鈴菜（共にPリーグ卒業） 小林よしみ、舟本舞、小林あゆみ、田中亜実 | 酒井美佳、長谷川真実、大石奈緒 小泉奈津美、遠藤未菜、岩見彩乃                   |
| 第46戦 | A:松永裕美 192、B:岸田有加 180、C:吉田真由美 179 D:谷川章子 167、E:岩見彩乃 127、F:大石奈緒 194                                   | 片井文乃（育児） 小林よしみ、舟本舞、小林あゆみ、田中亜実 小泉奈津美（愛媛でチャレンジ&TV収録） | 鈴木亜季、渡辺けあき 櫻井眞利子、キム・スルギ 櫻井麻美、古田翔子                |
| 第47戦 | A:古田翔子 163、B:竹原三貴 194、C:遠藤未菜 177 D:小泉奈津美 BL、E:鈴木理沙 216、F:酒井美佳 163                                    | 片井文乃（育児） 小林よしみ、小林あゆみ、舟本舞、田中亜実 | 松永裕美、岸田有加、吉田真由美 谷川章子、岩見彩乃、大石奈緒                     |
| 第48戦 | 岸田有加 54、小泉奈津美 53、櫻井眞利子 52 名和秋 52、鈴木理沙 49、酒井美佳 48 （※第49戦の前に行われた6ショットの下位6名）         | 長谷川真実（産休）、片井文乃（育児） 遠藤未菜、岩見彩乃（共にプロテスト受験）、小林あゆみ | 小林よしみ、舟本舞、田中亜実 竹原三貴、古田翔子                                 |
| 第49戦 | A:キム・スルギ 176、B:谷川章子 201、C:舟本舞 181 D:森彩奈江 211、E:竹原三貴 168、F:中村美月 160                                   | 長谷川真実（産休）、片井文乃（育児） 遠藤未菜、岩見彩乃（共にプロテスト受験）、小林あゆみ | 酒井美佳、名和秋、鈴木理沙 岸田有加、櫻井眞利子 小泉奈津美                      |
| 第50戦 | A:安藤瞳 197、B:田中亜実 179、C:酒井美佳 190 D:松永裕美 205、E:渡辺けあき 188、F:古田翔子 179                                     | 長谷川真実（産休）、片井文乃（育児） 遠藤未菜、岩見彩乃（共にプロテスト受験）、小林あゆみ | 谷川章子、森彩奈江 中村美月、舟本舞 キム・スルギ、竹原三貴                      |
| 第51戦 | 松永裕美 53、安藤瞳 53、酒井美佳 52 谷川章子 50、中村美月 50、吉田真由美 47 （※第52戦の前に行われた6ショットの下位6名）           | 長谷川真実（出産予定）、片井文乃（育児） 鈴木理沙、岸田有加、小林よしみ、舟本舞、小林あゆみ 竹原三貴、櫻井麻美、岩見彩乃 | 中野麻理子、遠藤未菜 寺下智香、前屋瑠美 鶴井亜南、本間成美                      |
| 第52戦 | A:渡辺けあき 145、B:遠藤未菜 184、C:中野麻理子 180 D:キム・スルギ 157、E:田中亜実 191、F:森彩奈江 205                             | 長谷川真実、片井文乃（共に育児） 鈴木理沙、岸田有加、小林よしみ、舟本舞、小林あゆみ 竹原三貴、櫻井麻美、岩見彩乃 | 酒井美佳、吉田真由美、谷川章子 松永裕美、中村美月、安藤瞳                       |
| 第53戦 | A:本間成美 170、B:鶴井亜南 206、C:古田翔子 185 D:安藤瞳 167、E:寺下智香 182、F:小泉奈津美 195                                     | 長谷川真実、片井文乃（共に育児） 鈴木理沙、岸田有加、小林よしみ、舟本舞、小林あゆみ 竹原三貴、櫻井麻美、岩見彩乃 | 森彩奈江、田中亜実 キム・スルギ、渡辺けあき 遠藤未菜、中野麻理子                |
| 第54戦 | 吉田真由美 52、遠藤未菜 51、浦麻紗実 51 渡辺けあき 50、小泉奈津美 50、安藤瞳 49 （※第55戦の前に行われた6ショットの下位6名）       | 長谷川真実、片井文乃（共に育児） 岩見彩乃（プロテスト受験）、谷川章子、鈴木理沙、中村美月 岸田有加、舟本舞、田中亜実、中野麻理子、前屋瑠美 | 小林よしみ、小林あゆみ 竹原三貴、櫻井麻美                                       |
| 第55戦 | A:松永裕美 192、B:櫻井眞利子 158、C:大石奈緒 185 D:櫻井麻美 191、E:古田翔子 181、F:竹原三貴 195                                   | 長谷川真実、片井文乃（共に育児） 岩見彩乃（プロテスト受験）、谷川章子、鈴木理沙、中村美月 岸田有加、舟本舞、田中亜実、中野麻理子、前屋瑠美 | 吉田真由美、安藤瞳、渡辺けあき 小泉奈津美、遠藤未菜、浦麻紗実                   |
| 第56戦 | A:キム・スルギ 195、B:渡辺けあき 159、C:酒井美佳 172 D:安藤瞳 170、E:本間成美 200、F:吉田真由美 196                               | 長谷川真実、片井文乃（共に育児） 岩見彩乃（プロテスト受験）、谷川章子、鈴木理沙、中村美月 岸田有加、舟本舞、田中亜実、中野麻理子、前屋瑠美 | 松永裕美、竹原三貴、大石奈緒 櫻井眞利子、櫻井麻美、古田翔子                     |
| 第57戦 | 坂本詩緒里 52、櫻井眞利子 51、渡辺けあき 50 大石奈緒 49、鈴木亜季 49、小林よしみ 47 （※第58戦の前に行われた6ショットの下位6名）   | 片井文乃（出産予定）、長谷川真実 谷川章子、岸田有加、舟本舞、竹原三貴 田中亜実、櫻井麻美、中野麻理子 古田翔子、前屋瑠美、本間成美、浦麻紗実 | 酒井美佳、吉田真由美 キム・スルギ、鈴木理沙 中村美月、安藤瞳 浅田梨奈、岩見彩乃 |
| 第58戦 | A:岩見彩乃 147、B:中村美月 158、C:遠藤未菜 179 D:森彩奈江 162、E:西村美紀 158、F:寺下智香 202                                     | 片井文乃（育児）、長谷川真実 谷川章子、岸田有加、舟本舞、竹原三貴 田中亜実、櫻井麻美、中野麻理子、古田翔子 前屋瑠美、本間成美、浦麻紗実 | 鈴木亜季、小林よしみ 大石奈緒、櫻井眞利子 渡辺けあき、坂本詩緒里                |
| 第59戦 | A:鶴井亜南 191、B:小林あゆみ 183、C:浅田梨奈 193 D:鈴木亜季 183、E:姫路麗 166、F:キム・スルギ 195                                 | 片井文乃（育児）、長谷川真実 谷川章子、岸田有加、舟本舞、竹原三貴 田中亜実、櫻井麻美、中野麻理子 古田翔子、前屋瑠美、本間成美、浦麻紗実 | 西村美紀、森彩奈江 中村美月、遠藤未菜 寺下智香、岩見彩乃                        |
| 第60戦 | 岩見彩乃 53、吉田真由美 53、酒井美佳 52 キム・スルギ 51、山田幸 47、櫻井眞利子 45 （※第61戦の前に行われた6ショットの下位6名）     | 片井文乃（育児）、田中亜実（出産予定） 長谷川真実、谷川章子、鈴木理沙、中村美月 岸田有加、舟本舞、竹原三貴、櫻井麻美、中野麻理子 古田翔子、前屋瑠美、本間成美、浦麻紗実 | 姫路麗、鈴木亜季 小林あゆみ、鶴井亜南 浅田梨奈、川崎由意                        |
| 第61戦 | A:坂本詩緒里 182、B:渡辺けあき 172、C:浅田梨奈 178 D:松永裕美 206、E:鈴木亜季 200、F:森彩奈江 180                                 | 片井文乃（育児）、田中亜実（出産予定） 長谷川真実、谷川章子、鈴木理沙、中村美月 岸田有加、舟本舞、竹原三貴、櫻井麻美、中野麻理子 古田翔子、前屋瑠美、本間成美、浦麻紗実 | 酒井美佳、吉田真由美 櫻井眞利子、キム・スルギ 岩見彩乃、山田幸                  |
| 第62戦 | A:姫路麗 179、B:小林あゆみ 170、C:岩見彩乃 178 D:安藤瞳 153、E:名和秋 190、F:酒井美佳 173                                         | 片井文乃（育児）、田中亜実（出産予定） 長谷川真実、谷川章子、鈴木理沙、中村美月 岸田有加、舟本舞、竹原三貴、櫻井麻美、中野麻理子 古田翔子、前屋瑠美、本間成美、浦麻紗実 | 松永裕美、森彩奈江 鈴木亜季、渡辺けあき 浅田梨奈、坂本詩緒里                    |
| 第63戦 | 川崎由意 54、松永裕美 53、小池沙紀 53 小林よしみ 52、名和秋 51、櫻井眞利子 51 （※第64戦の前に行われた6ショットの下位6名）         | 片井文乃（育児）、田中亜実（出産・育児） 吉田真由美、長谷川真実、谷川章子、鈴木理沙、鈴木亜季 中村美月、岸田有加、舟本舞、竹原三貴、渡辺けあき 櫻井麻美、中野麻理子、前屋瑠美、浦麻紗実、浅田梨奈                                                                          | 酒井美佳、姫路麗、安藤瞳 小林あゆみ、本間成美 岩見彩乃、大嶋有香                |
| 第64戦 | A:小林あゆみ 180、B:山田幸 193、C:遠藤未菜 164 D:岩見彩乃 160、E:本間成美 150、F:キム・スルギ 177                                 | 片井文乃（育児）、田中亜実（出産・育児） 吉田真由美、長谷川真実、谷川章子、鈴木理沙、鈴木亜季 中村美月、岸田有加、舟本舞、竹原三貴、渡辺けあき 櫻井麻美、中野麻理子、前屋瑠美、浦麻紗実、浅田梨奈                                                                          | 名和秋、松永裕美 小林よしみ、櫻井眞利子 川崎由意、小池沙紀                      |
| 第65戦 | A:西村美紀 BL、B:大嶋有香 206、C:森彩奈江 194 D:寺下智香 169、E:櫻井眞利子 176、F:坂本詩緒里 182                                  | 片井文乃（育児）、田中亜実（出産・育児） 山田幸（交通事故による怪我の影響） 吉田真由美、長谷川真実、谷川章子、鈴木理沙 鈴木亜季、中村美月、岸田有加、舟本舞、竹原三貴 渡辺けあき、櫻井麻美、中野麻理子 前屋瑠美、浦麻紗実、浅田梨奈                                        | 小林あゆみ、キム・スルギ 遠藤未菜、本間成美 岩見彩乃                            |
| 第66戦 | 安藤瞳 54、大嶋有香 52、川崎由意 52 大石奈緒 51、浅田梨奈 51、小泉奈津美 49 （※第67戦の前に行われた6ショットの下位6名）           | 山田幸（交通事故による怪我の影響） 片井文乃、田中亜実（共に育児）、西村美紀（Pリーグ卒業） 吉田真由美、谷川章子、中村美月、岸田有加、舟本舞 竹原三貴、渡辺けあき、櫻井麻美、中野麻理子 古田翔子、前屋瑠美、本間成美、浦麻紗実                                              | 長谷川真実、森彩奈江 鈴木理沙、鈴木亜季 櫻井眞利子、寺下智香 坂本詩緒里         |
| 第67戦 | A:鈴木亜季 197、B:キム・スルギ 193、C:坂本詩緒里 170 D:岩見彩乃 193、E:森彩奈江 146、F:遠藤未菜 177                               | 山田幸（交通事故による怪我の影響） 片井文乃、田中亜実（共に育児） 吉田真由美、谷川章子、中村美月、岸田有加 舟本舞、竹原三貴、渡辺けあき、櫻井麻美、中野麻理子 古田翔子、前屋瑠美、本間成美、浦麻紗実                                                                       | 安藤瞳、大石奈緒 小泉奈津美、浅田梨奈 川崎由意、大嶋有香                        |
| 第68戦 | A:小林あゆみ 162、B:酒井美佳 201、C:名和秋 159 D:大嶋有香 173、E:寺下智香 177、F:鈴木理沙 162                                     | 山田幸（交通事故による怪我の影響） 片井文乃、田中亜実（共に育児） 吉田真由美、谷川章子、中村美月、岸田有加 舟本舞、竹原三貴、渡辺けあき、櫻井麻美、中野麻理子 古田翔子、前屋瑠美、本間成美、浦麻紗実                                                                       | 森彩奈江、鈴木亜季 キム・スルギ、遠藤未菜 岩見彩乃、坂本詩緒里                  |
| 第69戦 | 小林よしみ 54、森彩奈江 53、渡辺けあき 53 キム・スルギ 53、鶴井亜南 52、小泉奈津美 52 （※第70戦の前に行われた6ショットの下位6名） | 片井文乃（育児）、田中亜実（産休） 吉田真由美、谷川章子、長谷川真実、鈴木理沙、中村美月 岸田有加、舟本舞、竹原三貴、櫻井眞利子、櫻井麻美 中野麻理子、古田翔子、前屋瑠美、本間成美、浦麻紗実                                                                                | 渡辺けあき、山田幸 霜出佳奈                                                     |
| 第70戦 | A:寺下智香 174、B:小池沙紀 189、C:大石奈緒 176 D:坂本詩緒里 202、E:安藤瞳 182、F:松永裕美 191                                     | 片井文乃（育児）、田中亜実（産休）、櫻井麻美（ご懐妊） 吉田真由美、谷川章子、長谷川真実、鈴木理沙 中村美月、岸田有加、舟本舞、竹原三貴、櫻井眞利子 中野麻理子、古田翔子、前屋瑠美、本間成美、浦麻紗実                                                                      | 森彩奈江、小林よしみ キム・スルギ、渡辺けあき 小泉奈津美、鶴井亜南              |
| 第71戦 | A:渡辺けあき 185、B:山田幸 167、C:姫路麗 190 D:霜出佳奈 199、E:森彩奈江 186、F:小林あゆみ 179                                     | 片井文乃（育児）、田中亜実、櫻井麻美（共に産休） 吉田真由美、谷川章子、長谷川真実、鈴木理沙、中村美月 岸田有加、舟本舞、竹原三貴、櫻井眞利子、中野麻理子 古田翔子、前屋瑠美、本間成美、浦麻紗実                                                                            | 松永裕美、安藤瞳 大石奈緒、寺下智香 坂本詩緒里、小池沙紀                        |
| 第72戦 | 鶴井亜南 55、山田幸 55、小林あゆみ 55 川崎由意 53、霜出佳奈 52、櫻井眞利子 51 （※第73戦の前に行われた6ショットの下位6名）         | 片井文乃（育児）、田中亜実、櫻井麻美（共に産休） 吉田真由美、谷川章子、長谷川真実、鈴木理沙、中村美月 岸田有加、舟本舞、竹原三貴、渡辺けあき、中野麻理子 古田翔子、前屋瑠美、本間成美、浦麻紗実、浅田梨奈                                                                  | 姫路麗、森彩奈江 久保田彩花                                                     |
| 第73戦 | A:小泉奈津美 204、B:キム・スルギ 155、C:森彩奈江 187 D:鈴木亜季 145、E:酒井美佳 151、F:坂本詩緒里 176                             | 片井文乃（育児）、田中亜実、櫻井麻美（共に産休） 吉田真由美、谷川章子、長谷川真実、鈴木理沙、中村美月 岸田有加、舟本舞、竹原三貴、渡辺けあき、中野麻理子 古田翔子、前屋瑠美、本間成美、浦麻紗実、浅田梨奈                                                                  | 小林あゆみ、櫻井眞利子 鶴井亜南、川崎由意 山田幸、霜出佳奈                      |
| 第74戦 | A:岩見彩乃 189、B:名和秋 169、C:川崎由意 235 D:霜出佳奈 176、E:小池沙紀 177、F:遠藤未菜 161                                       | 片井文乃、田中亜実、櫻井麻美（いずれも育児） 吉田真由美、谷川章子、長谷川真実、鈴木理沙、中村美月 岸田有加、舟本舞、竹原三貴、渡辺けあき、中野麻理子 古田翔子、前屋瑠美、本間成美、浦麻紗実、浅田梨奈                                                                      | 酒井美佳、森彩奈江 鈴木亜季、キム・スルギ 小泉奈津美、坂本詩緒里                |
| 第75戦 | 小林あゆみ 54、久保田彩花 54、姫路麗 54 岩見彩乃 53、小林よしみ 52、大仲純怜 52 （※第75戦の前に行われた6ショットの下位6名）       | 片井文乃（育児）、吉田真由美、谷川章子、長谷川真実 鈴木理沙、中村美月、岸田有加、舟本舞、竹原三貴、田中亜実 渡辺けあき、櫻井麻美、中野麻理子、古田翔子、遠藤未菜 前屋瑠美、本間成美、浦麻紗実、浅田梨奈、大嶋有香、霜出佳奈                                                | 名和秋、川崎由意 小池沙紀 岡田友貴、熊本美和                                    |
| 第76戦 | A:酒井美佳 172、B:大石奈緒 162、C:山田幸 194 D:岡田友貴 157、E:小池沙紀 169、F:熊本美和 159                                       | 片井文乃（育児）、吉田真由美、谷川章子、長谷川真実 鈴木理沙、中村美月、岸田有加、舟本舞、竹原三貴、田中亜実 渡辺けあき、櫻井麻美、中野麻理子、古田翔子、遠藤未菜 前屋瑠美、本間成美、浦麻紗実、浅田梨奈、大嶋有香、霜出佳奈                                                | 姫路麗、小林よしみ 小林あゆみ、久保田彩花 岩見彩乃、大仲純怜                    |
| 第77戦 | A:安藤瞳 192、B:櫻井眞利子 160、C:大仲純怜 205 D:坂本詩緒里 168、E:岩見彩乃 181、F:キム・スルギ 168                               | 片井文乃（育児）、吉田真由美、谷川章子、長谷川真実 鈴木理沙、中村美月、岸田有加、舟本舞、竹原三貴、田中亜実 渡辺けあき、櫻井麻美、中野麻理子、古田翔子、遠藤未菜 前屋瑠美、本間成美、浦麻紗実、浅田梨奈、大嶋有香、霜出佳奈                                                | 酒井美佳、大石奈緒 山田幸、小池沙紀 岡田友貴、熊本美和                          |
| 第78戦 | 寺下智香 55、坂本詩緒里 55、櫻井眞利子 54 伊藤愛 54、久保田彩花 53、浅田梨奈 51                                                   | 片井文乃（海外滞在）、熊本美和（プロテスト受験） 姫路麗（米国での試合）、吉田真由美、谷川章子、長谷川真実 鈴木亜季、中村美月、岸田有加、小林よしみ、舟本舞 竹原三貴、田中亜実、渡辺けあき、櫻井麻美、中野麻理子 古田翔子、遠藤未菜、前屋瑠美、本間成美、浦麻紗実、霜出佳奈 | 鈴木理沙、安藤瞳 岩見彩乃、大仲純怜 大嶋有香、キム・スルギ                      |
| 第79戦 | A:安藤瞳 139、B:岡田友貴 151、C:大嶋有香 191 D:岩見彩乃 181、E:大石奈緒 206、F:山田幸 192                                         | 片井文乃（海外滞在）、熊本美和（プロテスト受験） 姫路麗（米国での試合）、吉田真由美、谷川章子、長谷川真実 鈴木亜季、中村美月、岸田有加、小林よしみ、舟本舞 竹原三貴、田中亜実、渡辺けあき、櫻井麻美、中野麻理子 古田翔子、遠藤未菜、前屋瑠美、本間成美、浦麻紗実、霜出佳奈 | 櫻井眞利子、寺下智香 久保田彩花、浅田梨奈 坂本詩緒里、伊藤愛                    |
| 第80戦 | A:久保田彩花 171、B:酒井美佳 201、C:坂本詩緒里 234 D:キム・スルギ 175、E:伊藤愛 190、F:小池沙紀 192                               | 片井文乃（海外滞在）、熊本美和（プロテスト受験） 姫路麗（米国での試合）、吉田真由美、谷川章子、長谷川真実 鈴木亜季、中村美月、岸田有加、小林よしみ、舟本舞 竹原三貴、田中亜実、渡辺けあき、櫻井麻美、中野麻理子 古田翔子、遠藤未菜、前屋瑠美、本間成美、浦麻紗実、霜出佳奈 | 安藤瞳、大石奈緒 山田幸、岩見彩乃 大嶋有香、岡田友貴                            |
| 第81戦 | | |                                                                                 |
| 第82戦 | A:酒井美佳 171、B:松永裕美 196、C:小沼姫 164 D:安藤瞳 182、E:熊本美和 182、F:久保田彩花 175                                       | |                                                                                 |
| 第83戦 | A:浅田梨奈 191、B:鈴木理紗 177、C:寺下智香 213 D:川崎由意 214、E:大嶋有香 159、F:櫻井眞利子 206                                   | | 酒井美佳、松永裕美 安藤瞳、久保田彩花 小沼姫、熊本美和                          |
| 第84戦 | | |                                                                                 |
| 第85戦 | A:坂本詩緒里 191、B:岩見彩乃 224、C:小沼姫 203 D:酒井美佳 179、E:安藤瞳 179、F:小池沙紀 181                                       | |                                                                                 |
| 第86戦 | A:浅田梨奈 173、B:名和秋 180、C:小泉奈津美 192 D:岡田友貴 164、E:久保田彩花 187、F:小林よしみ 181                                 | | 酒井美佳、安藤瞳 岩見彩乃、坂本詩緒里 小池沙紀                                  |
| 第87戦 | （次シーズン固定メンバーの影響で外れたメンバー） 小林よしみ、安藤瞳、渡辺けあき、 坂本詩緒里、小池沙紀、岡田友貴                  | | 名和秋、小林よしみ、小泉奈津美 鶴井亜南、浅田梨奈、久保田彩花                   |
| 第88戦 | 第88戦と第89戦の2大会は 1シーズンで行われるため入れ替えなし                                                                       | | 第88戦と第89戦の2大会は 1シーズンで行われるため入れ替えなし                     |
| 第89戦 | 第88戦と第89戦の2大会は 1シーズンで行われるため入れ替えなし                                                                       | | 第88戦と第89戦の2大会は 1シーズンで行われるため入れ替えなし                     |

### 第90戦以降
| 大会    | 次回出場権剥奪者                                                                                   | その他次回欠場者                      | 次回出場者 |
| ------- | -------------------------------------------------------------------------------------------------- | ------------------------------------- | --- |
| 第90戦  | A:鈴木梨沙 162、B:尾上萌楓 170 C:小泉奈津美 205、D:名和秋 214 E:渡辺けあき 195、F:古田翔子 168     |                                       | 浅田梨奈 55、霜出佳奈 55、森沙奈江 55 川崎由意 54、大仲純怜 52、安藤瞳 50 （第90戦開始前の6ショットの下位6名）           |
| 第91戦  | A:霜出佳奈 179、B:久保田彩花 188 C:櫻井眞利子 161、D:寺下智香 195 E:小林あゆみ 168、F:大嶋有香 216 | 鈴木理沙（産休）                      | 名和秋、渡辺けあき、小泉奈津美 古田翔子、尾上萌楓、鈴木亜季（鈴木梨沙のリザーブ）                                        |
| 第92戦  | A:岩見彩乃 192、B:小泉奈津美 213 C:酒井美佳 188、D:姫路麗 190 E:岡田友貴 202、F:大仲純怜 192       |                                       | 小林あゆみ、櫻井眞利子、寺下智香 久保田彩花、大嶋有香、霜出佳奈                                                          |
| 第93戦  | A:小池沙紀 170、B:安藤瞳 156 C:浅田梨奈 184、D:鈴木亜季 214 E:名和秋 193、F:小林あゆみ 209         |                                       | 酒井美佳、姫路麗、小泉奈津美 大仲純怜、岩見彩乃、岡田友貴                                                                |
| 第94戦  | |                                       | |
| 第95戦  | A:霜出佳奈 210、B:尾上萌楓 227 C:古田翔子 163、D:川崎由意 214 E:酒井美佳 180、F:キム・スルギ 183   |                                       | 小林あゆみ 54、渡辺けあき 53、櫻井眞利子 53 坂本詩緒里 53、山田幸 50、中野麻理子 49 （第95戦開始前の6ショットの下位6名） |
| 第96戦  | A:櫻井眞利子 201、B:久保田彩花 181 C:寺下智香 193、D:鈴木亜季 194 E:大仲純怜 199、F:坂本詩緒里 180 |                                       | キム・スルギ、尾上萌楓、酒井美佳 霜出佳奈、川崎由意、古田翔子                                                            |
| 第97戦  | A:キム・スルギ 175、B:名和秋 180 C:小泉奈津美 188、D:渡辺けあき 193 E:霜出佳奈 181、F:大嶋有香 190 | 古田翔子（体調不良）                  | 久保田彩花、寺下智香、坂本詩緒里 櫻井眞利子、鈴木亜季、大仲純怜                                                          |
| 第98戦  | A:山田幸 128、B:坂本詩緒里 153 C:鈴木亜季 158、D:浅田梨奈 183 E:中野麻理子 178、F:古田翔子（欠場） | 久保田彩花、小泉奈津美 （共に諸事情） | 渡辺けあき、名和秋、大嶋有香 霜出佳奈、キム・スルギ                                                                      |
| 第99戦  | |                                       | |
| 第100戦 | A:小林あゆみ 169、B:鈴木亜季 214 C:霜出佳奈 204、D:渡辺けあき 194 E:鶴井亜南 171、F:尾上萌楓 168   |                                       | 酒井美佳 52、櫻井眞利子 52、大嶋有香 52 幸木百合菜 50、小林よしみ 47、安藤瞳 42 （第100戦開始前の6ショットの下位6名）    |
| 第101戦 | A:幸木百合菜 196、B:酒井美佳 180 C:安藤瞳 183、D:中野麻理子 171 E:川﨑由意 192、F:小林よしみ 187   |                                       | 鈴木亜季、小林あゆみ、渡辺けあき 鶴井亜南、霜出佳奈、尾上萌楓                                                            |
| 第102戦 | A:岩見彩乃 181、B:尾上萌楓 191 C:寺下智香 204、D:大石奈緒 178 E:大仲純怜 152、F:森彩奈江 201       |                                       | 酒井美佳、安藤瞳、小林よしみ 中野麻理子、川﨑由意、幸木百合菜                                                            |
| 第103戦 | A:幸木百合菜 195、B:霜出佳奈 236 C:安藤瞳 214、D:櫻井眞利子 193 E:鈴木亜季 196、F:中野麻理子 159   | 浅田梨奈（体調不良）                  | 森彩奈江、大石奈緒、寺下智香 大仲純怜、岩見彩乃、尾上萌楓                                                                |
| 第104戦 | |                                       | |
| 第105戦 | A:霜出佳奈 193、B:安藤瞳 174 C:緒方彩音 160、D:浅田梨奈 204 E:山田幸 190、F:岩渕萌香 210           |                                       | 今井双葉 54、尾上萌楓 54、三浦美里 53 小林あゆみ 53、小林よしみ 52、大仲純怜 49 （第105戦開始前の6ショットの下位6名）    |
| 第106戦 | A:鶴井亜南 191、B:鈴木亜季 173 C:小林よしみ 181、D:渡辺けあき 179 E:岩見彩乃 200、F:川崎由意 191   |                                       | 霜出佳奈、安藤瞳、緒方彩音 浅田梨奈、山田幸、岩渕萌香                                                                    |
| 第107戦 | A:尾上萌楓 179、B:安藤瞳 178 C:三上彩奈 182、D:岩渕萌香 156 E:寺下智香 159、F:山田幸 151           |                                       | 鶴井亜南、鈴木亜季、小林よしみ 渡辺けあき、岩見彩乃、川崎由意                                                            |
| 第108戦 | |                                       | |
| 第109戦 | A:岩渕萌香 158、B:久保田彩花 216 C:小泉奈津美 160、D:今井双葉 198 E:山田幸 186、F:緒方美空 197     |                                       | 三浦美里 54、金子萌夏 53、鶴井亜南 53 横山実美 53、森彩奈江 52、小林よしみ 52 （第109戦開始前の6ショットの下位6名）      |
| 第110戦 | A:熊田菜奈海 180、B:寺下智香 215 C:鶴井亜南 177、D:大仲純怜 154 E:岩見彩乃 183、F:三浦美里 192     |                                       | |
| 第111戦 | |                                       | |
| 第112戦 | |                                       | |

## 大会記録
| 内容                           | 内容                         | 内容                            | 数字       | 数字       | 選手氏名     | 詳細・備考 |
| ------------------------------ | ---------------------------- | ------------------------------- | ---------- | ---------- | ------------ | --- |
| シーズン シリーズ チャンピオン | 最多                         | 最多                            | 3回        | 3回        | 姫路麗       | 第5シーズン・第14シーズン・シリーズ2021 |
| 優勝                           | 最多                         | 最多                            | 14回       | 14回       | 松永裕美     | 第18戦・第19戦・第21戦・第29戦・第30戦・第31戦・第32戦・第37戦・第39戦・第49戦・第54戦・第59戦・第79戦・第84戦                               |
| 優勝                           | 連続                         | 連続                            | 4大会連続  | 4大会連続  | 松永裕美     | 第29戦 - 第32戦 |
| 優勝                           | 最年少                       | 最年少                          | 19歳       | 19歳       | 浅田梨奈     | 第23戦 |
| 優勝                           | 最年少                       | 最年少                          | 19歳       | 19歳       | 石田万音     | 第108戦 |
| 優勝                           | 最も遅い初優勝               | 最も遅い初優勝                  | 出場47度目 | 出場47度目 | 酒井美佳     | 第1戦から出場 - 第58戦で優勝 |
| 獲得ポイント                   | シーズン制（1シーズン3大会） | シーズン制（1シーズン3大会）    | 29pt       | 29pt       | 小泉奈津美   | 第6シーズン |
| 獲得ポイント                   | シリーズ制（1シリーズ5大会） | シリーズ制（1シリーズ5大会）    | 32pt       | 32pt       | 森彩奈江     | シリーズ2022 |
| 連続決勝進出                   | 連続決勝進出                 | 連続決勝進出                    | 4大会      | 4大会      | 大石奈緒     | 第14戦 - 第17戦 |
| 連続決勝進出                   | 連続決勝進出                 | 連続決勝進出                    | 4大会      | 4大会      | 松永裕美     | 第29戦 - 第32戦 |
| 連続決勝進出                   | 連続決勝進出                 | 連続決勝進出                    | 4大会      | 4大会      | 松永裕美     | 第78戦 - 第81戦 |
| 連続決勝進出                   | 連続決勝進出                 | 連続決勝進出                    | 4大会      | 4大会      | 西村美紀     | 第35戦 - 第38戦 |
| 連続決勝進出                   | 連続決勝進出                 | 連続決勝進出                    | 4大会      | 4大会      | 小泉奈津美   | 第58戦 - 第61戦 |
| 連続決勝進出                   | 連続決勝進出                 | 連続決勝進出                    | 4大会      | 4大会      | 鈴木亜季     | 第69戦 - 第72戦 |
| 連続準決勝進出                 |                              |                                 | 9大会      | 9大会      | 森彩奈江     | 第91戦 - 第99戦 |
| 連続準決勝進出                 | 名和秋                       | 第100戦 - 第108戦               | 9大会      | 9大会      |              | |
| 連続準決勝進出                 | デビュー戦から               | デビュー戦から                  | 4大会      | 4大会      | 三浦美里     | 第100戦 - 第103戦 |
| 連続出場                       | 連続出場                     | 連続出場                        | 34         | 34         | 西村美紀     | 第25戦 - 第58戦 |
| 準決勝進出に 要した大会数      |                              |                                 | 12大会     | 12大会     | 谷川章子     | 第31戦 - 第46戦 ※第48戦にて準決勝進出 |
| 準決勝進出に 要した大会数      | デビュー戦から               | デビュー戦から                  | 10大会     | 10大会     | 岩見彩乃     | 第38戦 - 第67戦 ※第69戦にて準決勝進出 |
| 連勝                           | 連勝                         | 連勝                            | 12         | 12         | 松永裕美     | 第29戦1回戦 - 第32戦決勝戦 |
| 連敗                           |                              |                                 | 13         | 13         | 谷川章子     | 第30戦準決勝 - 第46戦1回戦 ※第48戦1回戦で連敗が止まる                                                                                        |
| 連敗                           | デビュー戦から               | デビュー戦から                  | 10         | 10         | 岩見彩乃     | 第38戦・第40戦・第46戦・第48戦・第58戦・第60戦・第62戦・第64戦・第66戦・第67戦 ※第64戦までは全てグループ最下位 ※第69戦1回戦Dグループで初勝利 |
| ストライク数                   | 1ゲーム中                    | 最多                            | 11         | 11         | 姫路麗       | 第17戦準決勝第1試合 |
| ストライク数                   | 1ゲーム中                    | 最多                            | 11         | 11         | 小林あゆみ   | 第35戦準決勝第2試合 |
| ストライク数                   | 1ゲーム中                    | 最多                            | 11         | 11         | 舟本舞       | 第43戦1回戦Aグループ |
| ストライク数                   | 1ゲーム中                    | 最多                            | 11         | 11         | キム・スルギ | 第63戦1回戦Dグループ |
| ストライク数                   | 1ゲーム中                    | 連続                            | 11連続     | 11連続     | キム・スルギ | 第63戦1回戦Dグループ |
| ストライク数                   | 複数ゲーム中                 | 連続                            | 14連続     | 14連続     | 松永裕美     | 第18戦準決勝第8フレーム - 決勝第9フレーム |
| ストライク数                   | 複数ゲーム中                 | 連続のゲームで 10ストライク以上 | 2ゲーム    | 2ゲーム    | 名和秋       | 第50戦1回戦Cグループ - 準決勝第1試合 |
| ストライク数                   | 複数ゲーム中                 | 連続のゲームで 10ストライク以上 | 2ゲーム    | 2ゲーム    | 名和秋       | 第104戦準決勝第2試合 - 決勝 |
| スコア                         | ハイスコア                   |                                 | 290        | 290        | キム・スルギ | 第63戦1回戦Dグループ |
| スコア                         | ハイスコア                   | デビュー戦                      | 264        | 264        | 舟本舞       | 第43戦1回戦Aグループ |
| スコア                         | ロースコア                   | アマチュア                      | 123        | 123        | 岩見彩乃     | 第40戦1回戦Fグループ |
| スコア                         | ロースコア                   | プロ                            | 128        | 128        | 山田幸       | 第98戦1回戦Aグループ |
| スコア                         | 1回戦1位のロースコア         | 1回戦1位のロースコア            | 177        | 177        | 酒井美佳     | 第64戦1回戦Dグループ |
| スコア                         | 1回戦2位の ロースコア        | 1回戦2位の ロースコア           | 156        | 156        | 竹原三貴     | 第44戦1回戦Dグループ |
| スコア                         | 1回戦敗退のハイスコア        | 1回戦敗退のハイスコア           | 260        | 260        | 名和秋       | 第53戦1回戦Cグループ |
| スコア                         | 1回戦最下位の ハイスコア     | 1回戦最下位の ハイスコア        | 236        | 236        | 霜出佳奈     | 第103戦1回戦Bグループ |
| スコア                         | 200以上の ゲームの 連続記録  |                                 | 18連続     | 18連続     | 姫路麗       | 第11戦3位決定戦 - 第21戦1回戦 |
| スコア                         | 200以上の ゲームの 連続記録  | デビュー戦から                  | 12連続     | 12連続     | 大石奈緒     | 第11戦1回戦 - 第15戦準決勝 |
| 1ゲームでの スコア差           | 最大                         | 1位と2位                        | 102        | 279        | 大嶋有香     | 第101戦1回戦Dグループ |
| 1ゲームでの スコア差           | 最大                         | 1位と2位                        | 102        | 177        | 森彩奈江     | 第101戦1回戦Dグループ |
| 1ゲームでの スコア差           | 最大                         | 1位と3位                        | 134        | 278        | 松永裕美     | 第17戦1回戦Aグループ |
| 1ゲームでの スコア差           | 最大                         | 1位と3位                        | 134        | 144        | 戸塚里恵     | 第17戦1回戦Aグループ |
| 1ゲームでの スコア差           | 最大                         | 2位と3位                        | 109        | 279        | 姫路麗       | 第17戦準決勝第1試合 |
| 1ゲームでの スコア差           | 最大                         | 2位と3位                        | 109        | 170        | 浅田梨奈     | 第17戦準決勝第1試合 |
| 1ゲームでの スコア差           | 最小                         | 1位と3位                        | 2          | 183        | 櫻井眞利子   | 第54戦1回戦Dグループ |
| 1ゲームでの スコア差           | 最小                         | 1位と3位                        | 2          | 181        | 前屋瑠美     | 第54戦1回戦Dグループ |
| 1グループ3名の 合計スコア      | ハイスコア                   | ハイスコア                      | 763        | 269        | 小林よしみ   | 第103戦1回戦Bグループ |
| 1グループ3名の 合計スコア      | ハイスコア                   | ハイスコア                      | 763        | 258        | 今井双葉     | 第103戦1回戦Bグループ |
| 1グループ3名の 合計スコア      | ハイスコア                   | ハイスコア                      | 763        | 236        | 霜出佳奈     | 第103戦1回戦Bグループ |
| 1グループ3名の 合計スコア      | ロースコア                   | ロースコア                      | 492        | 187        | 小林よしみ   | 第44戦1回戦Dグループ |
| 1グループ3名の 合計スコア      | ロースコア                   | ロースコア                      | 492        | 156        | 竹原三貴     | 第44戦1回戦Dグループ |
| 1グループ3名の 合計スコア      | ロースコア                   | ロースコア                      | 492        | 149        | 酒井美佳     | 第44戦1回戦Dグループ |

1. ↑  第2位 2回 - 吉田真由美（第1シーズン・第6シーズン）、西村美紀（第2シーズン・第3シーズン）、寺下智香（第11シーズン・第13シーズン）、森彩奈江（第12シーズン・シリーズ2022）、大嶋有香（第10シーズン・シリーズ2024）
2. ↑  第2位 13回 - 姫路麗
3. ↑  シーズン制導入後はレギュラーシーズンの連続優勝
4. ↑  第2位 2大会連続 - 吉田真由美（第44戦・第45戦）、小泉奈津美（第60戦・第61戦）、小池沙紀（第67戦・第68戦）、森彩奈江（第76戦・第77戦）、鶴井亜南（第102戦・第103戦）
5. 1 2 3  欠場、出場停止はカウントしない
6. ↑  第43戦以降
7. ↑  第2位 10連続 - 松永裕美（第17戦準決勝第1試合）・姫路麗（第18戦1回戦Dグループ）・小林あゆみ（第35戦準決勝第1試合）・渡辺けあき（第92戦準決勝第3試合）・川﨑由意（第104戦1回戦Eグループ）
8. ↑  第2位 289 - 姫路麗（第18戦1回戦Dグループ）、第3位 288 - 松永裕美（第17戦準決勝第1試合）・渡辺けあき（第92戦準決勝第3試合）・川﨑由意（第104戦1回戦Eグループ）
9. ↑  第2位 247 - 松永裕美（第8戦1回戦Dグループ）
10. 1 2 3  第13戦以降
11. ↑  ワンショットプレーオフでの勝ち上がり
12. ↑  1回戦の各グループ最下位の次回出場停止が定着した第31戦以降（シーズン制導入後の各々のシーズン第3戦は除く）
13. ↑  第2位 258 - 長谷川真実（第42戦1回戦Eグループ）
14. 1 2  全試合で3人制が定着した第14戦以降
15. ↑  第2位 235 - 川崎由意（第74戦1回戦Cグループ）
16. ↑  2位と3位はワンショット・プレーオフにより決定

## 歴代大会放映内容
※ボウリング用語についてはボウリング#用語を参照のこと。

### 第1戦 - 第3戦（完全トーナメント時代）
2006年
第1戦 優勝…吉田真由美（初）
プロ12名による1対1のトーナメントで行われ、決勝はともにシードから勝ち上がった清水弘子と吉田真由美の対決となった。決勝は清水が序盤に5連続ストライクでリードを奪うが、吉田が第6フレームから4連続ストライクで1マーク差まで追い上げると、第10フレームでパンチアウトを決め清水を逆転して勝利。2回戦、準決勝に続き3試合とも第10フレームでの逆転で吉田が初代女王となった。
第2戦 優勝…名和秋（初）
この回から全日本ナショナルチームの4名（片井文乃・津澤久美・戸塚里恵・宮城鈴菜）が参加し、参加人数は16名となった。ナショナルチームのキャプテン・片井は1回戦で前回準優勝の清水を撃破するなど3位に入り、キャプテンの面目を保った。決勝は4連続ストライクで大量リードを奪った名和秋が佐藤美香を倒し初優勝。
第3戦 優勝…佐藤（現・小山）幸恵（初）
ナショナルチーム以外に、当時からテレビや雑誌などに登場していたアマチュアの森彩奈江が参戦、斬新なワンピース姿で注目を集めた。連覇を狙う名和が2大会連続で決勝に駒を進めたが、決勝では佐藤幸恵が初出場で初優勝を果たしたが、以後は結婚もあって出場していない。

### 第4戦 - 第12戦（4人対戦形式時代）
2006年
第4戦 優勝…姫路麗（初）
この回から1回戦および2回戦は4人グループ2人勝ち抜けのシュートアウト形式を採用。決勝は序盤、板倉奈智美が3連続ストライクでリードを奪うが、姫路麗が第7フレームから6連続ストライクで追い上げを見せ、第10フレームで板倉を逆転し初優勝。
第5戦 優勝…中谷優子（初）
連覇を目指す姫路が2大会連続で決勝に進出し、2回戦で顔を合わせた中谷優子と対戦。決勝は接戦となり、中谷がわずか2ピン差で逃げ切り初優勝。
2007年
第6戦 優勝…清水弘子（初）
全日本ジュニア強化選手の「美少女高校生ボウラー」浅田梨奈がこの回から参戦。前回まで1回戦敗退が続いていた宮城がナショナルチーム勢で初めて決勝に進んだが、決勝では清水が圧勝で初優勝。
第7戦 優勝…姫路麗（2）
1回戦から安定した力を見せた姫路と、第1回以来の決勝進出となった吉田の間で決勝を行い、序盤から3連続ストライクで主導権を奪った姫路が大差を付けて2度目の優勝。
第8戦 優勝…清水弘子（2）
連覇を狙う姫路が決勝に駒を進めるが、決勝では序盤で4連続ストライクを決めた清水を終始追いかける展開となり、結局清水が逃げ切り、姫路と並ぶ2度目の優勝を飾った。
第9戦 優勝…高坂麻衣（初）
前回初参加の松永裕美が2回目で決勝進出。決勝では序盤の5連続ストライクでリードを奪うも第8フレームでミス、高坂麻衣が4連続ストライクで逆転に成功し初優勝。
第10戦 優勝…谷川章子（初）
前回に続き決勝進出の松永と、これまで1回戦・2回戦敗退が続いていた谷川章子という、前年のレディース新人戦決勝と同じ顔合わせによる決勝は、谷川が第1フレームでミスし出遅れるも、終盤に松永がミスし谷川が逆転、最後は谷川がパンチアウトで突き放し初優勝。松永は2大会連続で優勝を逃した。また、3位決定戦の第9フレームで金城愛乃が「スプリットの王様」とも言われるビッグファイブ（4・6・7・9・10番ピン）を陥落させたが、序盤のミスが響き片井に敗れた。
第11戦 優勝…中谷優子（2）
酒井美佳が2回戦で第9フレーム以外全てストライクの279を叩き出すなど好調で、妹の酒井玲佳と共に勝ち進む。決勝は酒井美と、酒井玲を準決勝で下した中谷が、1回戦・2回戦に続き3度目の顔合わせ。2回戦で278を記録しながら酒井美を下回った中谷は序盤から7連続ストライクで酒井美を圧倒、酒井美も終盤追い上げるが及ばず中谷が2回目の優勝。
2008年
第12戦 優勝…大石奈緒（初）
前回の第11戦で初参戦、1回戦で清水・金城・高坂相手に235で1位通過、2回戦でも245を記録しながら酒井美と中谷の前に敗れた大石奈緒が、この大会でも常に230を上回るスコアを続け決勝進出。決勝はキャプテン片井とのナショナルチーム対決となったが、大石は第6フレームから7連続ストライクを決め、アマチュアで初の優勝者となった。

### 第13戦 - 第42戦（3人対戦形式時代・シーズン制導入前）
2008年
第13戦 優勝…姫路麗（3）
この回は1回戦が3人グループで1人勝ち抜け、準決勝は1回戦勝ち上がりの5人に加え、1回戦敗者のうち最高のスコアを記録した者が「ワイルドカード」で残り、3人グループで2人勝ち抜け、決勝を4人グループで争うという形式がとられた。第8回からプロとして参戦している森が1回戦で大会タイ記録の279のハイスコアを記録するも準決勝で敗退。決勝ではワイルドカードから勝ち上がった姫路が中盤の3連続ストライクで奪ったリードを守って逃げ切り、大会最多の3度目の優勝を飾った。一方、決勝で4位に終わった金城は、3度の3位決定戦敗戦に続き4度目の4位となり、初賞金を逃した。
第14戦 優勝…大石奈緒（2）
この回もルールが変更となり、1回戦・準決勝・決勝とも3人グループ1人勝ち抜け。前回から採用のワイルドカードは、準決勝敗者の4人のうち最高のスコアを記録した者が決勝進出に変更された。この回から参戦の西村美紀が、1回戦で238の好スコアを出すも249の大石の前に敗退。また、第5戦以来の参戦となった長谷川真実は1回戦で名和（第10戦）・酒井美（第11戦）に並ぶ大会タイ（当時）の8連続ストライクを記録したが、準決勝で258を出した大石に敗れる。大石は決勝でも255という高スコアで片井・森を押さえ2度目の優勝。片井から「やはり彼女は『田町の女王』ですね」と言われた大石は、以後このフレーズが定着する。
第15戦 優勝…清水弘子（3）
参戦4回で2度優勝の「田町の女王」大石を誰が止めるかが大会の焦点となり、周囲からのプレッシャーが強まる中、大石はそれでも決勝に勝ち進む。だが決勝では連続ストライクが取れずスコアが伸び悩む大石に対し、2度のダブルでスコアを伸ばした清水が高坂を振り切り逃げ切った。前回まで6大会連続で1回戦敗退という不名誉な記録を続けていた三冠女王・清水が、大会最多に並ぶ3度目の優勝で復活を遂げた。
第16戦 優勝…大石奈緒（3）
大会名から初めて冠スポンサー名が消えた今大会は、1回戦に4ゲーム連続で最終フレームにオープンが出るなど、各選手がレーンコンディションの把握に苦しんだ。決勝は姫路が序盤にオープンを出し出遅れ、大会初の3大会連続決勝進出となった大石と、出産・育児休暇から前回復帰したばかりの吉田の争いとなったが、6連続ストライクでリードを奪った大石が、吉田の追い上げをかわし逃げ切り。「田町の女王」は出場6回で3度目の優勝を果たし、大会最多に並んだ。
第17戦 優勝…姫路麗（4）
この回は片井がメキシコで行われた「QubicaAMFワールドカップ世界大会」に出場のため欠場した。
1回戦のAグループで、片井の代役として登場した松永はストライクを連発、第15戦で酒井美が出した大会記録に並ぶ9連続ストライクを達成した。
準決勝の第1試合に登場した松永は、先程出したばかりの記録を更新する10連続ストライク、さらに288をマークしハイスコア記録も更新した。また、同じグループの姫路もそれまでのハイスコア記録の279を出し、この時点でワイルドカードをほぼ手中に。残り1枠を争った準決勝第2試合は、5連続ストライクで先行する酒井美を終盤大石が4連続ストライクで追い上げ237で並び、ワンショットプレーオフの結果、ストライクの大石が4戦連続で決勝進出、9ピンに終わった酒井美は3戦連続で準決勝敗退となった。
そして迎えた決勝は、序盤に5連続ストライクで飛び出した姫路に対し、初優勝を意識し力んだ松永が終盤で力尽き脱落、序盤で出遅れた大石も終盤3連続ストライクで追い上げたが及ばず、姫路が大会最多の4度目の優勝。この優勝で勢いを得たか、姫路はその後12月にJLBCプリンスカップと全日本女子プロボウリング選手権を立て続けに制覇し、ポイントで清水を逆転し三冠女王に輝いた。
2009年
第18戦 優勝…松永裕美（初）
元旦の日本テレビの特番に出場した大石が「Google急上昇ワードランキング」の4位に入り、いつも以上に注目される中で1月26日の収録を迎えたが、結果は第13戦以来の1回戦敗退。その一方で新三冠女王・姫路が好調で、1回戦で289をマークし、前回松永が出したばかりのハイスコア記録を更新したが、準決勝ではスコアが伸びず敗退した。決勝では9連続ストライクで中谷と高坂を大きく突き放した松永が、4度目の挑戦で初優勝を果たした。
第19戦 優勝…松永裕美（2）
全日本ナショナルチームはプロ転向の宮城らと入れ替わりで新加入の小泉奈津美を加えた4人体制で臨むも初の全員初戦敗退。その一方でここまで未勝利だった西村が初の初戦突破を果たすと、準決勝も通過し初の決勝進出。しかし決勝では松永が2度のターキーで清水、西村を突き放し、放送開始4年目にして初の連覇を成し遂げた。
第20戦 優勝…中谷優子（3）
この回からスタートした次回出場権剥奪をめぐる争いは、終盤で二転三転の末、鈴木理沙が酒井美を1ピン下回り、未勝利のまま名和と共に「一時退場」となった。一方でメンバーが3人にまで減ったナショナルチームが奮闘、特に大学生となって初の収録となった浅田が初の決勝進出を果たした。しかし決勝で序盤で脱落、中谷と吉田の関西勢同士の争いとなった。2度の4連続ストライクでリードした中谷が1年半ぶりの優勝。
第21戦 優勝…松永裕美（3）
今回で番組開始時からのメインスポンサーだったピザーラが撤退し、最後の「PIZZA-LAシリーズ」となった。6月の千葉女子オープンでトーナメント初優勝を果たした松永が1回戦から尻上がりに調子を上げ、決勝では大石と森を寄せ付けず圧勝した。
第22戦 優勝…佐藤まさみ（初）
新たにメインスポンサーに大塚製薬を迎えリニューアルした今大会は、収録前に会場の田町ハイレーンがリサーフェイス（レーン修復工事）を行ったためレーンコンディションも一新、以前のレーンに慣れていた各選手がスコアメイクに苦しんだ。そんな中、新人ながら収録の時点ですでにプロ2勝の佐藤まさみが初出場で決勝に進出。決勝は序盤、金城が4連続ストライクでリードしたが、佐藤が第6フレームから6連続ストライクで逆転、第3戦の小山以来となる初出場初優勝を達成した。
第23戦 優勝…浅田梨奈（初）
風邪による体調不良および右手の怪我という最悪のコンディションながら1回戦、準決勝とも高い集中力で250アップをマークした姫路、準決勝で佐藤の連勝を止めた浅田、そしてワイルドカードの谷川が決勝進出。前々回片井、そして今回大石が次回出場停止とナショナルチーム勢が苦戦する中、浅田は2度目の進出となる決勝で7連続ストライクを決めトッププロ2人を圧倒、アマチュアとしては大石に次いで2人目、番組初の10代での優勝者となった。
第24戦 優勝…片井文乃（初）
2009年トーナメント日程終了の翌週に、前日のDVD第3弾に続いて2日連続の収録という強行日程で行われたこの回は、1回戦Bグループでポイント・賞金ランキング2冠の姫路が中谷と共に新人の中村美月に敗れる波乱。さらにDグループでは浅田が173と崩れ、あわや前回優勝者が出場停止という事態となるが、最後のFグループで出場停止明けの清水が、第16・17戦の戸塚以来となるファウルを2度も記録し2度目の出場停止になる荒れた展開となった。そんな浅田を尻目に、他のナショナルチーム勢・片井と小泉がそろって決勝進出。決勝は中盤に小泉が3連続スプリットで脱落、片井が終盤に4連続ストライクで吉田を突き放した。片井は出場21度目で初優勝を果たし、キャプテンとしての有終の美を飾った。
2010年
第25戦 優勝…吉田真由美（2）
大塚製薬は結局半年で撤退し、2年ぶりにリニューアルされたセットは、スポンサーの全くないものに改修された。決勝は第9フレームを終えて3人が1マーク差に入る大接戦。ところが第10フレーム、先に投げた森と松永が共に1投目スプリットとなりオープン。最後に投げた吉田は2投目スペアの後の3投目、ピン数によっては森の優勝かプレーオフという場面でストライクを決め1ピン差で逆転し、優勝スコアが初めて200を切る混戦を制した。またしても第10フレームでの逆転で初代女王が4年ぶり2度目の優勝。
第26戦 優勝…西村美紀（初）
2月に発足した日本女子ボウリング機構（LBO）をめぐる騒動はPリーガーのLBO移籍という事態を招き、出場資格を失った清水・高坂に代わり、新たにプロテストトップ合格の岸田有加と、かつて「DHC発ボウリング娘」として活動していたアマチュアの張ヶ谷順子が加入。決勝は酒井美が2度、大石に至っては4度のスプリットで崩れる中、ただ一人ノーミスでまとめた西村が逃げ切り初優勝。
第27戦 優勝…姫路麗（5）
1回戦で200ピン以上をマークしたのが18人中4人という低調な大会となった。決勝は、第8フレームまで唯一ノーミスでPリーグ初のプロアマ優勝を目指す片井がリードしていたが、第9フレームでスプリットを出し姫路が逆転、第10フレームをスペアでまとめ逃げ切った。姫路が最多記録を伸ばし5度目の優勝。
第28戦 優勝…張ヶ谷順子（初）
ナショナルチーム+張ヶ谷のアマチュア4人全員が1回戦を突破（特に小泉は大きくリードされた状態からの逆転。準決勝第1試合（浅田vs大石vs小泉）は第18戦以来のナショナルチーム対決となり浅田とワイルドカードの大石が勝ち上がり、第2試合では張ヶ谷がプロ2名を相手に勝ち、初の決勝進出。第12戦の大石vs片井以来、3人対戦形式になってからは初のアマチュア同士による決勝は張ヶ谷が4連続&3連続ストライクでリードするが、最終第10フレームでスペアミス、大石がパンチアウトを決めれば逆転という局面となるも、大石の第1投が9ピンに終わり、張ヶ谷がナショナルチームではないアマチュアとして初の優勝を飾った。
第29戦 優勝…松永裕美（4）
宮城の復帰で出場停止枠が3に増え厳しさが増したこの回の決勝は、2度のミスで出遅れた森が終盤3連続ストライクで追い上げるも、終始安定していた松永が最後はパンチアウトで突き放し4度目の優勝、森は4度目の正直もならなかった。
2011年
第30戦 優勝…松永裕美（5）
収録日前日までナショナルチームの選考会が行われ、その疲労からか、新メンバーに内定した張ヶ谷を含むナショナルチーム勢はメンバー落ちの小泉を除き全員1回戦敗退。史上初めて2大会連続で同じ顔合わせとなった決勝は、5連続ストライクでリードを奪った松永が逃げ切り、2度目の連覇で優勝回数を最多タイの5に伸ばした。ピザーラがこの回からスポンサーに復帰。
第31戦 優勝…松永裕美（6）
当初3月14日に予定されていた番組収録が東日本大震災の影響で約1ヵ月延期され4月4日となり、開催前にチャリティーオークションを開催した。今大会から1回戦各グループ最下位が次回出場停止となるルール変更で更に厳しさが増した。これにより第1戦から皆勤を続けていた谷川と姫路がこの第31戦でグループ最下位となり2人揃って次回出場停止となった。一方、松永はこの大会で史上初の3連覇をPリーグの新記録の9連勝で達成し、最多となる6度目の優勝を果たした。
第32戦 優勝…松永裕美（7）
次回出場停止枠が6人に増えたのに伴い、新たに鈴木亜季、柳美穂、そしてナショナルチームの向谷美咲が初参加。鈴木亜と柳が1回戦を突破したのに対し向谷は次回出場停止と明暗が分かれた。勢いに乗った鈴木亜は準決勝も勝ち上がり決勝に進み、第22戦の佐藤まさみ以来の初出場初優勝に挑んだが、出場停止明けでワイルドカードで決勝に進出し3度目の優勝を目指した吉田と共に松永を止めるには至らず、終盤6連続ストライクの松永が4連覇。併せて1回戦・準決勝・決勝でも勝ち、Pリーグ記録を更新する12連勝で花を添えた。
第33戦 優勝…姫路麗（6）
松永の5連覇に注目が集まったが、1回戦で第14戦以降1度も優勝者が出ていないというジンクスがあるCグループに入った松永は、最終フレームで金城に逆転を許し第28戦以来の初戦敗退（同時に第29戦1回戦から継続していた連勝も12で止まる）。その金城も準決勝で敗退し、今回もジンクスを打破はならず。またこの1回戦で第32戦の決勝戦に進出した松永・吉田・鈴木亜季が敗退（3人共に次回出場権は確保）、前回準決勝敗退組（岸田・柳・小泉）は全員1回戦敗退の上にグループ最下位で次回出場停止になった一方で、出場停止明け6選手中4選手（B:大石 C:金城 D:片井 F:姫路）と第32戦で1回戦敗退の2選手（A:西村 E:森）が準決勝進出の「下克上バトル」となった今大会の決勝は姫路&西村の親友コンビにPリーグ初のプロアマ優勝を目指す（第27戦以来2回目の挑戦）片井が挑む構図となったが、第5フレームから8連続ストライクの姫路が1年ぶりの優勝。出場停止明けの優勝は姫路が初。
第34戦 優勝…吉田真由美（3）
9試合全体の平均スコアが222、ストライク数178というハイレベルな争いとなった今回はプロ1年目の小林あゆみ、ナショナルチーム1年目の佐々木菜月、ユースナショナルチームの霜出佳奈が初参加。ナショナルチームはユースの霜出を含めた5人体制で臨んだが、5人全員が初戦敗退、しかもそのうち3人は次回出場停止という結果になった。Cグループは姫路と松永のトップ2に挑んだ酒井美が久々に275のビッグゲーム、209の姫路は初めての「前回優勝からの出場停止」となった。酒井美は好調を維持し、準決勝第1試合も257で勝ち上がり決勝進出、2位の長谷川もワイルドカードで初の決勝進出を果たす。決勝は収録直前に行われた公式戦を2連勝で好調キープの吉田とビッグゲーム連発で絶好調の酒井美はPリーグの決勝戦として記録にも記憶に残るマッチレースとなり、第10フレームでパンチアウトを決めれば優勝という状況を作るも3投目が9ピンに終わり吉田に257で並ばれ、第17戦の準決勝以来、決勝では初となるワンショットプレーオフに。前回のプレーオフで大石に敗れている酒井美はここでも7ピンに終わり、ストライクの吉田に敗れ2位。Cグループのジンクスとプレーオフに泣かされた酒井美は初優勝を逃した。
第35戦 優勝…小林あゆみ（初）
JBC選手の撤退に伴い、第1戦以来のオールプロ体制になった今回は現役女子高生プロの田中亜実、現役女子大生プロの竹原三貴、小林あゆみの妹で1期先輩の小林よしみが新たに参戦。Pリーグでの姉妹出場は第4戦 - 第12戦の酒井美佳・玲佳以来となった小林姉妹だが、姉・あゆみは1回戦、準決勝と勝ち進んだものの、妹・よしみは次回出場停止と明暗を分けた（新メンバー3名とも1回戦敗退）。決勝戦は最多優勝の更新を狙う松永、準決勝第2試合で番組タイ記録の10連続ストライクを叩き出した小林あゆみ、ワイルドカードはCグループから初の優勝を目指す西村、という組み合わせに。ストライクが続かない松永、ダブル1つの西村を尻目に中盤の4thで突き放した小林がそのまま逃げ切り、参加2戦目にして初優勝。西村は準優勝で今回もCグループからの優勝者は現れなかった。松永は第25戦以来の決勝戦での敗戦。
2012年
第36戦 優勝…西村美紀（2）
新メンバーにP★リーガー発掘プロジェクトのオーディションから選ばれた安藤瞳と、韓国からキム・スルギが参戦。安藤、キム共に1回戦敗退（キムは次回出場停止）。決勝戦は1回戦、準決勝第1試合を245、259とPリーグでの自己ベストを更新し、Cグループから初優勝目指す鈴木亜と、2試合ノーミスゲームで2戦連続決勝進出した西村、ワイルドカードで決勝へ進出し、4度目の優勝目指す吉田の組み合わせに。7フレまでに3人が11ピン差という接戦だったが、ストライクが来ない鈴木亜が脱落し、またもやCグループでの優勝者は現れず。第8フレームからのターキーで213で終了した西村を、吉田が追う展開。第10フレーム2投目で8本スペア以上で勝ちという有利な展開だったが、まさかの6ピンカウント（ビッグ4によるスプリット）で及ばず。西村が2度目の優勝を果たした。
第37戦 優勝…松永裕美（8）
新メンバーにP★リーガー発掘プロジェクトのオーディションから選ばれた遠藤未菜が参戦。1回戦Aグループで早速松永と対戦し1回戦敗退（次回出場権は確保）、決勝戦は3戦連続決勝進出で自身初の連覇を目指した西村と2戦連続で通算3度目の決勝進出の鈴木亜季の挑戦を退けた松永が第32戦以来の優勝。
第38戦 優勝…西村美紀（3）
新メンバーにP★リーガー発掘プロジェクトのオーディションから選ばれた岩見彩乃が参戦。1回戦Fグループで酒井美佳・名和秋と対戦し「191」で健闘するも1回戦敗退、決勝戦は10フレーム2投目でスペアをクリアできなかった中村に対して4戦連続決勝進出の西村が7ピン差をスペアとストライクで逆転し、3度目の優勝を果たした。
また、Pリーグでアマチュア時代に3度優勝経験している大石奈緒が第45期プロボウラーとなり、キャッチフレーズも「北国のスーパーヒロイン」として4戦ぶりに復帰。
第39戦 優勝…松永裕美（9）
松永が第14戦のルール改正以降、1回戦18人中1位（スコア:258）、準決勝6人中1位（スコア:237）、決勝戦1位（スコア:236）で初の完全優勝をノーミスで飾る。
今回はプロテストに大石奈緒に次ぐ第2位で合格した、元女優で現役大学生（当時大学2年生）の渡辺けあきがPリーグ初参戦。
また、1回戦Fグループで西村美紀が7戦連続初戦突破のPリーグ新記録を達成。もう一つのPリーグ新記録の5戦連続決勝進出がかかった準決勝第2試合は松永に敗れ、第1試合2位でワイルドカード候補の小林あゆみの211を上回ることができず、タイ記録に終わった。
安藤瞳が3回目の参戦で1回戦Aグループで酒井と岸田に勝ち、第1回P★リーガー発掘プロジェクトのオーディションから選ばれた中で準決勝進出1番乗りを果たす。
第40戦 優勝…姫路麗（7）
1回戦Aグループでは9連続ストライクで自己ベストを更新した宮城が、名和との壮絶なストライク合戦の末に準決勝進出、Cグループでは応援に来ていれば負けなしの娘を連れてきた姫路が3回連続のグループ最下位による出場停止のスランプを脱出し、準決勝進出。Dグループでは酒井、松永を相手に竹原が7連続ストライクでPリーグ自己MAXの246で準決勝進出となった。この3名が決勝で争うこととなり、姫路がCグループのジンクスを破り7度目の優勝を飾った。姫路は2回目の出場停止明けの優勝。
また、1回戦Bグループで小林あゆみに敗れてグループ2位に終わった西村美紀の連続初戦突破が7で止まる。
第41戦 優勝…鈴木亜季（初）
1回戦Eグループでは初の出場停止明けの鈴木亜季が242で1回戦を突破し、準決勝は第2試合で2位に敗退も、211のスコアでワイルドカードにより4回目の決勝進出を果たし、決勝戦では自身初の連覇を目指した姫路と3大会ぶり4度目の優勝を狙った西村との対決を制し、237のスコアでPリーグ初優勝。ワイルドカードの優勝は第26戦の西村以来で、出場停止明けの優勝者は2人目、通算3度目。
今回初参戦の櫻井眞利子が、1回戦Cグループの第6フレームで、金城愛乃に次ぐ2人目の「伝説のビッグファイブ（4・6・7・9・10番ピン）」をクリア。しかし直後の第7フレーム1投目をまさかのガターとするなど、良くも悪くも鮮烈なPリーグデビューとなった。
2013年
第42戦 優勝…キム・スルギ（初）
1回戦Fグループで出場停止明けのキム・スルギがPリーグで自己最高の267で圧勝し、その勢いで準決勝も236で初の決勝進出を果たし、ワイルドカードから第31戦以来の決勝進出で2度目の優勝を狙った名和秋、自身の1回戦Aグループのジンクスを破り準決勝でも松永に勝利しキムと同様に初の決勝進出を果たした岸田有加との対戦となった決勝戦も序盤のリードを守って202で逃げ切り、外国人選手初のPリーグ制覇となった。キムは通算4度目で3人目の出場停止明けの優勝者であった。
キム・スルギの第42戦のスコアは1回戦18人中1位（スコア:267）、準決勝6人中1位（スコア:236）、決勝戦1位（スコア:202）で3試合とも一度も1ピンもリードを許さず、終始他を圧倒しての完全優勝（完全優勝は第39戦の松永に次いで2人目）。
今大会では1回戦Dグループは大石が西村に1ピン差の勝利、1回戦Eグループは名和が長谷川とのワンショットプレーオフの末での勝利と、僅差で勝敗が決まったケースが目立った。
また第41戦で優勝の鈴木亜季、準優勝の姫路、第3位の西村がいずれも1回戦敗退（第33戦以来）で、第41戦で1回戦勝ち抜けのメンバーが集まったDグループの大石を除き1回戦突破は、第41戦で1回戦敗退組（Bグループ:松永、Cグループ:宮城、Eグループ:名和）、及び出場停止明け組（Aグループ:岸田、Fグループ:キム）の巻き返し組の活躍も目立った。

### 第43戦 - 第89戦（3人対戦形式時代・シーズン制導入後）
2013年
第43戦 優勝…森彩奈江（初）
今大会を第1シーズン第1戦とし、第3戦までを1シーズンとするシーズン制を導入した。本戦を行う前に、出場予定選手24名の中から本戦出場18名を決める6ショットチャレンジが行われた（各シーズン第1戦のみ実施）。その中でPリーグ最多優勝回数の松永、同じく優勝回数3回の吉田・大石の実力者が第43戦に出場できない波乱が起きた。それ以外に小林よしみ・安藤・竹原も同様に第43戦に出場できなかった。
また、怪我の影響で戦列を離れていた佐藤まさみが第35戦以来の出場となった。
1回戦Aグループでは、初参戦の舟本舞が第1フレームから7連続ストライクを叩き出す快進撃を見せ、Pリーグデビュー戦ハイスコア記録を塗り替える264で準決勝進出。Bグループは10大会ぶりの初戦突破となった森、Cグループは酒井、Dグループは2度目の参戦で初勝利の櫻井眞、Eグループは姫路、Fグループは長谷川とのワンショットプレーオフを制した西村が勝ち上がる。長谷川は2戦連続でワンショットプレーオフで1回戦敗退の不運。
準決勝第1試合では逃げる酒井を8フレーム目からのパンチアウトを含む6連続ストライクで逆転した森が勝利し、第30戦以来6度目の決勝進出を決める。一方第2試合ではレーンを読み切れず、3選手ともなかなかストライクが続かない中で西村が214で勝利し、第1試合で218を記録した酒井がワイルドカードで決勝進出となった。
決勝戦では酒井がノーミスでゲームを続けていく中、森は第3フレームでオープン、左右でボールを変えて挑んだ西村が第5フレームでオープンとなる。酒井が逃げる中、第5フレームから4連続ストライクで森が第7フレームで1位へ躍り出る。再逆転を狙った酒井の第9フレームはビッグ4となりオープンで勝負あり、この決勝戦で1投目をストライクとカウント「9」でまとめた森がPリーグ出場33度目にして初優勝を飾った。
Pリーグ初優勝が3戦連続というのは、番組開始当初の第1戦から第6戦までの6人連続（吉田・名和・佐藤（現姓：小山）幸恵・姫路・中谷・清水）を除くと、第22戦から第24戦（佐藤まさみ・浅田・片井）以来の出来事。
また第42戦で優勝のキム・スルギ、準優勝の名和、第3位の岸田がいずれも1回戦敗退する一方で、第42戦で1回戦敗退組（Bグループ:森、Cグループ:酒井、Eグループ:姫路、Fグループ:西村）の活躍が目立った。
その一方で名和、鈴木亜季、中村、宮城、佐藤、岸田が次回出場停止となった。
第44戦 優勝…吉田真由美（4）
この回は第1戦からの会場だった田町ハイレーンではなく、小林あゆみのホームグラウンドであるトミコシ高島平ボウルで開催された。
1回戦は西村、吉田、安藤、小林よしみ、森、小林あゆみが勝ち上がった。準決勝では小林よしみ・あゆみの姉妹対決が実現、安藤と小林あゆみがトップ通過し、吉田がワイルドカードで決勝進出となった。決勝戦は第9フレームを終えて3人が1マーク差に入る大接戦。ところが最終フレームにて先に投げた小林と安藤が共にオープン。吉田がストライクと9本スペアで他の2名のスコアを上回って逆転し、4度目の優勝を飾った。
今回優勝の吉田は第42戦のキム・スルギ以来、通算5度目で4人目の出場停止明けの優勝者で、第13戦から導入されたワイルドカードから2度の優勝（第25戦と第44戦）はPリーグでは姫路（第13戦と第17戦）に次いで2人目であった。
一方で酒井、長谷川、舟本、大石、渡辺、櫻井が次回出場停止となり、いずれも第1シーズン終了。
次回第1シーズン最終戦の出場者は、準決勝進出の上記6名と姫路、松永、谷川、鈴木理沙、竹原、キム・スルギと出場停止明けの6名（名和、鈴木亜季、佐藤まさみ、宮城、中村、岸田）の計18名。
第45戦 優勝…吉田真由美（5）
第1シーズンチャンピオン決定戦進出を巡る戦いとなった第45戦は、1回戦Aグループで松永と岸田を下した吉田の勝利により今戦復帰組の決定戦進出が絶たれ、B〜Fグループから鈴木亜季、鈴木理沙、森、安藤、中村が勝ち上がり、森が1回戦勝利の時点で決定戦進出1番乗りを決めた一方で、勝てば進出の可能性があった小林あゆみ（第2戦終了時で10pt）はFグループ敗退で望みを絶たれた。
準決勝は第1試合で吉田が勝利（ワイルドカード候補は235の鈴木亜季）で2人目の決定戦進出を決めた、第2試合は森が勝利、敗れてもワイルドカードで決勝進出なら決定戦進出の可能性があった10ptの安藤は鈴木亜季の点数に届かず敗退、シーズン第1戦から確実にポイントを加えていた13ptの西村が最後の枠を掴んだ。
決勝戦は吉田が共に2度目の優勝を狙った森と鈴木亜季を下し5度目の優勝を飾り、松永に次ぐ2人目、自身初のPリーグ連覇を達成。
第1シーズンチャンピオン決定戦 優勝…吉田真由美
第1シーズンチャンピオン決定戦は勝負どころでの4連続ストライクでノーミスでまとめた吉田が227で優勝。森彩奈江と西村美紀が213で同点となったため、順位を決めるワンショットプレーオフを行い、4投目で森がストライク、西村が9本という結果となり、森が2位、西村が3位となった。
第46戦 優勝…遠藤未菜（初）
今大会も第2シーズン第1戦とし、第3戦までを1シーズンとするシーズン制となった。前回と同様に本戦を行う前に、出場予定選手24名の中から本戦出場18名を決める6ショットプレイが行われた。
5名のメンバーの入れ替わりがあり、小泉がプロとして第33戦以来の復帰、プロ試験を受けていた遠藤と岩見も復帰し、新加入メンバーとして、プロ2年目の櫻井麻美とルーキーの古田翔子が加わった。新メンバーの櫻井麻と古田は6ショットプレイで19位以下となり、第47戦がPリーグデビュー戦となった。
1回戦Aグループでは、長谷川がピン差の接戦を制し。Bグループは遠藤がノーミスゲームで第41戦を上回る自己最高スコアの237で5戦目の挑戦でPリーグ初勝利。Cグループは第1シーズンチャンピオン決定戦で第2位の森が準決勝進出を決めた。Dグループはプロとして復帰した小泉が第32戦以来の勝利で準決勝進出。Eグループは第38戦Fグループと同じ組み合わせ（酒井・名和・岩見）となったが、今回は名和が勝利。Fグループは安藤が3戦連続初戦突破で各々準決勝進出を決めた。
準決勝第1試合はPリーグ初勝利の遠藤が2ゲーム連続のノーミスで決勝進出。準決勝第2試合は小泉が2ゲーム連続のノーミスで決勝進出を決めた。ワイルドカードは197で森が決勝進出となった（ワイルドカードが200点未満での進出は初）。
決勝戦は第2フレーム以降ノーミスでまとめた遠藤がプロ以外の選手（当時ナショナルチームに関わった選手を除く）で初優勝を遂げた。同時にPリーグ発掘プロジェクトから初めての優勝選手となった。復帰戦の優勝（出場停止明けも含む）は通算6度目。
また第46戦は実力者の松永（Pリーグ優勝回数最多、6ショット以外で初）、吉田（第1シーズンチャンピオン・前大会優勝）、岸田（トップシードプロ）、谷川（Pリーグ優勝経験者）、大石（Pリーグ優勝3回）が次回出場停止となった。
第47戦 優勝…キム・スルギ（2）
Pリーグは第14戦以降は、参加18名をA - Fの6つのグループに分けて1回戦を戦うが、今回第46戦で第3位の小泉が（都合により）欠場し17名で実施。小泉は不戦敗で次回第48戦も出場停止扱いとなり、その影響でDグループの鈴木亜と中村は現行制度では異例の1対1の対戦となった（出場した鈴木亜と中村は抽選とゲーム成立により次回出場権を確保した）。
1回戦はAグループは姫路、Bグループは渡辺が6戦目の挑戦でPリーグ初勝利、Cグループは安藤が4戦連続で初戦突破、Dグループは鈴木亜季、Eグループは西村、Fグループはキム・スルギが勝ち上がった。一方で前回決勝進出の3名は、準優勝の森は次回出場権を確保したものの1回戦グループ2位で敗退、優勝の遠藤は1回戦でグループ最下位となり次回第48戦は出場停止となり、小泉も前述の通り次回出場停止となった。
準決勝では6名全員のスコアが200以上のハイレベルな戦い。第10フレームで6-7-10番のスプリットを決めた安藤と、中盤の4連続ストライクでキムを振りきった西村がトップ通過し、キムがワイルドカードで決勝進出となった。
決勝戦の結果は、キムが最終フレームのパンチアウトで西村を逆転し、2度目の優勝を飾った（キム・スルギの優勝はいずれも出場停止明け）。ワイルドカードの優勝は第41戦の鈴木亜季以来（自身は初）。
今回優勝のキム・スルギは1回戦で櫻井眞に1ピン差で勝利、準決勝もワイルドカード候補の渡辺を1ピン上回って決勝進出し、決勝戦も逆転勝利で、全て僅差のスコアにより優勝を勝ち取った。出場停止明けの優勝は第44戦の吉田以来、通算6度目（復帰戦の優勝は通算7度目。遠藤の場合は第43戦 - 第45戦はプロテスト受験のため参加不可能だったため、出場停止明けとは異なる）。
新加入メンバーは2名とも1回戦敗退となった。櫻井麻美はEグループ2位で次回の出場権を確保したが、古田はAグループ最下位で次回出場停止となった。
次回第2シーズン最終戦の出場者は、準決勝進出の上記6名と名和、長谷川、森、中村、櫻井麻、櫻井眞と出場停止明けの6名（吉田、松永、谷川、岸田、大石、岩見）の計18名。
2014年
第48戦 優勝…姫路麗（8）
第2シーズンチャンピオン決定戦進出を巡るポイント上位3枠の戦いは、シーズン第2戦（第47戦）終了時点で、第1位は11ptの遠藤、第2位は10ptの安藤、第3位は10ptの西村（同じポイントの場合は総得点で順位を決定）の状況の中で、第2シーズン第1戦（第46戦）で優勝の遠藤が前回の第2シーズン第2戦（第47戦）で1回戦グループ最下位による出場停止で、第1シーズンとは一転して大混戦で上位3名も結果次第で総入れ替えの可能性が十分にあり、今大会参加の18名全員にチャンピオン決定戦のチャンスがある状況（トップの遠藤も結果次第で可能性有）でスタート。
1回戦の戦いはAグループは6ショット以外で初の出場停止明けの松永が6戦ぶりに準決勝進出、敗れた名和は6pt、岩見は0ptで共に今シーズン終了。
Bグループは岸田がPリーグ自己タイの246で第42戦の第3位以来の準決勝進出、5戦連続準決勝を逃したものの2位に入り安藤が11ptとなり遠藤と同ポイントも総得点で暫定首位に立つが、確定とはいかず、シーズンチャンピオン決定戦進出は残り試合の結果待ち、長谷川は4ptで今シーズン終了。
第46戦1回戦の再戦となったCグループは、姫路が2戦連続準決勝進出、敗れた第1シーズンチャンピオンの吉田は1pt、第1シーズン第2位の森は8ptで今シーズンが終了し、この時点で吉田と森は2シーズン連続のチャンピオン決定戦の進出の望みが絶たれる。
Dグループは鈴木亜が2戦連続準決勝進出、敗れた櫻井眞と中村は共に2ptで今シーズン終了。
Eグループは1マーク以内の大接戦の末、谷川が18戦ぶりに準決勝進出、敗れた第47戦優勝のキムは10pt（総得点で暫定3位の西村に届かず）、大石は0ptで共に今シーズン終了。
Fグループは西村が2戦連続準決勝進出で13ptで暫定首位に立ち、同時に2シーズン連続でシーズンチャンピオン決定戦進出を決めた。敗れた渡辺は5pt、櫻井麻は1ptで今シーズン終了。
この1回戦終了時点で、残り2枠を姫路・松永・谷川・鈴木亜・岸田・安藤・遠藤（安藤と遠藤はレギュラーシーズンは終了で結果待ち）で争うことになった
準決勝第1試合は、姫路が225で7戦ぶりの決勝進出で10ptとなり、シーズンチャンピオン決定戦進出へ大きく前進、松永は176でワイルドカードの権利は得たが、シーズンチャンピオン決定戦進出の望みは絶たれ、岸田は3ptで今シーズン終了。
準決勝第2試合は、鈴木亜が215で3戦ぶりの決勝進出で9ptとなり、シーズンチャンピオン決定戦進出へ希望をつなぐ、西村が205でワイルドカードで2戦連続決勝進出、谷川は3ptで、ワイルドカード候補の松永も4ptで共に今シーズン終了。
この時点で残り2枠を姫路・鈴木亜・安藤の争いとなった（準決勝第1試合終了時点で暫定3位の遠藤は、姫路の準決勝の勝利で事実上今シーズン終了）。シーズンチャンピオン決定戦進出の条件で姫路は決勝戦で2位以内または3位でも171点以上、鈴木亜は点数に関係なく決勝戦で2位以内。姫路と鈴木亜のどちらかが進出の条件を満たさない場合は安藤が決定戦進出が決まる展開となった。
決勝戦は姫路・鈴木亜・西村の顔合わせ（第41戦決勝戦の再戦）となったが、今回は姫路が248で8戦ぶり8度目の優勝（15pt）を決めて同時にシーズンチャンピオン決定戦進出、235で2戦連続の準優勝の西村は17ptでトップでシーズンチャンピオン決定戦進出、212の鈴木亜は2位以内に入れず、10ptで今シーズン終了。レギュラーシーズンでCグループからの優勝は2回目となるが、いずれも姫路（第40戦以来）が達成。第2シーズンチャンピオン決定戦進出者は西村・姫路・安藤となった。

第2シーズンチャンピオン決定戦 優勝…西村美紀
第2シーズンチャンピオン決定戦は今シーズントップ通過の西村が中盤の5連続ストライクとノーミスの237で2位以下に50点以上の差をつけて優勝。姫路が2位、安藤が3位となった。
第49戦 優勝…松永裕美（10）
今大会を第3シーズン第1戦とし、第3戦までを1シーズンとするシーズン制を継続。前回と同様に本戦を行う前に、出場予定選手24名の中から本戦出場18名を決める6ショットプレイが行われた。
3名のメンバーの入れ替えがあり、田中が第39戦以来の復帰、小林よ・舟本も第1シーズン以来の復帰。復帰組の3名は6ショットを通過した一方、酒井・名和・鈴木理・岸田・櫻井眞・小泉が6ショットで第50戦からの出場となった。
1回戦Aグループは、鈴木亜がノーミスゲームで3戦連続。Bグループは接戦を小林よが制して2度目。Cグループは大石が逃げ切りで、シーズン制導入後初勝利で7戦ぶり。Dグループは2度目の出場の古田が最大31点差を逆転で初勝利。Eグループは松永が277のハイスコアで。Fグループは安藤が244のPリーグ自己更新で。各々準決勝進出を決めた。
準決勝第1試合は小林よ・鈴木亜・大石の対戦で最終フレームの投球次第で全ての順位が決まる展開となり、大石が逆転勝ちで第39戦以来の決勝進出を決め、ワイルドカード候補は189の小林よ。
準決勝第2試合は松永・古田・安藤の対戦で古田が7連続ストライクで2ゲーム連続でPリーグ自己最高を更新するスコア247で初の決勝進出を決めた。ワイルドカードは2ゲーム連続のノーミスゲームの227で松永が獲得して10戦ぶりの決勝進出となった。
決勝戦は松永がPリーグ初のプロアマ優勝を狙った（2度目の挑戦）大石と初の決勝進出の古田の挑戦を、ノーミスゲームで退け、10戦ぶりにPリーグ初の2桁となる10度目の優勝を遂げた。松永は第18戦の初優勝以来の2度目のワイルドカードから優勝。これは吉田（第25戦と第44戦）に次いで2人目。
一方でキム、谷川、舟本、森、竹原、中村が次回出場停止となった。
第50戦 優勝…名和秋（2）
区切りの第50戦（第3シーズン第2戦）を迎えた1回戦、Aグループは姫路がこのグループ唯一のノーミスゲームで、Bグループは吉田がターキーとノーミスゲームで、Cグループは名和がストライク10個で圧倒、Dグループは櫻井麻が前回優勝の松永と準優勝の大石を中盤の6連続を含む8個のストライクで突き放し、Pリーグ自己最高の231で4戦目でPリーグ初勝利、Eグループは小泉が2度のターキーを含むストライク7個で、Fグループは西村が中盤の5連続ストライクでそれぞれ準決勝進出を決めた。
準決勝第1戦は、Pリーグ開幕戦から活躍の吉田・姫路・名和の顔合わせとなったが、名和がPリーグ初の2ゲーム連続2ケタストライクの259で決勝進出、姫路が236でワイルドカード候補となった。
準決勝第2戦は、西村が202で勝ち上がり（この時点で姫路がワイルドカードで決勝進出）、小泉と櫻井麻が192で同点でポイント獲得のためのワンショット・プレーオフを行い6投目で櫻井麻が準決勝第2試合2位、小泉が3位。
決勝戦は名和が217で第2戦以来8年ぶり2度目の優勝を決め（第14戦以降の現行制度では自身初）、準優勝は205で西村、第3位は184で姫路。レギュラーシーズンでCグループの優勝者は今回で通算3度目だが、過去2回はいずれも姫路（第40戦と第48戦）で姫路以外でのCグループの優勝者は名和が初。
出場停止明けの優勝は第47戦のキム以来、通算7度目（復帰戦の優勝は通算8度目）。
第3シーズンチャンピオン決定戦進出の3枠を巡るポイント争いは、この時点で名和が11ptでトップ、第2位は10ptで西村（総得点：834）で、第3位は同じ10ptで総得点の差で大石（総得点：805）の状況で第3シーズン最終戦へ。
一方で前回第49戦で準決勝進出の6名は、全員1回戦で敗退し、準優勝の大石、小林よ、鈴木亜は次回出場権を確保したものの、優勝した松永(9pt)、第3位の古田(7pt)、安藤は1回戦グループ最下位で次回第51戦は出場停止となり、今シーズン終了。安藤はこの時点で2シーズン連続のチャンピオン決定戦の進出の望みが絶たれる。
前回優勝者の次回1回戦グループ最下位で次回出場停止のケースは今回で4例目（過去に第33戦優勝者姫路、第45戦優勝者吉田、第46戦優勝者遠藤）。
それ以外で、酒井美、田中、渡辺も1回戦グループ最下位で次回第51戦は出場停止となり、今シーズン終了。
次回第3シーズン最終戦の出場者は、準決勝進出の上記6名と鈴木亜、鈴木理、岸田、小林よ、大石、櫻井眞と出場停止明けの6名（谷川、森、中村、舟本、竹原、キム）の計18名。
第51戦 優勝…森彩奈江（2）
第3シーズンチャンピオン決定戦進出を巡るポイント上位3枠の戦いは、シーズン第2戦（第50戦）終了時点で、第1位は11ptの名和、第2位は10ptの西村、第3位は10ptで大石（同じポイントの場合は総得点で順位を決定）の状況。今シーズンも大混戦で今大会参加の18名全員にチャンピオン決定戦のチャンスがある状況で第3シーズン最終戦がスタート。
1回戦の戦いはAグループは岸田が3戦ぶりに準決勝進出、敗れた姫路は7pt、鈴木亜は4ptで今シーズン終了。この時点で姫路は2シーズン連続のチャンピオン決定戦の進出の望みが絶たれる。
Bグループは大石が2戦ぶり準決勝進出、敗れた小林よは6pt、鈴木理は1ptで今シーズン終了。
Cグループは全員がノーミスゲームでストライク数26個のハイレベル（3名のアベレージが246.7）な戦いは、櫻井眞が2つのPリーグ自己新（ストライク10個とスコア275）で8戦ぶりに準決勝進出、2位に敗れた西村は1ptを加算し11ptもシーズンチャンピオン決定戦進出は残り試合の結果待ち、舟本は0ptで今シーズン終了。
Dグループは自身初の連覇を目指す名和が2戦連続準決勝進出、敗れた谷川は1pt、竹原は0ptで今シーズン終了。
Eグループは出場停止明けの森が5戦ぶりに準決勝進出、敗れた櫻井麻は5pt、中村は1ptで今シーズン終了。
Fグループは唯一ノーミスの吉田が逆転で2戦連続準決勝進出、敗れた小泉は4pt、キムは0ptで今シーズン終了。
この1回戦終了時点で、名和と大石が第3シーズンチャンピオン決定戦進出を決めた。残り1枠を西村・吉田・岸田・櫻井眞で争うことになった。
準決勝第1試合は、大石が終盤の5連続ストライクで逆転勝利で209で2戦ぶりの決勝進出、2位の岸田は178でワイルドカードの権利は得たが、シーズンチャンピオン決定戦進出の望みは絶たれ、櫻井眞は4ptで今シーズン終了。
準決勝第2試合は、名和と森が226で並びワンショット・プレーオフの末、名和が1位通過で森が2位通過となった。決勝進出ならシーズンチャンピオン決定戦の可能性があった7ptの吉田はこの試合の3位に終わり、5ptのワイルドカード候補の岸田と共に今シーズン終了。この時点で第3シーズンチャンピオン決定戦の最後の1枠は西村に決定し、3シーズン連続のシーズンチャンピオン出場が決まった。
決勝戦は名和・大石・森の顔合わせとなったが、ワイルドカードで決勝進出の森が232で8戦ぶり2度目の優勝（9pt、ワイルドカードからの優勝は自身初）、準優勝の大石は19ptでトップでシーズンチャンピオン決定戦へ、自身初の連覇を目指した名和はこの試合3位で終了し、18ptで2位で大石と共にシーズンチャンピオン決定戦へ。
森の出場停止明けの優勝は前回優勝の名和に続き2戦連続で通算8度目（復帰戦の優勝は9度目、2戦以上連続で出場停止明けの選手の優勝は第40戦・姫路、第41戦・鈴木亜、第42戦・キム・スルギの3戦連続以来）。
第3シーズンチャンピオン決定戦 優勝…西村美紀
第3シーズンチャンピオン決定戦は3戦連続シーズンチャンピオン決定戦出場の西村美紀がラスト5連続ストライクで逆転し、シーズンチャンピオン連覇を達成。大石が2位、名和が3位となった。
第52戦 優勝…櫻井眞利子（初）
今大会も第4シーズン第1戦とし、第3戦までを1シーズンとするシーズン制を継続。前回と同様に本戦を行う前に、出場予定選手24名の中から本戦出場18名を決める6ショットプレイが行われた。
6名のメンバーの入れ替わりがあり、第1回次世代P★リーガー発掘プロジェクトのオーディションに合格し、第46戦に優勝した遠藤未菜がプロテストに合格してプロボウラーとして、第47戦以来の復帰。
新加入メンバーとして、第2回次世代P★リーガー発掘プロジェクトのオーディションで合格した中から寺下智香、鶴井亜南・前屋瑠美の3名が参戦（この3名はオーディションで合格後、いずれも第47期プロテストに合格）。更にプロ3年目の中野麻理子と遠藤・寺下・鶴井・前屋と共に第47期プロテストに合格したルーキーの本間成美が加わった。新メンバーは全員6ショットプレイで18位以内に入り、出場権を確保した。
その一方で、Pリーグ最多で唯一の2桁優勝の松永、シーズンチャンピオン優勝経験者で5回優勝の吉田が第52戦に出場できない大波乱が起き、他に第10回優勝の谷川、実力者の酒井、安藤と中村も同様に第52戦は出場できず、この6名はシーズン第2戦の第53戦からの参戦となった。
1回戦の戦いはAグループは、鈴木亜が6連続ストライクとノーミスゲームの248で2位以下に大差をつけ、3戦ぶりに準決勝進出。Pデビュー戦の本間は161のロースコアながら辛くもグループ最下位を免れ、次回出場権は確保した。一方でP自己ワーストの渡辺が次回出場停止。
Bグループは3シーズン連続シーズンチャンピオンを狙う西村を櫻井眞が中盤以降の連続を含む7個のストライクのノーミスゲームで逆転し、自身初の2戦連続準決勝進出。プロとして復帰の遠藤が次回出場停止。
Cグループは第14戦の現行制度定着後初の全員がデビュー戦及び左投げ2名となった中野・寺下・鶴井の組み合わせとなった試合は、Pリーグデビュー戦直前に新人戦で優勝した寺下が鶴井との接戦をノーミスゲームの218で初陣を飾った。敗れたものの鶴井は204のスコアで次回出場権を確保した。出遅れた中野は無念の次回出場停止となった。
Dグループは姫路が終始安定した内容で小泉を突き放し、ノーミスゲームで2戦ぶりの準決勝進出。その一方でP自己ワーストのキムが次回出場停止。
Eグループは大石が中盤から終盤の6連続ストライクで、ノーミスゲームの名和との打ち合いを逆転で制し、2戦連続の準決勝進出。再度Pリーグ初勝利がお預けとなった田中が次回出場停止。
FグループはPリーグデビュー戦の前屋が7個のストライクの229で、ノーミスの古田との競り合いを制して初陣を飾った。一方で前回第51戦で優勝した森が次回出場停止となった。
前回優勝者の次回1回戦グループ最下位で次回出場停止のケースは今回の森が5例目（過去に第33戦優勝者姫路、第45戦優勝者吉田、第46戦優勝者遠藤、第49戦優勝者松永）。
準決勝第1試合は櫻井眞・鈴木亜・寺下の対戦で櫻井眞が序盤のリードを守り、190で逃げ切り、自身初のPリーグ連勝で初の決勝進出。ワイルドカード候補は181の寺下。
準決勝第2試合は大石・姫路・前屋の対戦で序盤主導権を握るも中盤から後半にスコアが伸び悩んだ大石を3マーク近いリードを許した前屋が中盤以降はノーミスで土壇場で逆転し、186で逆転勝利で第32戦鈴木亜以来のPリーグデビュー戦での決勝進出を決めた。このゲーム2位の大石が180に終わったため、寺下もPリーグデビュー戦でワイルドカードで決勝進出を決めた。寺下のワイルドカード181での進出は、第46戦の森を下回るスコアでの進出。更に準決勝進出者全員が200を下回るスコアはPリーグ史上初の出来事。
決勝戦は第14戦の現行制度定着後初の全員が「誰が勝っても初優勝」となる組み合わせとなった試合は、櫻井眞がスタートからの7連続ストライクで圧倒し、255のハイスコアで第22戦の佐藤まさみ以来のPリーグデビュー戦優勝を狙った前屋・寺下を退け、自身初の3連勝で念願のPリーグ初優勝を遂げた。初優勝は第46戦の遠藤未菜以来で1年ぶりの出来事。
第53戦 優勝…大石奈緒（4）
第4シーズン第2戦の準決勝進出者は、Aグループは3戦ぶり復帰の松永、Bグループは3戦連続で大石、Cグループは名和とのハイレベルな争いを7ピン差の267で制した酒井が10戦ぶり、Dグループは前回優勝の櫻井眞が自身初の3戦連続（シーズン1戦目の優勝者の準決勝進出は第1シーズンの森以来）と初の4連勝で、Eグループは3戦ぶり西村、Fグループは2戦連続で姫路がそれぞれ決めた。
一方で、前回決勝進出の寺下が1回戦グループ最下位で次回出場停止となったため、シーズン制導入後シーズン第1戦目の決勝進出者から少なくとも1名が4シーズン連続でシーズン第3戦目が出場停止(シーズン第2戦にて1回戦グループ最下位となってしまう)となるジンクスが継続されてしまった（第1シーズン・酒井、第2シーズン・遠藤と小泉（小泉は不戦敗）、第3シーズン・松永）。
更に、シーズン第2戦から参戦(6ショットによる出場停止明け)組も、安藤がPリーグ参戦後自己ワーストのスコアで1回戦グループ最下位となったため、シーズン制導入後1名がシーズン第2戦だけの出場に終わってしまうジンクスも継続されてしまった(第1シーズン・大石、第2シーズン・古田、第3シーズン・酒井)。
それ以外で、小泉・古田・鶴井・本間も1回戦最下位で次回出場停止となり、寺下・安藤と共に今シーズン終了となった。
準決勝第1試合は全員がノーミスのハイレベルな戦いから大石が終盤の5連続ストライクで逆転し、237のスコアで勝ち上がり、酒井が224でワイルドカード候補となり、第2試合は姫路が7連続ストライクで他を圧倒して249で勝ち上がり、西村が228のスコアでワイルドカードで決勝進出となった。
この結果、シーズン制導入後続いていたシーズン第2戦の優勝者が6ショットによる出場停止明けの選手の優勝が3シーズン連続で止まった。
決勝戦は、大石が215でアマチュア時代（当時ナショナルチーム）の第16戦以来の優勝でPリーグ初のプロアマ優勝を達成した。2ピン差の2位は西村・3位姫路で終了した。
次回第4シーズン最終戦の出場者は、準決勝進出の上記6名と吉田、谷川、名和、鈴木亜、中村、前屋と出場停止明けの6名（森、キム、田中、渡辺、中野、遠藤）の計18名。
第4シーズンチャンピオン決定戦進出の3枠を巡るポイント争いは、トップは15ptで大石、2位は14ptの櫻井眞、3位は同じ10ptで総得点により姫路（1,061）、4位は前屋（811）、シーズンチャンピオン3連覇と4シーズン連続チャンピオン決定戦出場を目指す西村は8ptの5位で第4シーズン最終戦を迎えることになった。
2015年
第54戦 優勝…松永裕美（11）
第4シーズン最終戦は今大会参加の18名全員にシーズンチャンピオン決定戦のチャンスがある状況でスタート。
1回戦の戦いは、
Aグループは、ノーミスゲームの鈴木亜が213で2戦ぶり準決勝進出、シーズン3連覇と4戦連続シーズンチャンピオン決定戦進出へこの試合の勝利が絶対条件の西村は8pt、中野は1ptで共に今シーズン終了。
Bグループは、酒井が211で2戦連続で準決勝進出、ポイントランクトップの大石はこの試合2位で16ptとなりシーズンチャンピオン決定戦進出へ大きく前進もレギュラーシーズンは終了。自己ワーストの遠藤は0ptで今シーズン終了。
Cグループは、復帰戦のキムが229で7戦ぶり準決勝進出、3位に敗れたポイント3位の姫路は10ptでレギュラーシーズン終了でシーズンチャンピオン決定戦進出は他選手の結果待ち、2ピン差惜敗の谷川は2ptで今シーズン終了。
Dグループは、シーズンチャンピオン決定戦進出を巡って重要な試合となったが、櫻井眞が2ピン差の185で4戦連続準決勝進出と同時に17ptでポイント1位を確定し、初のシーズンチャンピオン決定戦進出を決め、敗れた森と前屋は順位を決めるワンショット・プレーオフの末、森が制したが1pt、最低でも2位以内がシーズンチャンピオン決定戦進出への絶対条件の前屋は10pt（総得点で同じポイント3位の姫路に届かず）で共に今シーズン終了。
Eグループは、松永が246でシーズン制導入後初の2戦連続準決勝進出、敗れた渡辺と中村は共に1ptで共に今シーズン終了。
Fグループは、今シーズンは1回戦でハイスコアも惜敗続きの名和が184で3戦ぶり準決勝進出、3ピン差惜敗の吉田は2pt、自己ワーストの田中は0ptで共に今シーズン終了。
1回戦終了時で16ptでポイント2位の大石もポイント3位以下の選手に逆転される可能性が消えたため、ポイント2位を確定して2シーズン連続2度目のシーズンチャンピオン決定戦進出を決めた。
準決勝第1試合は、キムが203で勝ち上がって優勝した第47戦以来7戦ぶりの決勝進出で6ptとなり、シーズンチャンピオン決定戦望みを繋ぐ、2位の鈴木亜（この時点で8pt）が180でワイルドカード候補となりシーズンチャンピオン決定戦進出への可能性は準決勝第2試合の結果待ち、酒井は7ptで今シーズン終了。
準決勝第2試合は、松永が199で勝ち上がって5戦ぶりの決勝進出で9ptとなり、シーズンチャンピオン決定戦進出へ希望をつなぎ、ポイントトップの櫻井眞はワイルドカードの点数に届かず18ptでレギュラーシーズンは終了、名和も櫻井眞と同様にワイルドカードの点数に届かず5ptで今シーズン終了と共に2戦連続チャンピオン決定戦出場を逃した。一方で、鈴木亜のワイルドカードでの決勝進出を決めてシーズンチャンピオン決定戦進出の希望を繋いだ、一方でスコア180でのワイルドカードでの進出は、第52戦の寺下の181を下回るスコアでの進出。
この時点でシーズンチャンピオン進出の残り1枠は事実上松永と鈴木亜の争いとなった（決勝戦で優勝者が少なくともポイントで姫路を上回ることが確実なため姫路もこの時点で今シーズン終了。キムは優勝しても、松永が2位の場合はポイントで下回り、鈴木亜が2位の場合は総得点で下回るため今シーズンは決勝戦で終了）。
決勝戦は松永・キム・鈴木亜の顔合わせとなり、終盤の4連続ストライクの逆転勝ちので松永が5戦ぶりPリーグ最多記録更新の11度目の優勝（14pt）を決めて同時に自身は初のシーズンチャンピオン決定戦進出、準優勝のキムと3位の鈴木亜は共に9ptで今シーズン終了。
更に新たなジンクスで6ショットでトップの（トップタイも含む）成績で勝ち上がった選手は、シーズンチャンピオン決定戦進出及びレギュラーシーズンの優勝 を決めた選手はこの時点ではいない。
（第1シーズン：60点 酒井美佳・長谷川真実・鈴木理沙、第2シーズン：59点 鈴木理沙、第3シーズン：59点 谷川章子・中村美月、第4シーズン：59点 名和 秋・西村美紀・森彩奈江）
第4シーズンチャンピオン決定戦 優勝...松永裕美
第4シーズンチャンピオン決定戦は初めて第4シーズンレギュラーシーズン優勝者3名による顔合わせとなった。試合はノーミスの松永が199で制し、初のシーズン女王に輝いた。大石が2位、櫻井眞が3位となった。
松永のシーズン女王は、6ショット出場停止明けからの優勝で、このケースは第1シーズン女王となった吉田真由美に次いで2人目。
第55戦 優勝…森彩奈江(3)
2006年4月の放送開始から10年目を迎えたP★リーグは「聖地」田町でのラスト開催で様々な節目を迎える第55戦もこの大会を第5シーズン第1戦とし、第3戦までを1シーズンとするシーズン制を継続。
第4シーズンから5名のメンバーの入れ替わりがあり、第2回P★リーガー発掘プロジェクトのオーディションに合格した中から浦麻紗実が新たに参戦、小林あゆみが第45戦（第1シーズン第3戦）以来10戦ぶり、小林よしみ・竹原三貴・櫻井麻美はいずれも第51戦（第3シーズン第3戦）以来4戦ぶりに復帰。
前回の第4シーズンと同様に本戦を行う前に、出場予定選手24名の中から本戦出場18名を決める6ショットプレイが行われ、復帰組の4名は通過した一方、浦は19位以下となり第56戦（シーズン第2戦）がPリーグデビュー戦となった。
それ以外で、Pリーグ開幕戦優勝を含む5回優勝の吉田、第46戦優勝の遠藤、安藤、小泉、渡辺も第56戦からの出場となった。
第1戦の準決勝進出者は、Aグループは、小林よしみがPリーグ自己新の231で、前回準優勝のキムと前回優勝で前シーズン女王の松永を下し、第49戦以来。Bグループは、Pリーグ創設メンバーの酒井が188のスコアで、3戦目で初勝利を目指した本間と前シーズン3位で自己新の5戦連続準決勝進出を目指した櫻井眞利子を下し、酒井自身は第15戦から第17戦以来の約6年半ぶりに3戦連続で。Cグループは、今回の出場で31戦連続出場のPリーグタイ記録の西村が久々のビッグゲーム255のスコアで、デビュー戦以来の準決勝進出を目指した寺下と前シーズン2位「田町の女王」大石を下し、2戦ぶりに。Dグループは、第52戦Cグループ以来2度目のサウスポー2名の入ったゲームは、鶴井が9個のストライクでP自己新の253で、10戦ぶり復帰の小林あゆみと4戦ぶり復帰の櫻井麻を下し、3戦目でP初勝利。Eグループは、古田のデビュー戦と同じ顔合わせ（第47戦Aグループ）となったが、Pリーグ創設メンバーの姫路がラスト4連続ストライクの206で逆転勝利で、同じくPリーグ創設メンバーの名和と第49戦決勝進出以来の初戦突破を狙った古田を下し、2戦ぶり。Fグループは、アマチュア時代の第3戦から出場の森がノーミスゲームの228で、前回第3位の鈴木亜と第40戦決勝進出以来の初戦突破を狙った竹原を下し、自身2度目の優勝を飾った第51戦以来。
この時点で早くも第4シーズンチャンピオン決定戦へ進出した3名（松永・大石・櫻井眞）が全て1回戦グループ最下位（次回出場停止）となる大荒れの展開となったが、これはシーズン制導入後初の出来事。
この結果、次回出場停止となったのは先述の前シーズンチャンピオン決定戦進出の3名の他に櫻井麻（6ショット以外で初）、古田、竹原の計6名。
準決勝第1試合は、酒井が185で第43戦以来2年ぶりの決勝進出（準決勝を勝利で決勝進出は第34戦以来）、西村が178でワイルドカード候補となった。小林よしみの初の決勝進出は次戦以降へ。
準決勝第2試合は、森と姫路が215で共に決勝進出（ワンショット・プレーオフの結果で森が勝利、姫路がワイルドカード）。Pリーグ参戦後初の200割れの鶴井の決勝進出は次戦以降へ。
文字通り田町ラストゲームとなった決勝戦はノーミスゲームの森が246のスコアで3回目の優勝を飾った。悲願の初優勝を狙った酒井と9度目の優勝を狙った姫路が224の同ピン（ワンショット・プレーオフの結果で姫路が2位、酒井が3位）。
2011年3月で再放送の放送を終了したが、この第55戦（4月6日深夜より）再放送を再開した（放送時間は、本放送終了後の3日後の月曜日深夜24:00 - 24:30）。
第56戦 優勝…姫路麗（9）
新たなP★リーグの開催地は、小泉奈津美が所属している川崎グランドボウルで迎えることになった第5シーズン第2戦の準決勝進出者は、Aグループは2戦連続の西村、Bグループは遠藤が優勝時の第46戦以来10戦ぶり、Cグループは12戦ぶりに実現した小林姉妹の対決を今回は妹の小林よしみが自身初の2戦連続準決勝進出で、Dグループは名和との競り合いを1ピン差で制した鈴木亜季が2戦ぶりに、Eグループは寺下がP自己MAXの244でPデビュー戦の決勝進出時以来4戦ぶり、Fグループは2戦連続で姫路がそれぞれ決めた。
一方で、前回決勝進出の酒井が1回戦グループ最下位で次回出場停止となったため、シーズン制導入後シーズン第1戦目の決勝進出者から少なくとも1名が5シーズン連続でシーズン第3戦目が出場停止となるジンクスも継続。
更に、シーズン第2戦から参戦（6ショットによる出場停止明け）組も、渡辺・安藤・吉田が1回戦グループ最下位となったため、シーズン制導入後少なくとも1名がシーズン第2戦だけの出場に終わってしまうジンクスも継続。安藤はシーズン制導入後初の2シーズン連続で6ショット敗退後の復帰戦でグループ最下位となってしまった。
それ以外で、キム・本間も1回戦最下位で次回出場停止となり、酒井・吉田・安藤・渡辺と共に今シーズン終了となった。
また、今大会がPリーグデビュー戦となった浦麻紗実は敗れたもののグループ2位を確保し、第5シーズン最終戦も参戦可能となった。
準決勝第1試合は小林よしみが206のスコアでP自身初の連勝で初の決勝進出、西村が183でワイルドカード候補となり、第2試合は寺下が中盤から後半にかけての5連続ストライクで他を圧倒して237で勝ち上がり、姫路が205のスコアでワイルドカードで決勝進出となった。
決勝戦は、姫路が初優勝を目指した小林よしみ・寺下の挑戦を207で退け、8戦ぶり9度目の優勝を決めた。6ピン差の2位は寺下・3位小林よしみで終了した。
次回第5シーズン最終戦の出場者は、準決勝進出の上記6名と名和、森、小林あ、小泉、鶴井、浦と出場停止明けの6名（松永、竹原、大石、櫻井眞、櫻井麻、古田）の計18名。
第4シーズンチャンピオン決定戦進出の3枠を巡るポイント争いは、トップは16ptで姫路、2位は12ptの森、3位は同じ10ptで総得点により小林よしみ（1,019）、4位は寺下（906）で第5シーズン最終戦を迎えることになった。
第57戦 優勝…小林あゆみ（2）
第5シーズンチャンピオン決定戦進出を巡る戦いとなった1回戦の戦いは、Aグループは小林あゆみが第44戦準優勝時以来の勝利、ポイントトップの姫路はこの試合2位で1ptを加算して17ptでレギュラーシーズン終了、シーズンチャンピオン決定戦進出は他選手の結果待ちとなった、名和は2ptで今シーズン終了。
Bグループは寺下が2戦連続初戦突破で13ptとなり、ポイント2位に浮上して準決勝進出、2戦ぶりシーズンチャンピオン決定戦進出を目指した西村は9pt、浦は1ptで共に今シーズン終了。寺下の勝利で、復帰組のシーズンチャンピオン決定戦進出が絶たれた。西村の敗退により、シーズン制導入後、6ショットでトップの（トップタイも含む）成績で勝ち上がった選手は、「シーズンチャンピオン決定戦進出　及び　レギュラーシーズンの優勝が出来ない」というジンクスが継続されてしまった。
Cグループは森が逆転勝利で15ptとなり、ポイント2位に返り咲いて準決勝進出。敗れた遠藤は4pt、竹原は0ptで共に今シーズン終了。
Dグループは小林よしみが3戦連続初戦突破で13ptとなり、ポイント3位に返り咲いて準決勝進出、敗れた鈴木亜は5pt、小泉は1ptで共に今シーズン終了。
復帰組の顔合わせとなったEグループは、松永が3戦ぶり準決勝進出、敗れた櫻井麻は1pt、古田は0ptで共に今シーズン終了。Fグループは、大石が4回目の優勝時以来の勝利で4戦ぶり準決勝進出、敗れた鶴井は4pt、櫻井眞は0ptで共に今シーズン終了。前回シーズンチャンピオン決定戦へ進出した選手が0ptで終了は初。
シーズンチャンピオン決定戦進出を大きく左右する準決勝第1試合は、ポイント4位の寺下が勝って16ptで2戦連続決勝進出と同時にポイント3位以内を確定して初のシーズンチャンピオン決定戦進出を決めた。2位に敗れた小林あゆみは224でワイルドカード候補となったもののシーズンチャンピオン決定戦進出は絶たれた。この試合で3位に敗れたポイント2位の森はポイントを加算することができずポイント3位となり15ptでレギュラーシーズン終了で、シーズンチャンピオン決定戦進出は小林よしみの結果待ちとなり、ポイント1位の姫路の3シーズンぶり2回目のシーズンチャンピオン決定戦進出が決まった。
準決勝第2試合は、松永が第54戦優勝時以来の決勝進出、最低でも決勝進出でシーズンチャンピオン決定戦進出が事実上決まる小林よしみはこの試合で2位になったものワイルドカードの224を上回れず14ptで3位森の15ptを上回れず、大石は3ptで今シーズン終了。この結果、決勝戦を待たずにシーズンチャンピオン決定戦進出者は寺下・姫路・森で決定した。シーズン制度導入後14ptでシーズンチャンピオン決定戦へ進出できなかったのは初（シーズンチャンピオン決定戦進出のこの時点においての最低ポイント獲得は11pt（第2シーズンの安藤瞳と第3シーズンの西村美紀）。10pt以下の選手がシーズンチャンピオン決定戦へ進出するのは第69戦まで待たなければならない）。
ワイルドカードで決勝進出となった小林あゆみが、決勝戦で第9フレームまであわやパーフェクトという試合運びを見せ、267というハイスコアで22戦ぶり2回目の優勝を飾った。
第5シーズンチャンピオン決定戦 優勝…姫路麗
第5シーズンチャンピオン決定戦は、初めて前のシーズンのメンバーと総入れ替えの組み合わせとなったが、姫路麗が終盤第9フレームで寺下を逆転し、シーズンチャンピオン初優勝。4シーズンぶり2回目のシーズンチャンピオン決定戦出場の森が2位、寺下が3位となった。
第58戦 優勝…酒井美佳（初）
5名のメンバーの入れ替わりがあり、新加入メンバーとして、第2回P★リーガー発掘プロジェクトのオーディションで合格した中から新たに坂本詩緒里が参戦、プロテスト受験のため欠場していた岩見彩乃がプロとして第48戦以来、浅田梨奈がプロとして第33戦以来およそ4年ぶりに、鈴木理沙が第51戦(第3シーズン第3戦)以来、中村美月が第54戦(第4シーズン第3戦)以来4戦ぶりにそれぞれ復帰。
前回の第5シーズンと同様に本戦を行う前に、出場予定選手24名の中から本戦出場18名を決める6ショットプレイが行われ、復帰組の4名は通過した一方、坂本は19位以下となり第59戦（シーズン第2戦）がPリーグデビュー戦となった。
それ以外で、優勝経験者の鈴木亜、大石、櫻井眞と小林（よ）、渡辺も第59戦からの出場となった。
今大会のスコアは第14戦からの現行制度定着後、9試合全体の平均スコアがワーストの188.7、200UPが延べ人数で10人に満たない（9人）難易度の高いレーンコンディションで行われた。
1回戦の戦いは、
Aグループは、第56戦からPリーグの会場となった川崎グランドボウルがホームの小泉が3戦目でホーム初勝利で第50戦以来の準決勝進出。鈴木理が次回出場権を確保。岩見はPリーグデビュー戦から5試合連続で1回戦最下位のPリーグワースト更新で次回出場停止。
Bグループは、名和が第54戦以来の準決勝進出。復帰戦の2名は浅田が次回出場権を確保。中村はPワーストタイの9回目の次回出場停止。
Cグループは、吉田が第51戦以来の準決勝進出。安藤は遠藤と2ピン差で4ゲーム連続の1回戦最下位を免れ第49戦以来のポイントを獲得し次回出場権を確保。2度のスペアミスが響いた遠藤が次回出場停止。
Dグループは、鶴井が1ピン差で10フレームでキムに逆転勝ち、P初勝利の第55戦以来2回目の準決勝進出。キムは3ゲーム連続1回戦敗退も次回出場権を確保。終盤に崩れた前シーズン第2位の森が次回出場停止。
Eグループは、酒井が第55戦以来の準決勝進出。前大会2回目の優勝を飾った小林あゆみは2戦連続準決勝進出を逃すも次回出場権は確保。一方で第25戦から連続出場を継続していた西村がPリーグ参戦後自己ワーストのスコアで1回戦最下位（1回戦最下位は第54戦にあるが、シーズン3戦目のため対象外）となり次回出場停止で、連続出場が34で止まる。
Fグループは第49戦1回戦以来の姫路・松永2強対決に寺下が挑んだ試合は松永が第58戦の全体のMAX247で2戦連続準決勝。前シーズン優勝の姫路は次回出場権を確保で、前シーズン3位の寺下が次回出場停止。森と寺下が次回出場停止、姫路は次回出場停止こそ免れたが、第5シーズンに続いて前シーズンのシーズンチャンピオン決定戦を戦った3名が1回戦で姿を消す事態となった。
準決勝第1試合は小泉が213で、Pリーグ1期生の吉田と名和に勝利で第46戦以来の決勝進出。ワイルドカード候補は193で名和。
準決勝第2試合は酒井が201で、久々の2戦連続の決勝進出を目指した松永と初の決勝進出を目指した鶴井を退け、ラスト田町の第55戦以来の決勝進出。2位の松永は名和のスコアに届かず、名和がワイルドカードで決勝進出。
決勝戦は酒井・名和・小泉の対戦となったが、ノーミスの酒井が悲願のPリーグ初優勝を飾った。小泉が自己最高の第2位に入り、第3位は名和。
第59戦 優勝…松永裕美（12）
準決勝進出者は、Aグループは自身の連敗を5で止めて10大会ぶりに安藤瞳、Bグループは小林姉妹を下したPリーグデビュー戦の坂本詩緒里、Cグループは前大会2位の小泉奈津美が初の2戦連続で、Dグループは松永裕美が2戦連続で、Eグループは自身の連敗を7で止めて12大会ぶりに渡辺けあき、Fグループは自身連覇時（44-45戦）以来の2戦連続の吉田真由美がそれぞれ準決勝進出を決めた。
前回決勝進出の酒井・名和・小泉が次回出場権を確保したため、シーズン制導入後シーズン第1戦目の決勝進出者から少なくとも1名がシーズン第3戦目が出場停止となるジンクスは5シーズン連続で止まる。
一方でシーズン第2戦から参戦(6ショットによる出場停止明け)組で、鈴木亜季が1回戦グループ最下位となったため、シーズン制導入後少なくとも1名がシーズン第2戦だけの出場に終わってしまうジンクスは継続。
前回シーズン女王の姫路麗が1回戦Eグループで最下位に終わったため、2シーズン連続のシーズン女王の望みがこの時点で消えた。
それ以外で小林あゆみ・浅田梨奈・鶴井亜南・キムスルギが1回戦最下位で次回出場停止となり、姫路・鈴木亜と共に第6シーズン終了となった。
準決勝第1試合は小泉が初の2戦連続決勝進出、ノーミスの安藤が201でワイルドカード候補となり、オープンフレーム4個の坂本は3ptで最終戦へ。
第2試合は4連続ストライクスタートの吉田が14大会ぶり（5度目の優勝時以来）に決勝進出、松永が渡辺とのワイルドカード争いを競り勝って216で獲得。安藤は5pt、渡辺は3ptで最終戦へ。
決勝戦の顔あわせは、前大会で準決勝へ進出した吉田・小泉・松永となった。前大会準決勝進出者3名が決勝戦へ進出するケースは第30戦以来。
決勝戦の結果は、14戦ぶりの優勝を狙った吉田、Pリーグの初優勝を狙った小泉を松永が217でPリーグ最多優勝回数を更新する12度目の優勝を3ゲーム連続のノーミスゲームで飾った（松永はワイルドカードで3度決勝進出しているが全て優勝している）。2位は2大会連続で小泉、Pリーグ参戦後自己ワーストのスコアの吉田が3位で終了した。
シーズンチャンピオン決定戦進出争いは、この時点でトップは18ptで小泉奈津美、2位は13ptの松永裕美、3位は12ptで酒井美佳、4位は10ptで吉田真由美。
シーズン制導入後、第2戦終了時に3位の選手が12ptに達している（これはシーズン制導入後初の出来事）ため、出場停止明けの6名のシーズンチャンピオン決定戦出場の可能性はシーズン第3戦開始前に消滅は初の出来事。これにより第5シーズンチャンピオン決定戦に出場した森・寺下も連続出場の可能性が消えたため、第6シーズンチャンピオン決定戦出場メンバーは2シーズン連続で前回同様総入れ替えとなることが決まった。
次回第6シーズン最終戦の出場者は、準決勝進出の6名と酒井、名和（6pt）、鈴木理（2pt）、小林よ、大石、櫻井眞（いずれも1pt）と出場停止明けの6名（西村、森、中村、寺下、遠藤、岩見）の計18名。
2016年
第60戦 優勝…小泉奈津美（初）
シーズン制導入後、第2戦終了時に3位の選手が12ptに達しているため、出場停止明けの6名がシーズンチャンピオン決定戦出場の可能性が消滅している状況でシーズン最終戦を迎えた。
1回戦の戦いは、Aグループはノーミスゲームの櫻井眞が1年ぶりに準決勝進出、一方で復帰戦の寺下（1pt）と2度目のシーズンチャンピオンを目指した安藤（5pt）は共に自己ワーストで今シーズン終了。
Bグループはシーズンチャンピオン決定戦進出を大きく左右する松永と小泉の直接対決は、ノーミスゲームの小泉が自己新の3戦連続準決勝進出で21ptとなり、初のシーズンチャンピオン決定戦進出を決めた。敗れた松永は13ptでレギュラーシーズン終了で、シーズンチャンピオン決定戦進出は他選手の結果待ち、復帰戦の中村は1pt（自己タイの10連敗）で今シーズン終了。
Cグループは復帰戦の遠藤が4大会ぶりに準決勝進出、一方で2度目のシーズンチャンピオン決定戦を目指した名和は6pt、初のシーズンチャンピオン決定戦を目指した渡辺は4ptで共に今シーズン終了。
Dグループは吉田が3戦連続準決勝進出で13ptとなり、ポイント3位に返り咲き、シーズンチャンピオン決定戦進出へ大きく前進。敗れた大石は2pt、岩見は0pt（Pリーグデビュー後6連敗）で共に今シーズン終了。
Eグループは復帰戦の西村が4大会ぶりに準決勝進出、初のシーズンチャンピオン決定戦進出を目指した酒井は2位で13ptとなったものの、同ポイントの松永と吉田に総得点で届かず、復帰戦の森（0pt）と共に今シーズン終了。
Fグループは、小林よが3大会ぶりに準決勝進出、共に初優勝で初のシーズンチャンピオン決定戦進出を目指した坂本と鈴木理は3ptで今シーズン終了。
1回戦終了時点で櫻井眞・小林よ（共に4pt）・西村・遠藤（共に3pt）は準決勝進出も3位の13ptに届かないため、準決勝を待たずにシーズンチャンピオン決定戦進出の3名は小泉・吉田・松永に決定。
初の1時間スペシャルの放送となった準決勝2試合を放送、第1試合は小泉が勝って初の3戦連続決勝進出を決めた、櫻井眞利子が179でワイルドカード候補となり、遠藤は3ptで今シーズン終了。第2試合は西村が7大会ぶりに決勝進出、小林よが吉田に競り勝ち、196でワイルドカードを獲得。吉田は13ptでレギュラーシーズン終了、櫻井眞は5ptで今シーズン終了。
決勝戦は、2戦連続準優勝の小泉が6ゲーム連続のノーミスゲームで悲願の初優勝を決めた。29ptはシーズン制導入後最高のポイント、小林よが自己最高の2位に入り、西村が3位。小林よ（8pt）と西村（7pt）は今シーズン終了。
第6シーズンチャンピオン決定戦 優勝...吉田真由美
第6シーズンチャンピオン決定戦は、2シーズン連続で総入れ替えの組み合わせで、シーズン第2戦決勝戦の再戦となったが、第1シーズンチャンピオンの吉田がノーミスゲームで2回目のシーズンチャンピオン優勝。2シーズンぶり2回目のシーズンチャンピオンを目指した松永が2位、初のシーズンチャンピオン決定戦進出の小泉が3位となった。
第61戦 優勝…小泉奈津美（2）
メンバーの入れ替わりはシーズン制導入後新加入の2名のみで復帰組ゼロは出場停止導入後も含めて初めての出来事。ルーキーの年に全日本選手権を制した山田幸と川崎由意が新たに参戦。
前回の第6シーズンと同様に本戦を行う前に、出場予定選手24名の中から本戦出場18名を決める6ショットプレイが行われ、川崎は通過した一方、山田は19位以下となり第62戦（シーズン第2戦）がPリーグデビュー戦となった。
それ以外で、前シーズンチャンピオンの吉田、前シーズン第1戦で初優勝の酒井、優勝経験者のキム・櫻井眞、岩見も第62戦からの出場となった。
1回戦の戦いは、
Aグループは、接戦を制した遠藤が初の2戦連続初戦突破。Bグループは、安藤が終盤の5連続ストライクで突き放し2大会ぶりに初戦突破。Cグループは、9フレーム終了時点で同スコアまでもつれた西村との10フレーム勝負を制した鶴井が3大会ぶりに準決勝進出。Dグループは、小泉が4大会連続で初戦突破、Pリーグ初参戦の川崎の挑戦を退けた（川崎も200UPで次回出場権は確保）。Eグループは、出場停止明けの姫路が第56戦以来の準決勝進出。Fグループは前大会準優勝の小林よが2ピン差で2大会連続の初戦突破。
その一方で前シーズンチャンピオン第2位の松永、過去の優勝経験者の森・鈴木亜・浅田、更に渡辺・坂本が次回出場停止となった。
準決勝第1試合は安藤が193で、14大会ぶり3度目の決勝進出。ワイルドカード候補は惜敗の192で鶴井。
準決勝第2試合はPリーグ参戦後自己最高の255で小泉が4人目の4大会連続の決勝進出を決めて、姫路とのワイルド・カードを競り合いの末に小林よが獲得（自身初の2大会連続決勝進出も果たす）。
決勝戦は小泉・安藤・小林よの対戦となったが、ノーミスの小泉が初の連覇を飾った（連覇は松永・吉田に次いで3人目）。安藤が自己最高の第2位に入り、第3位は小林よ。
第62戦 優勝…西村美紀（4）
1回戦の戦いは、Aグループはレギュラーシーズンの優勝回数が合計18個の強豪対決となった試合は、吉田が大石との接戦を制し、準決勝進出。大きく出遅れた姫路（3pt）は2シーズン連続でシーズン第2戦で終了。
BグループはPリーグデビュー戦の山田が遠藤との接戦を制し、第52戦の寺下・前屋以来のデビュー戦勝利を飾った。中盤で2度のオープンが響いた小林あ（1pt）は2シーズン連続でシーズン第2戦で終了。
Cグループは西村が自己最高に僅か1ピン差に迫る258で準決勝進出、ノーミスゲームのPリーグデビュー2戦目の川崎が自己記録更新で次戦出場権を確保し、Pリーグレビュー戦から7戦連続未勝利（ワーストタイ）と7戦連続1回戦最下位（ワースト更新）の岩見（0pt）は今シーズン終了。
Dグループは小林よが寺下との接戦を制し、3大会連続準決勝進出の一方で、前回準優勝の安藤（9pt）は自己ワースト更新で今シーズン終了。
Eグループは収録直前の右膝靱帯損傷の中で強行出場の鶴井が自己最高更新の258で初の2戦連続準決勝進出、その一方で前回優勝と5大会連続決勝進出を目指した小泉は名和との次回出場権争いを1ピン差で辛くも確保し、名和は（1pt）今シーズン終了。
Fグループは、6ショット停止明けの3名の組み合わせとなったが、キムが8大会ぶりに準決勝進出、櫻井眞が辛うじて次回出場権を確保し、まさかの終盤のミスで酒井（0pt）は今シーズン終了。
準決勝は6選手全員が210を超えるハイレベルの戦いは、第1試合は吉田が自己ベストと川崎グランドボウルのハイスコア記録（松永が第57戦1回戦で記録）に並ぶ268で、3大会ぶりに決勝進出。ワイルドカード候補は236の西村。敗れたものの山田も自己記録更新の212。第2試合は大接戦の末、キムが238で8大会ぶりに決勝進出。小林よは224、鶴井は216でワイルドカードのスコアに共に届かず、ワイルドカードは西村が獲得。
決勝戦は優勝経験2回以上の吉田・西村・キムの対戦となったが、今回の決勝進出メンバーでレギュラーシーズンの優勝から遠ざかっていた西村が4年ぶり（第38戦以来）に4回目のレギュラーシーズンの優勝を飾った。Cグループから勝ち上がっての優勝は、姫路（第40戦と第48戦の2度あり）、名和（第50戦）に次いで3人目で延べ4人目。キムが第2位に入り、第3位は吉田。
第63戦 優勝…坂本詩緒里（初）
1回戦の戦いは、Aグループは12ptで今シーズン第1戦のチャンピオンの小泉が10ptで前大会（今シーズン第2戦）チャンピオンの西村との直接対決を制し、15ptとなり、2シーズン連続シーズンチャンピオン決定戦進出へ大きく前進。敗れて11ptの西村の4シーズンぶりのシーズンチャンピオン決定戦進出は他選手の結果待ち。序盤で大きく出遅れた遠藤は4ptで今シーズン終了。
Bグループは2ptの大石が7連続ストライクで久々の準決勝進出、2位に敗れた吉田は8pt、櫻井眞利子は1ptで今シーズン終了。
Cグループは全員ノーミスゲームの試合はスタートから6連続ストライクの鶴井が3大会連続準決勝進出で10pt、猛追も届かなかった寺下は2pt、Pリーグ初勝利を目指し3戦連続200超えも川崎は2ptで共に今シーズン終了。
Dグループはキムが2つのPリーグ記録を塗り替える（スコア290と11連続ストライク）快挙で2戦連続準決勝進出で12ptとなり、ポイント2位に返り咲き、シーズンチャンピオン決定戦進出へ大きく前進。共に出場停止明けの松永は1pt、浅田は0ptで今シーズン終了。
Eグループは復帰戦の森が準決勝進出、山田は4pt、復帰戦の鈴木亜は0ptで共に今シーズン終了。
Fグループは、初の復帰戦の坂本が4大会ぶりに準決勝進出、初のシーズンチャンピオン決定戦進出を目指した小林よは8pt、復帰戦の渡辺は1ptで今シーズン終了。
第7シーズンチャンピオン決定戦 …小泉奈津美
第7シーズンチャンピオン決定戦は、誰が勝っても初のシーズン女王となる組み合わせで、2シーズン連続2度目のシーズンチャンピオン決定戦出場の小泉が共にシーズンチャンピオン決定戦初出場の鶴井とキムを退け、初のシーズンチャンピオン優勝。ノーミスゲームの鶴井が2位、キムが3位となった。
第64戦 優勝…大石奈緒（5）
第65戦 優勝…鶴井亜南（初）
西村美紀の出場辞退に伴い、第47戦以来の17名で実施。西村は不戦敗で次回第66戦も出場停止扱いとなり今シーズン終了、その影響で抽選の結果Aグループの名和と小林よはゲーム成立により次回出場権を確保した。
1回戦はAグループは自身のPリーグで自己最高スコアで小林よ、Bグループは川崎がラスト5連続ストライクの大逆転で4戦目の挑戦でPリーグ初勝利、Cグループは古田が16大会ぶりに初戦突破、Dグループは鶴井、Eグループは姫路、FグループはPリーグデビュー戦の小池が227で女王松永に4ピン差でそれぞれ勝ち上がった。その一方で前回決勝進出の3名は、9ptで前大会覇者の大石はワンショットプレーオフで辛くも次回出場権を確保したもの、準優勝の9pt坂本、7ptの第3位の寺下が1回戦グループ最下位となり次回第66戦は出場停止となった。それ以外に森、櫻井眞、大嶋も次回出場停止となった。坂本を除く5名は今シーズン終了。
準決勝は第1試合はPリーグ初勝利の川崎が201で初の決勝進出（ワイルドカード候補は180の古田）。第2試合は大接戦の末、鶴井が1ピン差でPリーグデビュー戦の小池に競り勝ち、2試合連続でノーミスゲームの小池が192でワイルドカードで決勝進出となった。
決勝戦の結果は、第52戦以来の誰が勝ってもPリーグ初優勝となった試合は、ノーミスゲームの鶴井が2度目の決勝進出で優勝を飾った。川崎が準優勝、佐藤まさみ以来のPリーグデビュー戦優勝を狙った小池が3位。
第8シーズン第2戦終了時点で、第1位は12ptの鶴井、第2位は10ptの大石、第3位は坂本9pt。
なお、坂本はレギュラーシーズンの第66戦は出場停止だが、シーズン最終戦の展開次第でシーズンチャンピオン決定戦の可能性は残っている。
次回第2シーズン最終戦の出場者は、準決勝進出の上記6名と酒井、名和、松永、大石、小泉、安藤と出場停止明けの6名（キム、小林あ、遠藤、本間、岩見、山田）の計18名。
2017年
第66戦 優勝…小泉奈津美（3）
復帰予定の山田幸が怪我のため欠場のため、今大会も17名の参戦。一方でシーズンチャンピオン争いは第69戦は出場停止の坂本（9pt）と左記の17名で3枠を争うことになった。
1回戦の戦いは、2人対戦となったAグループは安藤が5大会ぶりに準決勝進出、敗れた古田は6ptで今シーズン終了。
Bグループは全員が出場停止明けの3名の顔あわせは、遠藤がPリーグ初勝利を目指した岩見に4ピン差で5大会ぶりに準決勝進出、初勝利がお預けとなった岩見は1pt、キムは0ptで今シーズン終了。
惜敗の岩見は、デビュー戦からの連敗を更新（一方でレビュー戦からの連続最下位は8で止め、同じく9戦目で初めて200UPを達成）。
Cグループはもつれる試合となったが、前大会で初優勝の鶴井が2大会連続で準決勝進出、松永は2pt、最終フレームで逆転の可能性があった本間は6回目の挑戦もPリーグ初勝利がお預けで0pt、松永は2ptで共に今シーズン終了。
Dグループは名和が5連続と3連続を含むストライク9個で快勝し、8大会ぶりに準決勝進出、3位に終わった川崎は9ptで総得点で暫定でポイントランキング3位に入り、チャンピオン決定戦進出は他選手の結果待ち（この時点で坂本はシーズンチャンピオン決定戦進出の可能性が消え、今シーズン終了）。2位の小林よは4pで今シーズン終了。
Eグループはノーミスゲームの小泉が2大会ぶりに準決勝進出、小池は5pt、復帰戦の小林あ（1pt）と共に今シーズン終了。
Fグループは、大石が2大会ぶりに準決勝進出、姫路は5pt、酒井は4ptで今シーズン終了。
1回戦終了時点で鶴井の2シーズン連続チャンピオン決定戦進出が決定。
準決勝第1試合は鶴井が安藤とのマッチレースを4ピン差で勝って初の2大会連続の決勝進出を決め、安藤が242でワイルドカード候補となり、遠藤は3ptで今シーズン終了。
安藤が準決勝で2位に終わった時点で大石の4シーズンぶり3回目のシーズンチャンピオン決定戦進出が決まった。
準決勝第2試合はノーミスゲームの小泉が逆転勝ちで5大会ぶりに決勝進出決定。安藤がワイルドカードで5大会ぶりに決勝進出。2位に終わった大石は14ptでレギュラーシーズン終了。名和は4ptで今シーズン終了。
準決勝終了時点で小泉の3大会連続のシーズンチャンピオン決定戦進出が決まり、決勝戦を待たずにシーズンチャンピオン決定戦進出の3名が決まった（この時点で川崎の今シーズンが終了）。
決勝戦は、小泉が逃げ切りで5大会ぶり3度目の優勝を決めた。（16pt）、3回目の挑戦で初優勝を目指した安藤（9pt）は今シーズン終了。鶴井は19ptでレギュラーシーズン終了。
第8シーズンチャンピオン決定戦 優勝…鶴井亜南
第8シーズンチャンピオン決定戦は第4シーズン以来のレギュラーシーズン優勝者3名による顔合わせとなった。試合は鶴井が182で制し、初のシーズン女王に輝いた。大石が2位、小泉が3位となった。
大石は3度目のシーズンチャンピオン決定戦の挑戦も再び2位、西村以来2人目の3シーズン連続でシーズンチャンピオン決定戦に進出した小泉は2人目のシーズンチャンピオン連覇を狙うも及ばなかった。
第67戦 優勝…小池沙紀（初）
4名のメンバーの入れ替えがあり、長谷川が第48戦以来3年ぶりに復帰、鈴木亜・浅田は第7シーズン以来の復帰。鈴木理は第6シーズン以来の復帰。
浅田を除いた復帰組の3名は6ショットを通過した。一方で、浅田以外に安藤・大石・小泉・浅田・川崎・大嶋が6ショット落ちで第68戦からの出場となった。
1回戦Aグループは、寺下がノーミスゲームで3大会ぶり。Bグループもノーミスゲームで酒井も3大会ぶり。Cグループは松永が第59戦優勝時以来8大会ぶり。Dグループは前回シーズン女王に輝いた鶴井がノーミスゲームで3大会連続。Eグループは小林（あ）が第57戦優勝時以来10大会ぶり。Fグループは小池が235のPリーグ自己更新で2大会ぶり。各々準決勝進出を決めた。
一方で岩見は10回目の準決勝進出挑戦もPリーグワースト更新の9度目の1回戦最下位、森が第22戦1回戦のスコアを下回る自己ワースト更新で次回出場停止となった。
上記以外に鈴木亜、キム、遠藤、坂本、遠藤が次回出場停止となった。
準決勝第1試合は酒井・松永・寺下の対戦はノーミスゲームの松永が第59戦以来の決勝進出を決め、ワイルドカード候補は189の寺下。
準決勝第2試合は小林（あ）・鶴井・小池の対戦は小林あゆみと小池が213の同ピンで共に決勝進出。ワンショット・プレーオフの末、小林あゆみが1位通過、小池がワイルドカードを獲得。
決勝戦は、2度目の決勝進出の小池が逆転勝利でPリーグ初優勝を飾った。2位は小林（あ）、3位は松永。
次回出場者は、6ショット落ちの6名・準決勝進出者6名・1回戦2位を確保の6名（姫路・名和・長谷川・鈴木理・小林（よ）・櫻井眞）の計18名で行われる。
第68戦 優勝…小池沙紀（2）
1回戦の戦いは、Aグループは復帰2戦目の長谷川が逆転勝ちで第46戦以来22大会ぶりに準決勝進出。前大会第3位の松永は次回出場権を確保（8pt）。前大会準優勝の小林あゆみ（9pt）はレギュラーシーズン終了。
Bグループは大接戦の末、川崎が浅田とのワンショットプレーオフ（第3投で決着）の末、逆転勝利で3大会ぶりに準決勝進出。浅田は次回出場権を確保（1pt）。僅か3ピン差で敗れた酒井は（3pt）で今シーズン終了。
Cグループは前大会で初優勝の小池が224で初の2大会連続で準決勝進出。大石は次回出場権を確保（1pt）。自己ワーストの名和（1pt）は今シーズン終了。
Dグループはノーミスゲームの安藤が2大会ぶりに準決勝進出。3シーズン連続でシーズンチャンピオン決定戦進出を狙う小泉は次回出場権を確保（1pt）。初の200割れの大嶋（0pt）は今シーズン終了。
Eグループはノーミスゲームの姫路が櫻井眞利子に4ピン差で競り勝ち3大会ぶりに準決勝進出。惜敗の櫻井眞利子は次回出場権を確保（2pt）。寺下（4pt）は2シーズン連続でシーズン第2戦で終了。
Fグループはノーミスゲームの鶴井が4大会連続で準決勝進出。オープンフレームを1で留めた小林よしみは次回出場権を確保（2pt）。オープンフレーム3つの鈴木理（1pt）は今シーズン終了。
準決勝第1試合は全員がノーミスゲームの締まった試合は連覇を狙う小池が225で競り勝ち、準決勝は初勝利で2大会連続で決勝進出。ワイルドカード候補は215の長谷川。ジャスト8（第1投球で8番ピンが残る）が2度の不運の川崎は197。
準決勝第2試合は安藤が216で2大会ぶりに決勝進出。姫路は205。鶴井は178。ワイルドカードは長谷川が獲得し、2度目の決勝進出（いずれもワイルドカードで）。
準決勝敗退の3名は、鶴井が6pt、姫路が5pt、川崎が3ptで次回出場権を確保。
決勝戦は今大会3ゲーム連続で220台のスコアの小池がノーミスゲームで4人目の連覇（過去に松永・吉田・小泉）を達成（初優勝からの連覇は松永・小泉に次いで3人目）。更にシーズン制導入後、シーズン第1戦とシーズン第2戦の連続優勝は初めて（過去にシーズン中の連続優勝も第1シーズン第2戦と第3戦の吉田のみ）。Cグループから勝ち上がっての優勝は姫路・名和・西村に次いで4人目。4度目の決勝進出の安藤（9pt）が第2位、第3位は長谷川（6pt）。
この結果、20ptの小池はポイントランキング2位以下の選手に2人以上に逆転される可能性がなくなったためシーズン最終戦を待たずにシーズンチャンピオン決定戦進出が決定（これはシーズン制導入後初の出来事）。シーズンチャンピオン決定戦進出の残り2枠の争いは準決勝進出の6名、1回戦で次回出場権確保の6名、復帰組の6名とレギュラーシーズン終了の小林あゆみ（9pt）で争われる。
ポイントランキングは、第2位は小林あゆみ、第3位は安藤瞳（第2位と第3位のポイントは同じ、総得点差による）、第4位は松永、第5位は鶴井、第6位は長谷川（第5位と第6位はポイントは同じ、総得点差による）。
更に6ショット落ちからシーズン第2戦を投球しただけでシーズン終了が少なくとも1人が9シーズン連続で継続。シーズン第1戦の決勝進出組のジンクスは第6シーズンを除き、少なくとも1人がシーズン第2戦で1回戦最下位となり、シーズン終了するケースが続いている。
第69戦 優勝…岩見彩乃（初）
第9シーズン最終戦は小池は既にシーズンチャンピオン決定戦進出が決定。残り2枠をレギュラーシーズン終了の小林あゆみ（9pt：ポイントランキングはこの時点で2位）と決定戦進出を決めている小池以外の今大会参加の17名全員にシーズンチャンピオン決定戦のチャンスがある状況でスタート。
1回戦の戦いは、
Aグループは、ノーミスゲームの小林よしみが223で準決勝進出（5pt）、シーズン連覇と3戦連続シーズンチャンピオン決定戦進出へこの試合の勝利が絶対条件だった9ピン差で2位に終わった鶴井は7pt、2位でも3シーズンぶりのシーズンチャンピオン決定戦進出の可能性があった松永は3位に終わり8ptで共に今シーズン終了。
Bグループは、2ゲーム連続ノーミスゲームの川崎が218で2戦連続で準決勝進出（6pt）、ノーミスゲームも5ピン差惜敗の長谷川は7ptで今シーズン終了。序盤のミスが響いた安藤は3位に終わり、9ptでシーズンチャンピオン決定戦のポイントランキングで小林あゆみを総得点で上回り暫定で2位になったものの他選手の結果待ちとなった（安藤：799点、小林あゆみ：773点）。
Cグループは、3選手共通でシーズンチャンピオン決定戦進出へは初戦突破が絶対条件の中で、復帰戦の鈴木亜季が終盤の6連続ストライクで13戦ぶりに準決勝進出（3pt）、3位に敗れた姫路は5pt、復帰戦の坂本は1ptで共に今シーズン終了。
Dグループは、最大32点差をつけられた岩見が中盤以降の7連続ストライクで、松永以来2人目のレギュラーシーズン3連覇を狙った小池と優勝経験者の大石に勝ち、11回目の出場でPリーグ初勝利（3pt）。大石はワンショットプレーオフで2位になったものの今シーズン終了。小池は20ptでレギュラーシーズンを終了。
Eグループは、Cグループと同様にシーズンチャンピオン決定戦進出へは初戦突破が絶対条件の中で、復帰戦のキムとPリーグ初の4シーズン連続のシーズンチャンピオン決定戦進出を目指す小泉が共に203でワンショットプレーオフとなり、ストライクのキムが1年ぶりに準決勝進出（3pt）、敗れた小泉は4シーズン連続のシーズンチャンピオン決定戦進出の希望が絶たれ1pt、0ptの遠藤と共に今シーズン終了。
Fグループも、C・Eグループと同様にシーズンチャンピオン決定戦進出へは初戦突破が絶対条件の中で、ノーミスゲームの森が234で1年ぶりに準決勝進出（3pt）。浅田と櫻井眞利子は共に2ptで今シーズン終了。
1回戦は全てのグループで一番ポイントの少ない選手が準決勝進出する下克上の様相を示した。
準決勝第1試合は、鈴木亜季がスタートからの7連続ストライクで257で第54戦以来15大会ぶりに決勝進出で6ptとなり、シーズンチャンピオン決定戦望みを繋ぐ、2位の小林よしみ（この時点で6pt）が201でワイルドカード候補となり決勝進出と初のシーズンチャンピオン決定戦進出は準決勝第2試合の結果待ち、勝てばシーズンチャンピオン決定戦がほぼ確定の状況だった川崎は3位に終わり6ptで今シーズン終了。
3pt同士の対戦となった準決勝第2試合は、ノーミスゲームのキムが236で勝ち上がって6戦ぶりの決勝進出で6ptとなり、シーズンチャンピオン決定戦進出へ希望をつなぎ、惜敗も224の岩見がワイルドカードを獲得し、初の決勝進出でシーズンチャンピオン決定進出へ希望を繋いだ。一方で敗れた森は3pt、ワイルドカード候補の小林よしみは6ptで共に今シーズン終了。
この時点でシーズンチャンピオン進出の残り2枠は決勝進出の3名と9ptの安藤の争いになった（小林あゆみも9ptだが、決勝進出者の総得点で事実上ほぼ絶望的となり、今シーズン終了）。
決勝戦は鈴木亜季・キム・岩見の顔合わせ（第20戦から導入された出場停止制度になってから初めて全員が出場停止明けの顔合わせ）は、最終フレームまでもつれる展開となった結果、181の鈴木亜季が3位に終わり7ptで今シーズン終了。キムと岩見は共に192ピンでのワンショットプレーオフとなった（優勝者を決めるワンショットプレーオフになったのは、シーズン制導入前の第34戦以来吉田真由美と酒井美佳の対戦以来2度目、決勝戦のワンショットプレーオフは第61戦以来3度目）。
2位以内を決めたキムはこの時点で9ptながら、既に安藤の総得点（799点）を上回っており（キムは824点）、ワンショットプレーオフの結果に関係なく2度目のシーズンチャンピオン決定戦進出が決定。
ワンショットプレーオフの結果はストライクを出した岩見がPリーグ初優勝で9ptとなり総得点（844点）で安藤を上回ったため、シーズンチャンピオン決定戦の最後の1枠を掴んだ。
キムと岩見は共に1桁のポイントでの進出及びレギュラーシーズンの1戦分のみのポイントでの進出はシーズン制が導入されて以来初のケースである（9ptはシーズンチャンピオン決定戦進出するために絶対条件なポイント）。
第9シーズンチャンピオン決定戦 優勝…小池沙紀
第9シーズンチャンピオン決定戦は第8シーズンのメンバーから総入れ替え（チャンピオン決定戦のメンバー総入れ替えは3度目）で、キムは2度目の進出。岩見と小池は初出場で誰が勝っても初のシーズンチャンピオンとなった戦いは最初に躓いたものの4フレームから7連続ストライクの小池が247で制し、初のシーズン女王に輝いた。（1シーズンで160万円獲得は第1シーズンの吉田以来2人目）217のキムが2位、212の岩見が3位となった。
シーズンチャンピオン決定戦でオープンフレームが全体で1回は第5シーズン以来2回目（8フレームの寺下のみ）。
第70戦 優勝…山田幸（初）
3名のメンバーの入れ替えがあり、霜出がアマ時代の第34戦以来6年ぶりにプロとして復帰、渡辺は第7シーズン以来の復帰。怪我のため欠場していた山田幸は第8シーズン（第64戦）以来の復帰。
渡辺を除いた復帰組の2名は6ショットを通過した。一方で、渡辺以外に森・キム・小林よ・小泉・鶴井が6ショット落ちで第71戦からの出場となった。
1回戦Aグループは、前大会初優勝の岩見が自身初の2大会連続初戦突破。Bグループはノーミスゲームで浅田がPリーグ復帰後初でアマ時代の第28戦以来7年ぶり。Cグループは鈴木亜が、約4年ぶりの2大会連続。Dグループは唯一ノーミスゲームの川崎が3大会連続。Eグループは怪我から復帰の山田幸がデビュー戦以来8大会ぶり。Fグループは唯一ノーミスゲームの酒井が3大会ぶり。各々準決勝進出を決めた。
一方で小池はPリーグ初参戦後初の次回出場停止、それ以外に松永、大石、安藤、寺下、坂本が次回出場停止となった。
準決勝第1試合は鈴木亜・浅田・岩見の対戦は浅田がPリーグ復帰後初の（第59戦以来）決勝進出を決め、ワイルドカード候補は204の鈴木亜。
準決勝第2試合は酒井・川崎・山田幸の対戦は山田幸がPリーグの自己記録更新の235で決勝進出。ワイルドカード候補争いは酒井が202に終わったため、鈴木亜が獲得。
決勝戦は、初の決勝進出の山田幸が5連続ストライクとターキーで圧倒し、Pリーグの自己記録を更に上回る258でPリーグ初優勝を飾った。2位は鈴木亜、3位は浅田。
次回出場者は、6ショット落ちの6名・準決勝進出者6名・1回戦2位を確保の6名（姫路・名和・小林（あ）・遠藤・大嶋・霜出）の計18名で行われる。
第71戦 優勝…大嶋有香（初）
1回戦の戦いは、Aグループは岩見が鶴井に競り勝ち、3大会連続準決勝進出。鶴井（1pt）は次回出場権を確保。渡辺（0pt）はシーズン終了。
Bグループはノーミスゲームの小泉がノーミスゲームで5大会ぶりに準決勝進出。遠藤（2pt）は次回出場権を確保。3位に終わった前回優勝の山田幸は（11pt）でレギュラーシーズン終了。前大会優勝者の次回出場停止はシーズン制度導入後、遠藤・松永に次いで3人目。
Cグループはノーミスゲームのキムが2大会ぶりの準決勝進出。酒井（5pt）は次回出場権を確保。姫路（1pt）は今シーズン終了。
Dグループはノーミスゲームの大嶋が5回目の挑戦で初の準決勝進出。名和（2pt）は次回出場権確保。霜出（1pt）は今シーズン終了。
Eグループは前大会準優勝の鈴木亜が前大会3位の浅田に逆転勝ちで3大会連続準決勝進出。惜敗の浅田は次回出場権を確保（8pt）。森（0pt）は今シーズン終了。
Fグループはノーミスゲームの小林よしみが2大会ぶりに準決勝進出。川崎（4pt）は次回出場権を確保。小林あゆみ（1pt）は今シーズン終了。
準決勝第1試合は岩見が再逆転で自身初の連勝（準決勝勝利で決勝進出は自身初めて）で2大会ぶりに決勝進出。ワイルドカード候補は216の小泉。3位はキム。
準決勝第2試合は大嶋が第5フレームから8連続ストライクで逆転勝利で初の決勝進出。2位の鈴木亜が217で僅か1ピン差でワイルドカードを獲得。3位小林よは2位鈴木亜に4ピン届かず。
準決勝敗退の3名は、小泉が4pt、キム・小林よは3ptで次回出場権を確保。
決勝戦は乱戦となったが、9フレームまでノーミスの大嶋が205のスコアで逃げ切り、初優勝。2位は岩見、3位は鈴木亜。
Pリーグ初優勝が3大会連続（岩見・山田・大嶋）というのは、開幕シリーズを除くと、第22戦から第24戦（佐藤まさみ・浅田・片井）、第41戦から第43戦（鈴木亜季・キム・森）以来の3例目。
この結果、決勝進出者の鈴木亜、岩見、大嶋のポイントはいずれも12pt。11ptの山田幸は今シーズン終了。更に出場停止明け6名のシーズンチャンピオン決定戦進出も消える（これは第6シーズン以来2回目）。
6ショット落ちからシーズン第2戦を投球しただけでシーズン終了が少なくとも1人が10シーズン連続で継続。シーズン第1戦の決勝進出組のジンクスは第6シーズンを除き、少なくとも1人がシーズン第2戦で1回戦最下位となり、シーズン終了するケースが続いている。
2018年
第72戦 優勝…キム・スルギ（3）
シーズン制導入後、第2戦終了時に3位の選手が12ptに達しているため、出場停止明けの6名がシーズンチャンピオン決定戦出場の可能性が消滅している状況でシーズン最終戦を迎えた（このケースは第6シーズン以来2度目）。
1回戦の戦いは、Aグループはノーミスゲームの小林よしみが2大会連続準決勝進出（6pt）で初優勝と初のシーズンチャンピオン決定戦進出へ望みをつなぐ、初のシーズンチャンピオン決定戦進出を狙った酒井（6pt）と2シーズンぶり2度目のシーズンチャンピオンを目指した鶴井（1pt）は共に今シーズン終了。
Bグループは、出場停止明けの寺下が5大会ぶりに準決勝進出。初のシーズンチャンピオン決定戦進出を狙った川崎（5pt）と2シーズンぶり2度目のシーズンチャンピオンを目指した小泉（4pt）は共に今シーズン終了。
Cグループはシーズンチャンピオン決定戦進出を左右する大嶋と鈴木亜との直接対決に前回シーズン女王で初の出場停止明けの小池との対戦は、鈴木亜が圧勝で4大会連続準決勝進出（15pt）と同時に初のシーズンチャンピオン決定戦進出を決めた、一方1ピン差の2位争いは大嶋が入り13ptとなったが、初のシーズンチャンピオン決定戦進出は他の選手の結果待ち、小池は0ptで今シーズン終了。
Dグループはキムが2大会連続で準決勝進出（6pt）、シーズンチャンピオン決定戦進出へ望みをつなぐ。敗れた2回目のシーズンチャンピオン決定戦進出を目指した名和は2pt、大石は1ptで共に今シーズン終了。
Eグループはシーズンチャンピオン決定戦進出を左右する岩見と浅田の直接対決に、復帰戦で同期生の坂本の顔合わせとなったが、岩見が4大会連続準決勝進出（15pt）と同時に2シーズン連続シーズンチャンピオン決定戦進出を決めた。勝てばシーズンチャンピオン決定戦進出の可能性のあった浅田は2位に終わり（9pt）、復帰戦の坂本（0pt）と共に今シーズン終了。
Fグループは、遠藤が6大会ぶりに準決勝進出（5pt）で、プロ転向後初優勝と初のシーズンチャンピオン決定戦進出へ望みをつなぐ、復帰戦の松永は1pt、同様に復帰戦の安藤は0ptで今シーズン終了。
1回戦終了時点でシーズンチャンピオン決定戦進出の残り1枠は、大嶋・小林よ・キム・遠藤で争われることになった。
準決勝第1試合は鈴木亜が接戦を制して4戦連続決勝進出を決めた、小林よはが215でワイルドカード候補となったが、初のシーズンチャンピオン決定戦進出の望みは絶たれた。寺下は3ptで今シーズン終了。
準決勝第2試合はスタートから6連続ストライクを決めた遠藤が258のPリーグの自己記録更新で26大会ぶり2回目の決勝進出、キムは234でワイルドカードで決勝進出を決めたが、2シーズン連続のシーズンチャンピオン決定戦進出の望みは絶たれた。岩見は15ptでレギュラーシーズン終了。この結果、シーズンチャンピオン決定戦進出の残り1枠は、大嶋・遠藤に絞られた。
決勝戦は、ノーミスゲームのキムが第47戦以来3回目の優勝を決めた。4大会連続で決勝進出の鈴木亜は2位に終わり、レギュラーシーズン終了。優勝して217以上のスコアならシーズンチャンピオン決定戦進出の可能性のあった遠藤は3位（9pt）で今シーズン終了。シーズンチャンピオン決定戦進出の残り1枠は、大嶋が掴んだ。
第10シーズンチャンピオン決定戦 優勝…大嶋有香
第10シーズンチャンピオン決定戦は、シーズン第2戦決勝戦の再戦（第6シーズンチャンピオン決定戦と同じパターン）となったが、シーズン第2戦を優勝した大嶋がスタートから4連続ストライクで終始リードし、逃げ切りで初のシーズンチャンピオン優勝。鈴木亜季が2位、岩見が3位となった。
第73戦 優勝…寺下智香（初）
第74戦 優勝…姫路麗（10）
第75戦 優勝…寺下智香（2）
第11シーズンチャンピオン決定戦 優勝…寺下智香
第76戦 優勝…森彩奈江（4）
第77戦 優勝…森彩奈江（5）
2019年
第78戦 優勝…寺下智香（3）
第12シーズンチャンピオン決定戦 優勝…森彩奈江
第79戦 優勝…松永裕美（13）
第80戦 優勝…寺下智香（4）
第81戦 優勝…川﨑由意（初）
第13シーズンチャンピオン決定戦 優勝…寺下智香
第82戦 優勝…小林あゆみ（3）
第83戦 優勝…姫路麗（11）
2020年
第84戦 優勝…松永裕美（14）
第14シーズンチャンピオン決定戦 優勝…姫路麗
第85戦 優勝…小林あゆみ（4）
コロナウイルス感染症拡大の影響により、初の無観客での試合となった。
第86戦 優勝…霜出佳奈（初）
第87戦 優勝…姫路麗（12）
第15シーズンチャンピオン決定戦 優勝…小林あゆみ
第88戦 優勝…小林あゆみ（5）
2021年
第89戦 優勝…川﨑由意（2）
第16シーズンチャンピオン決定戦 優勝…川﨑由意

### 第90戦 - （3人対戦形式時代・年間シリーズ制導入後）
2021年
第90戦 優勝…寺下智香（5）
第91戦 優勝…姫路麗（13）
第92戦 優勝…川崎由意（3）
2022年
第93戦 優勝…尾上萌楓（初）
第94戦 優勝…寺下智香（6）
シリーズ2021チャンピオン決定戦 優勝…姫路麗
第95戦 優勝…浅田梨奈（2）
第96戦 優勝…渡辺けあき（初）
第97戦 優勝…小林よしみ（初）
2023年
第98戦 優勝…森彩奈江（6）
第99戦 優勝…霜出佳奈（2）
シリーズ2022チャンピオン決定戦 優勝…森彩奈江
第100戦 優勝…名和秋（3）
第101戦 優勝…寺下智香（7）
第102戦 優勝…鶴井亜南（2）
第84戦以来、約3年半ぶりに有観客での試合となった。
2024年
第103戦 優勝…鶴井亜南（3）
第104戦 優勝…名和秋（4）
シリーズ2023チャンピオン決定戦 優勝…小林よしみ
第105戦 優勝…鶴井亜南（4）
第106戦 優勝…森彩奈江（7）
第107戦 優勝…久保田彩花（初）
2025年
第108戦 優勝…石田万音（初）
シリーズ2024チャンピオン決定戦 優勝…大嶋有香
第109戦 優勝…寺下智香（8）

## 放送

### スタッフ

#### 第110戦（2025年6月30日 - ）放送時点
- 主催：P★LEAGUE実行委員会
- ナレーション：高地真吾（第90戦 - ）
- SW：堀内均（以前はCAM►TDを歴任）
- CAM：佐々木亮
- VE：二股正樹（一時離脱►復帰）
- AUD：石塚貴広（一時離脱►復帰）
- 編集：松本正史、鹿野祐太、小川健二、山口美貴（山口→一時離脱►復帰）【週替わり】
- MA：木澤浩一
- 音楽効果：大谷真生
- ロゴデザイン：濱中幸子（以前はアートディレクション&デザイン、第87戦から左記で復帰[注 29]）
- チーフアートプロデューサー：小野寺一幸
- デザイン：道勧英樹
- 大道具：下吉克明
- 電飾：佐山直也
- 映像CG：太田和明
- 照明：市川朋樹
- メイク：高江洲結子
- スチール(撮影)：岩崎潤
- 美術協力：日テレアート、ル・オブジェ・アール・スタジオ、インターナショナル クリエイティブ、奥松かつら、コマデン
- 技術協力：オフィスて・ら、Cross TV V
- 協力：公益社団法人 日本ボウリング場協会（2012年3月までは社団法人）、アイビーボウル越谷（第109戦 - ）、株式会社 フォーシーズ（一時期離脱）、エスペシャリィ（第94戦 - [注 30]）
- デスク：小松未歩
- FD：海野康太（海野(康)→以前はディレクター）、宮地颯馬
- ディレクター：山内若子、林勇太郎、斎藤秀樹、小坂祐美（林→以前はディレクター►FDを歴任、斎藤(秀)→一時離脱►復帰）
- 演出：水野拓（以前はチーフディレクター►プロデューサー►演出►ディレクターを歴任）
- プロデューサー：西岡聖（第105戦 - ）[注 31] / 青海鉄山、佐藤茂、田代佳弘
- 制作協力：ワイズメンコミュニケーションズ（一時期は制作）、オフィスて・ら（以前は制作）
- 製作著作：BS日テレ

#### 過去のスタッフ
- 総合演出：駒木純一
- SW：大沼聡
- TD：安田聡
- 撮影：遠山眞史
- CAM：齊藤謙一、春日哲、槇正俊、袖山尚之、門口直樹、安部考（安部→以前はTD►CAM►SWを歴任）、吉原利洋
- VE：上村和彦、山田浩一、内田孝、石田敦、宮下清志、松平信祥、山田敏弘、佐古達也、須藤淳、一色桂吾、松丸文清、河原田康児、北隆之
- AUD：後田良、小幡一嘉、石毛敏行、広瀬登、泉圭作、加藤あやめ、星野淳、高橋誠
- 編集：上田裕介、浅井俊彦、志村華奈子、柴田義博、齋藤昌俊、菊池優、崎村勇介
- MA：岩田拓也、佐藤樹里
- PA：友藤敏美
- CA：小坂翔平
- HDカラーコレクション・編集：橋本公男（スタジオwelt）
- エンジニアミキサー：村松勝弘（スタジオwelt）
- 音響効果►音楽効果：今野直秀、冨田昌一、久留米勇介
- 美術AAP：串崎瑛倫
- アートプロデューサー：稲庭賢治
- 電飾：磯野公章、伊藤伸朗
- 照明：高橋明宏、千葉雄、加藤恵介、髙見澤楓
- メイク：伊藤麻衣子、藤田響子、小島梨香、谷村真美、西田早紀子、一山あい子、盛田菜生
- スタイリスト：菊池陽之介
- ヘアメイク：奈津
- スチール撮影：岩田穣
- ホームページ制作：大沼修一
- CG制作：中西浩之、江連孝博、下坂恵世、遠藤友太
- 制作スタッフ：河合伸一、宮川真史、柴田理恵子、鈴木寿美子、山内豪、山田守、金子美佳
- ナレーション：安元洋貴（第1戦 - 第3戦）、星野大輔（第4戦 - 第42戦、トーナメント抽選の司会進行や優勝者インタビューなど場内MCも担当）、野村富美江（第43戦 - 第89戦）
- 広報：米村知晃、渡辺裕子、村上裕彦、竹潤美里、中村知佳
- デスク：高倉木綿子、田村有里、下永真樹子（下永→以前はホームページ制作）、村田明美、風間美香
- 営業：柏木恒ニ、鳥居良太
- 美術協力：パンプキン、Vol.、リップスティック
- 技術協力：Zeta、ブラボーゥ、TM-S、千代田ビデオ、ジャパンテクニカルアート
- 協力：田町ハイレーン（第1戦 - 第43戦・第45戦 - 第55戦）、GRANDBOWL（第56戦 - 第89戦）、アイビーボウル向島（第90戦 - 第108戦・シリーズ2024チャンピオン決定戦）、Honda、サンブリッジグループ、大塚製薬株式会社、T's MUSIC、モンジグラフィックス（不明 - 第94戦[注 32]）
- 制作：ディレクターズ21
- FD：神宮つとむ（神宮→以前は制作スタッフ）、花見雅大、板橋朋哉（板橋→以前は制作スタッフ►FD►ディレクターを歴任）、小谷地元気（小谷地→以前はディレクター►FDを歴任）
- ディレクター：田村潤、笹木尚人、日下部祐二朗、野村光、渡邊和輝、三林亮介、長谷川謙太郎、藤﨑美保、東山彰良、湯浅亮、田中雄大、大空大祐、大門祥人、清水義朗、大村将史、海野健史、中田貴（渡邊・田中→以前はFD、海野(健)→以前はプロデューサー►演出を歴任）
- プロデューサー：高井昭男、大平道春（第65戦 - 第104戦・シリーズ2023チャンピオン決定戦[注 33] 、一時期はチーフプロデューサー[注 34]）、齊藤領（第105戦・第106戦） / 小川ひろみ、水田貴久、渡辺卓郎、木村拓也、齋藤久美子
- チーフプロデューサー：西牟田知夫（第50戦 - 不明・第65戦 - 第68戦[注 35]）、田尻涼（第68戦 - 第69戦[注 36]）、栖川一郎（第69戦 - 第76戦[注 37]）、山田和輝（第76戦 - 第80戦[注 38]）
- 制作統括：今村司（以前はチーフプロデューサー）

### 放送席

#### 実況担当
- 小川光明

元日本テレビアナウンサー。おもに1回戦A、Bグループ、準決勝第1試合、決勝戦、シーズン（シリーズ）チャンピオン決定戦の実況を担当。戦況を冷静沈着に伝える。現在までテレビ版でほぼ全戦の決勝戦を担当している。
- 伊津野亮

フリーアナウンサー。おもに1回戦E、Fグループ（以前担当していたDグループを担当する場合もあった）、準決勝第3試合（シリーズ制以前は準決勝第2試合）の実況を担当。第23戦、第24戦ではDVD収録用ではあるが念願の決勝実況も担当した。
ストライクの時には「よっしゃぁ〜ストライク〜！」か「ジャスポッケ〜（ジャストポケット）！」を、スプリットをカバーした時は「よっしゃぁ〜、Good Job！」か「EXCELLENT！」を、投球がポケットに入らずブルックリンに入ってしまった時にストライクを出した時は「裏からぁ〜！」もしくは「裏からごめんくさい！」、新年最初の放送で実況する時には「田町（ハイレーン）の皆さん、あけおめ！」や「めでたうぃーね！」などと絶叫する。あまりの絶叫ぶりにPリーガーがリアクションをしたり、観客までも笑ってしまう時がある。
以前は抽選会や終了後の優勝インタビューなど場内MCも担当していたが、第54戦から第89戦までは藤井恒久が行っていた。
- 田中良典

シリーズ制（第90戦）以降より復帰。おもに1回戦C、Dグループ、準決勝第2試合の実況を担当。
過去の実況担当
- 山本真純

元日本テレビアナウンサー。第13戦から実況とリポーターを担当。第22戦を最後に降板。
- 藤井恒久

日本テレビ元アナウンサー。第54戦から実況とリポーターを担当。おもに1回戦C、Dグループの実況を担当（実況しない時は場内リポーターを務めることもあった）。部署異動のため、第89戦（2021年3月28日放送分）を最後に降板。
- 藤田大介

日本テレビアナウンサー。第10戦から実況担当。おもに1回戦Cグループ（まれにCグループ以外のDグループやFグループを担当する場合がある）の実況を担当。第14戦からはリポーター、第43戦からは場内MCも担当。夕方のニュース番組『news every.』担当のため、第53戦を最後に降板。
- 上田まりえ

元日本テレビアナウンサー。第38戦からリポート担当。第43戦から実況（おもに1回戦Dグループ、第45戦・第48戦・第50戦・第51戦・第54戦以降はCグループ）も担当。女性担当は山本真純以来、2人目となる。2016年1月末に日テレ退社（タレント転身）のため、第59戦（2016年1月31日放送分：レポーター担当）を最後に降板。

#### 解説者
- 丸山高史

JPBAトーナメントディレクター。練習投球開始・終了告知などの大会進行を第4戦から担当しており、試合の合間では場内観客に向けてのボウリングの解説も行っている。テレビ放映はされないが、練習投球終了間近になると、出場プロの練習投球にあわせて「ストライク!」の掛け声を上げて観客に拍手求める演出で場内のボルテージを上げる。番組での解説では第8戦から登場。各選手の得点経過を「○○点ペース」と表現して、視聴者に伝える解説を行う。
- 矢野欽太（旧・金太）

第43戦より登場。
過去の解説者
- 中谷彰宏

俳優・作家。第3戦まで「P★League チェアマン」として場内のMCも担当していた。ボウリングに造詣が深い。
- 山本幸治

東大卒のプロボウラー。第1戦から第7戦、第10戦から第24戦までの解説を担当。2010年2月JPBA退会。（LBO立ち上げの一員として参加のため）
- 北岡義実

第26戦より第42戦まで登場。

#### プレイヤーズゲスト
Pリーグに参加している女子プロボウラーを放送席に招いてプレイヤーの観点から解説を行っていた。順序は登場回を基準としている。
| 大会   | 第1回戦 三位決定戦 決勝戦 | 第2回戦  | 第2回戦  | 準決勝   | 準決勝   |
| 大会   | 第1回戦 三位決定戦 決勝戦 | AB組     | CD組     | 第1試合  | 第2試合  |
| ------ | ------------------------- | -------- | -------- | -------- | -------- |
| 第8戦  | 板倉奈智美                | 中谷優子 | 名和秋   | 酒井美佳 | 谷川章子 |
| 第9戦  | 板倉奈智美                | 姫路麗   | 戸塚里恵 | 酒井玲佳 | 金城愛乃 |
| 第10戦 | －                        | 清水弘子 | 戸塚里恵 | 高坂麻衣 | 酒井美佳 |
| 第11戦 | －                        | 松永裕美 | 片井文乃 | 名和秋   | 金城愛乃 |
| 第12戦 | －                        | 姫路麗   | 谷川章子 | 酒井玲佳 | 中谷優子 |

上記以外に、第25戦で清水弘子が1回戦D - Eグループで登場した。これは、第24戦まで解説を担当していた山本幸治がJPBAを退会（前述）したことに伴うもの。このため、番組ではプレイヤーズゲストという表現は使われず、一解説者としての扱いだった。

### 場内リポーター
- 本幸拓真（2018年8月 - ）

過去の場内リポーター
- 加藤俊介（2017年7月 - 2018年6月）[19]

### P★リーグサポーター（アシスタント）
P★リーグサポーター
- 米村姫良々（OCHA NORMA）（第105戦 - ）

過去のP★リーグサポーター
- 中島早貴（2017年6月12日までは℃-uteのメンバー）（第30戦 - 第69戦、第9シーズンチャンピオン決定戦）
- 上國料萌衣（放送当時はアンジュルム）（第70戦 - 第104戦、シリーズ2023チャンピオン決定戦）

過去のアシスタント
- 三井麻央（第1戦のみ、Try to Top 2006 ピザーラ賞・プレゼンター）
- 山岸舞彩（第14戦 - 第18戦）
- P-girls（第8シーズンチャンピオン決定戦・プレゼンター）
- ピザーラ30th公式アンバサダー（第9シーズンチャンピオン決定戦・プレゼンター）
- 桃華りさ（2018 - 2020ピザーラアンバサダー、第11 - 14シーズンチャンピオン決定戦・プレゼンター）

### コーナー企画
P★リーグへの道（第14戦・第15戦）
初代アシスタントの山岸舞彩がスコアアップを目指し、山本幸治の指南を受けるコーナー。第14戦から始まったが、山岸の腰椎間板ヘルニアのため第15戦で一旦中断、その後山岸の降板により自然消滅した。
P★リーグサポーター 中島早貴のちょっと気になる!（第31戦 - 第69戦、第9シーズンチャンピオン決定戦）
当初のコーナー名は「P★リーグオフィシャルサポーター ℃-ute中島早貴のちょっと気になる!」だったが、2017年6月18日放送分より変更された。
2代目アシスタントの中島早貴がPリーグの裏側を探るコーナー。第43戦からは視聴者の質問に出場選手が答えるコーナーになっている。第31戦から第33戦までは「気になるPOINT」、第34戦から第36戦までは「P★リーガー元気の源」、第37戦から第42戦までは「コントロール・チャレンジ」だった。
P★リーグサポーター アンジュルム上國料萌衣のP★リーガーFILE（第70戦 - 第104戦、シリーズ2023チャンピオン決定戦）
P★リーグサポーター OCHA NORMA米村姫良々のP★リーガーFILE（第105戦 - ）
3代目アシスタントの上國料萌衣、4代目アシスタントの米村姫良々がPリーガーの魅力をリサーチするコーナー。基本的には前コーナー「P★リーグサポーター 中島早貴のちょっと気になる!」を受け継ぐ形となっている。

### エンディング曲
- 第1戦 - 第3戦 「BEAT」（木村カエラ）
- 第13戦 - 第18戦 「主役!現る」（扇愛奈）
- 第19戦 「ワープ!」（Buono!）
- 第22戦 - 第24戦 「ループ、ループ」（のあのわ）
- 第25戦 - 第27戦 「マウンテン」（たむらぱん）
- 第28戦 - 第29戦 「ネバーランド」（のあのわ）
- 第30戦 - 第37戦 「JUICY HE@RT」（Buono!）
- 第38戦 - 第45戦 「Never gonna stop!」（Buono!）
- 第46戦 - 第51戦 「ロマンスの途中」（Juice=Juice）
- 第52戦 - 第60戦 「New Moon」（淺野杏友美）
- 第61戦 - 第66戦 「Dan Dan Dan」（コアラモード.）
- 第67戦 - 第72戦 「Take Me Away」（chay）
- 第73戦 - 第78戦 「ギュッと」（Little Glee Monster）
- 第79戦 - 第84戦 「サンキュー。」（大原櫻子）
- 第85戦 - 第89戦 「くれたもの」（井上苑子）
- 第90戦 - 第94戦「はっきりしようぜ」（アンジュルム）
- 第95戦 - 第99戦「Dive to World」（鬼頭明里）
- 第100戦 - 第104戦「君の一番になりたいの！」（ハコニワリリィ）
- 第105戦 - 「Good Luckの胸騒ぎ」（OCHA NORMA）

### 収録日及びO.A.期間
- オンエアの日付はBS日テレの初回放送。

| 大会                            | 収録日         | O.A.期間                        |
| ------------------------------- | -------------- | ------------------------------- |
| 第1戦                           | 2006年3月20日  | 同年4月2日 - 5月21日            |
| 第2戦                           | 2006年5月22日  | 同年5月28日 - 7月30日           |
| 第3戦                           | 2006年7月24日  | 同年8月6日 - 9月24日            |
| 第4戦                           | 2006年9月25日  | 同年10月1日 - 11月19日          |
| 第5戦                           | 2006年11月21日 | 同年12月3日 - 2007年1月21日     |
| 第6戦                           | 2007年1月22日  | 同年2月4日 - 3月25日            |
| 第7戦                           | 2007年3月19日  | 同年4月1日 - 5月20日            |
| 第8戦                           | 2007年5月21日  | 同年6月3日 - 7月22日            |
| 第9戦                           | 2007年7月30日  | 同年8月5日 - 9月30日            |
| 第10戦                          | 2007年9月24日  | 同年10月7日 - 11月25日          |
| 第11戦                          | 2007年11月26日 | 同年12月2日 - 2008年1月27日     |
| 第12戦                          | 2008年1月21日  | 同年2月3日 - 3月23日            |
| 第13戦                          | 2008年3月24日  | 同年4月6日 - 5月25日            |
| 第14戦                          | 2008年5月19日  | 同年6月1日 - 7月27日            |
| 第15戦                          | 2008年7月28日  | 同年8月3日 - 9月28日            |
| 第16戦                          | 2008年8月25日  | 同年10月5日 - 11月30日          |
| 第17戦                          | 2008年11月17日 | 同年12月7日 - 2009年2月1日      |
| 第18戦                          | 2009年1月26日  | 同年2月8日 - 3月29日            |
| 第19戦                          | 2009年3月23日  | 同年4月5日 - 5月31日            |
| 第20戦                          | 2009年5月20日  | 同年6月7日 - 7月26日            |
| 第21戦                          | 2009年7月13日  | 同年8月2日 - 9月27日            |
| 第22戦                          | 2009年9月21日  | 同年10月4日 - 11月29日          |
| 第23戦                          | 2009年11月16日 | 同年12月6日 - 2010年1月31日     |
| 第24戦                          | 2009年12月29日 | 2010年2月7日 - 3月28日          |
| 第25戦                          | 2010年3月15日  | 同年4月4日 - 5月30日            |
| 第26戦                          | 2010年5月10日  | 同年6月6日 - 7月25日            |
| 第27戦                          | 2010年7月26日  | 同年8月1日 - 9月26日            |
| 第28戦                          | 2010年8月23日  | 同年10月3日 - 11月28日          |
| 第29戦                          | 2010年10月25日 | 同年12月5日 - 2011年1月30日     |
| 第30戦                          | 2011年1月11日  | 同年2月6日 - 3月27日            |
| 第31戦                          | 2011年4月4日   | 同年4月10日 - 5月29日           |
| 第32戦                          | 2011年5月9日   | 同年6月5日 - 7月31日            |
| 第33戦                          | 2011年7月18日  | 同年8月7日 - 9月25日            |
| 第34戦                          | 2011年9月26日  | 同年10月2日 - 11月27日          |
| 第35戦                          | 2011年11月14日 | 同年12月4日 - 2012年1月29日     |
| 第36戦                          | 2012年1月9日   | 同年2月5日 - 3月25日            |
| 第37戦                          | 2012年3月12日  | 同年4月6日 - 5月25日            |
| 第38戦                          | 2012年5月28日  | 同年6月1日 - 7月27日            |
| 第39戦                          | 2012年7月23日  | 同年8月3日 - 9月28日            |
| 第40戦                          | 2012年8月28日  | 同年10月5日 - 11月23日          |
| 第41戦                          | 2012年11月12日 | 同年11月30日 - 2013年1月25日    |
| 第42戦                          | 2013年1月7日   | 同年2月1日 - 3月29日            |
| 第43戦                          | 2013年3月11日  | 同年4月5日 - 5月31日            |
| 第44戦                          | 2013年5月28日  | 同年6月7日 - 7月26日            |
| 第45戦                          | 2013年7月29日  | 同年8月2日 - 9月20日            |
| 第1シーズン チャンピオン決定戦  | 2013年7月29日  | 同年9月27日                     |
| 第46戦                          | 2013年8月12日  | 同年10月4日 - 11月29日          |
| 第47戦                          | 2013年11月4日  | 同年12月6日 - 2014年1月24日     |
| 第48戦                          | 2014年1月13日  | 同年1月31日 - 3月21日           |
| 第2シーズン チャンピオン決定戦  | 2014年1月13日  | 同年3月28日                     |
| 第49戦                          | 2014年3月11日  | 同年4月4日 - 5月30日            |
| 第50戦                          | 2014年5月5日   | 同年6月6日 - 7月25日            |
| 第51戦                          | 2014年7月28日  | 同年8月1日 - 9月19日            |
| 第3シーズン チャンピオン決定戦  | 2014年7月28日  | 同年9月26日                     |
| 第52戦                          | 2014年8月25日  | 同年10月3日 - 11月28日          |
| 第53戦                          | 2014年11月10日 | 同年12月5日 - 2015年1月23日     |
| 第54戦                          | 2015年1月20日  | 同年1月30日 - 同年3月20日       |
| 第4シーズン チャンピオン決定戦  | 2015年1月20日  | 同年3月27日                     |
| 第55戦                          | 2015年3月17日  | 同年4月3日 - 同年5月22日        |
| 第56戦                          | 2015年5月12日  | 同年5月29日 - 同年7月24日       |
| 第57戦                          | 2015年7月7日   | 同年7月31日 - 同年9月18日       |
| 第5シーズン チャンピオン決定戦  | 2015年7月7日   | 同年9月25日                     |
| 第58戦                          | 2015年8月18日  | 同年10月4日 - 同年11月22日      |
| 第59戦                          | 2015年11月17日 | 同年11月29日 - 翌年1月31日      |
| 第60戦                          | 2016年1月19日  | 同年2月7日 - 同年3月27日        |
| 第6シーズン チャンピオン決定戦  | 2016年1月19日  | 同年4月3日                      |
| 第61戦                          | 2016年2月9日   | 同年4月10日 - 同年5月29日       |
| 第62戦                          | 2016年5月17日  | 同年6月5日 - 同年7月24日        |
| 第63戦                          | 2016年7月20日  | 同年7月31日 - 同年9月18日       |
| 第7シーズン チャンピオン決定戦  | 2016年7月20日  | 同年9月25日                     |
| 第64戦                          | 2016年8月24日  | 同年10月2日 - 同年11月20日      |
| 第65戦                          | 2016年11月1日  | 同年11月27日 - 翌年1月15日      |
| 第66戦                          | 2017年1月17日  | 同年1月22日 - 同年3月19日       |
| 第8シーズン チャンピオン決定戦  | 2017年1月17日  | 同年3月26日                     |
| 第67戦                          | 2017年3月7日   | 同年4月2日 - 同年5月21日        |
| 第68戦                          | 2017年5月16日  | 同年5月28日 - 同年7月16日       |
| 第69戦                          | 2017年7月4日   | 同年7月30日 - 同年9月17日       |
| 第9シーズン チャンピオン決定戦  | 2017年7月4日   | 同年9月24日                     |
| 第70戦                          | 2017年8月30日  | 同年10月1日 - 同年11月19日      |
| 第71戦                          | 2017年11月7日  | 同年11月26日 - 翌年1月21日      |
| 第72戦                          | 2018年1月9日   | 同年1月28日 - 同年3月18日       |
| 第10シーズン チャンピオン決定戦 | 2018年1月9日   | 同年3月25日                     |
| 第73戦                          | 2018年3月7日   | 同年4月1日 - 同年5月20日        |
| 第74戦                          | 2018年5月15日  | 同年5月27日 - 同年7月22日       |
| 第75戦                          | 2018年6月26日  | 同年7月29日 - 同年9月23日       |
| 第11シーズン チャンピオン決定戦 | 2018年6月26日  | 同年9月30日                     |
| 第76戦                          | 2018年8月30日  | 同年10月7日 - 同年12月2日       |
| 第77戦                          | 2018年11月13日 | 同年12月9日 - 翌年1月27日       |
| 第78戦                          | 2019年1月22日  | 同年2月3日 - 同年3月24日        |
| 第12シーズン チャンピオン決定戦 | 2019年1月22日  | 同年3月31日                     |
| 第79戦                          | 2019年3月5日   | 同年4月6日 - 同年6月1日         |
| 第80戦                          | 2019年5月21日  | 同年6月8日 - 同年7月27日        |
| 第81戦                          | 2019年6月27日  | 同年8月3日 - 同年9月21日        |
| 第13シーズン チャンピオン決定戦 | 2019年6月27日  | 同年9月28日                     |
| 第82戦                          | 2019年8月7日   | 同年10月5日 - 同年11月30日      |
| 第83戦                          | 2019年11月12日 | 同年12月7日 - 同年1月25日       |
| 第84戦                          | 2020年1月14日  | 同年2月1日 - 同年3月21日        |
| 第14シーズン チャンピオン決定戦 | 2020年1月14日  | 同年3月28日                     |
| 第85戦                          | 2020年2月26日  | 同年4月4日 - 同年5月30日        |
| 第86戦                          | 2020年6月16日  | 同年6月20日 - 同年8月15日       |
| 第87戦                          | 2020年7月21日  | 同年8月22日 - 同年10月10日      |
| 第15シーズン チャンピオン決定戦 | 2020年7月21日  | 同年10月17日                    |
| 第88戦                          | 2020年8月18日  | 2020年10月24日 - 同年12月19日   |
| 第89戦                          | 2020年8月19日  | 同年12月26日 - 2021年2月27日    |
| 第16シーズン チャンピオン決定戦 | 2020年8月19日  | 2021年3月7日                    |
| 第90戦                          | 2020年12月1日  | 2021年4月3日 - 2021年6月5日     |
| 第91戦                          | 2021年5月      | 2021年6月12日 - 2021年8月14日   |
| 第92戦                          | 2021年7月13日  | 2021年8月21日 - 2021年10月23日  |
| 第93戦                          | 2021年9月1日   | 2021年10月30日 - 2022年1月1日   |
| 第94戦                          | 2021年12月7日  | 2022年1月8日 - 2022年3月12日    |
| シリーズ2021 チャンピオン決定戦 | 2021年12月7日  | 2022年3月26日                   |
| 第95戦                          | 2022年2月15日  | 2022年4月2日 - 2022年6月4日     |
| 第96戦                          | 2022年5月17日  | 2022年6月11日 - 2022年8月13日   |
| 第97戦                          | 2022年8月頃    | 2022年8月20日 - 2022年10月22日  |
| 第98戦                          | 2022年10月18日 | 2022年10月29日 - 2022年12月31日 |
| 第99戦                          | 2022年12月20日 | 2023年1月7日 - 2023年3月11日    |
| シリーズ2022 チャンピオン決定戦 | 2022年12月20日 | 2023年3月25日                   |
| 第100戦                         | 2023年3月7日   | 2023年4月7日 - 2023年6月9日     |
| 第101戦                         | 2023年3月8日   | 2023年6月16日 - 2023年8月18日   |
| 第102戦                         | 2023年8月1日   | 2023年8月25日 - 2023年10月27日  |
| 第103戦                         | 2023年8月2日   | 2023年11月3日 - 2024年1月5日    |
| 第104戦                         | 2023年12月5日  | 2024年1月12日 - 2022年3月15日   |
| シリーズ2023 チャンピオン決定戦 | 2023年12月5日  | 2024年3月29日                   |
| 第105戦                         | 2024年3月5日   | 2024年4月5日 - 2024年6月7日     |
| 第106戦                         | 2024年3月6日   | 2024年6月28日 - 2024年8月30日   |
| 第107戦                         | 2024年7月23日  | 2024年9月21日 - 2024年11月25日  |
| 第108戦                         | 2024年7月24日  | 2024年12月2日 - 2025年2月24日   |
| シリーズ2024 チャンピオン決定戦 | 2024年7月24日  | 2025年3月17日                   |
| 第109戦                         | 2025年2月18日  | 2025年4月7日 - 2025年6月9日     |
| 第110戦                         | 2025年2月19日  | 2025年6月30日 -                 |
| 第111戦                         | 2025年7月8日   |                                 |
| 第112戦                         | 2025年7月9日   |                                 |

1. ↑  2014年6月20日は放送休止
2. ↑  2016年1月3日、10日は放送休止
3. ↑  2016年3月13日は1時間スペシャル、3月20日は放送休止
4. ↑  2017年6月11日は放送休止、6月18日は22時からの通常放送の後に22時30分から30分間放送
5. ↑  2017年9月10日は放送休止、9月17日は22時からの準決勝第2試合放送後に、22時30分から決勝戦を放送
6. ↑  6月14日は1回戦Fグループ、21日は準決勝第3試合を再放送した。
7. ↑  9月7日は1回戦Eグループ、14日は準決勝第1試合を再放送した。
8. ↑  10月から月曜日放送に変更
9. ↑  12月2日は1回戦Aグループ、9日は1回戦Bグループの試合を再放送した。
10. ↑  12月30日は放送休止
11. ↑  3月3日は1回戦Aグループの試合を再放送した。
12. ↑  6月16日は1回戦Bグループ、23日は準決勝第2試合を再放送した。

### 各局の放送時間
| 放送期間        | 放送日時                     | 放送局     | 対象地域 | 備考      |
| --------------- | ---------------------------- | ---------- | -------- | --------- |
| 2006年4月2日 -  | 月曜 22:30 - 23:00           | BS日テレ   | 全国放送 | 制作局    |
| 2012年4月12日 - | 金曜 2:14 - 2:44（木曜深夜） | テレビ信州 | 長野県   | 第36戦 -  |
| 2009年10月4日 - | 金曜 0:30 - 1:00（木曜深夜） | KBS京都    | 京都府   | 第19戦 -  |
| 2009年4月20日 - | 火曜 0:59 - 1:29（月曜深夜） | 南海放送   | 愛媛県   | 第19戦 -  |
| 不明 -          | 水曜 1:00 - 1:30（火曜深夜） | テレビ埼玉 | 埼玉県   |           |
| 2023年6月3日 -  | 土曜 6:00 - 6:30             | スカイA    | 全国放送 | 第100戦 - |

BS日テレによる放送の補足
- 冒頭の基礎情報を参照。また、直近の放送回を開始当初は5日後、2008年10月の改編より翌日に再放送していたが、2011年4月の改編で再放送をいったん取り止めた。その後2015年4月の改編で再放送を再開（本放送終了後の3日後に再放送）。2015年10月の改編で再放送を廃止した。
- 2011年3月13日は東日本大震災の緊急報道特別番組のため休止した。なお、翌日の再放送は通常通り放送された。
- 2017年6月18日には第68戦1回戦Cグループを22:00 - 22:30、Dグループを22:30 - 23:00に連続放送した（過去、1日に2戦放送する場合は一部ダイジェストで1回で放送していた）。

#### 過去のネット局及び放送日程
| 放送局             | 放送期間                                                                                | 放送した大会                                      | 備考 |
| ------------------ | --------------------------------------------------------------------------------------- | ------------------------------------------------- | --- |
| 青森放送           | 2008年4月2日 - 11月26日                                                                 | 第12戦 - 第15戦                                   | |
| 秋田放送           | 2008年4月4日 - 2010年6月30日                                                            | 第12戦 - 第25戦途中                               | |
| 山形放送           | 2007年10月6日 - 2013年4月27日                                                           | 第9戦 - 第41戦                                    | |
| 福島中央テレビ     | 2008年6月3日 - 11月25日                                                                 | 第3戦 - （不明）                                  | |
| 日本テレビ         | 2007年10月25日 - 12月13日 2008年2月28日 - 9月26日                                       | 第10戦 第12戦 - 第15戦                            | 第15戦の準決勝2試合を編集して1回で放送、 最終回となる第15戦決勝をBS日テレより2日早く放送した。                             |
| 中京テレビ         | 2008年4月21日深夜 - 2017年6月28日深夜                                                   | 第13戦 - 第67戦                                   | 2017年6月21日深夜は第8シーズンチャンピオン決定戦を放送。 最終回は第9シーズン第1戦の1回戦から準決勝を飛ばし、決勝戦を放送。 |
| 広島テレビ         | 2012年7月26日 - 2013年9月26日                                                           | 第38戦 - 第44戦                                   | |
| 福岡放送           | 2008年10月22日 - 2009年4月25日 2009年7月7日 - 2012年5月1日 2012年5月8日 - 2013年7月17日 | 第16戦 - 第18戦 （不明） - 第34戦 第37戦 - 第43戦 | 約5か月遅れ 第35戦、第36戦はカット                                                                                         |
| 沖縄テレビ         | 2007年4月6日 - 2013年3月                                                                |                                                   | |
| テレビ神奈川       | 2009年4月7日 - 2019年9月24日                                                            | 第18戦 - 第76戦 準決勝第2試合                     | |
| 長崎国際テレビ     | 2011年10月6日 - （終了日不明）                                                          | 第33戦 - （不明）                                 | |
| くまもと県民テレビ | 2011年1月20日 - （終了日不明）                                                          |                                                   | |
| テレビ宮崎         | 2008年4月22日 - （終了日不明）                                                          | 第7戦 - （不明）                                  | |
| 日テレG＋          | 2006年4月9日 - 2023年5月                                                                | 第1戦 - 第99戦                                    | CSでの放送は「スカイA」（ABCテレビ系列）に移行                                                                             |

### スペシャル
- ボウリング革命 P★LEAGUE ボウリング大革命スペシャル（2009年12月30日放送/再放送は2010年1月2日、同年2月13日、2011年2月5日）

スペシャルMCに土田晃之を迎えてのスタジオトーク、過去の名場面集、P★リーガー20人でパーフェクトに挑戦、P★LEAGUE AWARD2009など。

## 他メディアへの展開
『日経エンタテインメント!』2009年3月号の特集「ワザありタレントの時代」に登場した土田晃之に注目番組として紹介され、その後同じく土田がプレゼンした「P★LEAGUE芸人」が、2011年8月18日に「雨上がり決死隊のトーク番組アメトーーク!」の企画として放送されている。

## オフィシャルグッズ

### オフィシャルDVD
いずれも発売元はBS日テレ。
第1弾（2008年3月21日発売）
選手19名のプライベートトーク、名勝負BEST5、「スプリットメイク」などのスーパープレイ集や名言集などを収録。
第2弾（2009年7月24日発売）
撮りおろし「オリジナルダブルス戦」、新規参入選手（小泉→鈴木理沙→西村の順）のプロフィール、トーク企画（司会:酒井美佳・谷川、他出演:名和・鈴木理沙・浅田）を収録。
第3弾（2010年3月15日発売）
「オリジナルダブルス戦」の第2回大会、新規参入選手（中村→佐藤の順）のプロフィール、選手自身が選んだ記憶に残るプレー大全集、トーク企画（司会:姫路、他出演:鈴木理沙・長谷川・浅田・大石）を収録。
第4弾（2010年10月25日発売）
「オリジナルダブルス戦」に代わり初の「東西対抗戦」、新規参入選手（張ヶ谷→岸田の順）のプロフィール、トーク企画（司会:中谷、他出演:片井・森・浅田・張ヶ谷）を収録。
第5弾（2011年4月25日発売）
ファンが選ぶ名勝負・名場面ベスト10、土田晃之をMCに迎えてのP★トークスペシャル（司会:土田・藤田大介、他出演:中谷・姫路・大石・長谷川・森・張ヶ谷・浅田）、第30戦決勝の裏実況（実況:伊津野亮、解説:丸山高史、ゲスト解説:土田晃之）などを収録。過去に販売された4枚と合わせて5枚組のDVD-BOXで販売された。
第6弾（2012年3月21日発売）
今回のオリジナルマッチは20人のPリーガーが5人1組に分かれて4チーム対抗（各チームのキャプテンは第35戦終了時点でアベレージの上位4名（松永・姫路・西村・森））による団体戦。チーム分けは日本プロ野球で実施されているドラフト会議（解説:丸山高史、実況:小川光明、司会進行:辻岡義堂、選手の指名は各チームのキャプテンが16人のPリーガーから指名）をPリーグで再現させる形で行った。他にも第2弾から続く企画・Pリーガーの本音が聞けるP★トークを今回も収録している。5回目は団体戦優勝チームが登場。また、前回の土田に引き続いてゲストに村田雄浩が出演。
第7弾（2012年11月30日発売）
今回は芸能人ボウラーの4人を監督に迎えてのオリジナルマッチ。前回の第6弾でゲストとして参加した村田雄浩を筆頭にガダルカナル・タカ、宮本和知、マギー審司の4名が監督として前回の第6弾と同様にドラフト会議（解説:丸山高史、実況:小川光明、司会進行:藤田大介、レポーター:上田まりえ、選手の指名は各チームの監督が20人のPリーガーから指名）を行い、20人のPリーガーが5人1組に分かれて4チーム対抗による団体戦を行う。
オリジナルマッチの解説は丸山高史、実況は小川光明・伊津野亮。6回目のPトークは今回も前回同様の優勝チームに上記の芸能人監督の4人が登場。また、『中島早貴のちょっと気になるセレクション』も収録されている。
第8弾（2013年11月30日発売）
今回も前回の第7弾に出演した村田・タカ・宮本・マギーの芸能人4名が続けて監督としてドラフト会議（解説:丸山高史、実況:小川光明、司会進行:藤田大介、レポーター:上田まりえ、選手の指名は各チームの監督が24人のPリーガーから指名）を行い、24人のPリーガーが6人1組に分かれて4チーム対抗による団体戦を行う。前回はPリーガーのみで対決したが、今回は新たに芸能人4人も試合に参加する。
オリジナルマッチの解説・実況は第7弾と同じ、Pトークは7回目が行われた。ASIN B00EZCC7NC
第9弾（2014年7月18日発売）
今回はP★リーグ・創設9年目にして遂に男性プロ(小林哲也・和田秀和・川添奨太・藤井信人)参加が認められたDVDとなっている。Pリーガーは24人（酒井・吉田・姫路・名和・谷川・松永・西村・森・鈴木理・鈴木亜・岸田・安藤・小林よ・竹原・田中・舟本・大石・渡辺・櫻井眞・櫻井麻・小泉・古田・キム・岩見）が3人1組に分かれて8チームによる対戦。8回目を迎えるPトークは温泉で行われる。
MCとして、前々回・前回に監督して参戦していたガダルカナル・タカを迎えて行われた。ASIN B00K7JW4IA
第10弾（2015年7月24日発売）
P★リーグ・10周年記念としてアジアの強豪3名が参戦。9回目を迎えるPトークはスペシャル版として、第54戦から参戦の藤井恒久アナと第38戦から参戦の上田まりえアナの進行で、18名のPリーガー（酒井・吉田・姫路・名和・松永・西村・森・鈴木亜・安藤・大石・渡辺・櫻井眞・櫻井麻・小泉・古田・遠藤・寺下・鶴井）と開幕戦から実況を続けている元日本テレビ小川光明アナウンサーと伊津野亮の2名が加わり、P★リーグの数々の出来事を中心に振り返る内容となっている。
第11弾（2016年11月25日発売）
今回のオリジナルマッチは過去最多30人のPリーガーが5人1組に分かれて6チーム対抗（各チームの監督は6名（酒井・名和・姫路・松永・西村・森））による団体戦。チーム分けは第6弾とほぼ同じ内容でドラフト会議（解説:丸山高史、実況:小川光明、司会進行:藤井恒久、レポーター:綾見有紀、選手の指名は各チームのキャプテンが24人のPリーガー（鈴木理・鈴木亜・中村・安藤・小林よ・小林あ・竹原・大石・渡辺・櫻井眞・中野・小泉・キム・寺下・鶴井・遠藤・本間・山田幸・浅田・坂本・川崎・岩見・小池・大嶋）から指名）をPリーグで再現させる形で行った。
第12弾（2017年11月24日発売）
今回のオリジナルマッチは前回と同じ最多タイの30人のPリーガー（酒井・姫路・名和・松永・森・鈴木理・鈴木亜・安藤・小林よ・小林あ・竹原・大石・渡辺・櫻井眞・中野・小泉・キム・寺下・鶴井・遠藤・山田幸・浅田・坂本・川崎・岩見・久保田・小池・大嶋・田代・霜出）が5人1組に分かれて6チーム対抗（各チームのキャプテンはインターネットのファンサイトから投票で選ばれた上位6名）による団体戦。チーム分けは第11弾とほぼ同じ内容でドラフト会議（解説:丸山高史、実況:小川光明、司会進行:藤井恒久、レポーター:綾見有紀・葵ひびき、選手の指名は各チームのキャプテンが24人のPリーガーから指名）をPリーグで再現させる形で行った。
第13弾（2018年11月30日発売）
第14弾（2019年11月21日発売）
第15弾（2020年11月21日発売）
第16弾（2021年10月30日発売）
第17弾（2022年4月23日発売）
第18弾（2023年4月21日発売）

### オフィシャルガイドブック
- 第1弾「P★GIRL」（2009年7月31日発売）

表紙は浅田。第19戦・第20戦に参戦した19選手の特写・プライベートショットを中心に構成。発売元はインフォレスト。
- 第2弾「P★FILE2011」（2011年2月18日発売）

表紙は姫路。「ボウリング・マガジン」連載企画「P★FILE」の特別版。発売元はベースボール・マガジン社。ISBN 978-4583617626

### オフィシャルカード
- 第1弾 BBM2009 P★LEAGUEカードセット『FAIRIES ON THE LANE』（2009年7月24日発売、ベースボール・マガジン社）
- 第2弾 BBM2010 P★LEAGUEカードセット『FAIRIES ON THE LANE』（2010年12月21日発売、ベースボール・マガジン社）
- 第3弾 BBM2012 P★LEAGUEカードセット『FAIRIES ON THE LANE』（2012年2月14日発売、ベースボール・マガジン社）
- 第4弾 BBM2013 P★LEAGUEカードセット『FAIRIES ON THE LANE』（2013年2月12日発売、ベースボール・マガジン社）

### オフィシャルカレンダー
- 第1弾 2013年版（2012年10月10日発売）

これまでに活躍・参戦した主に12選手の特写・プライベートショットを中心に構成。発売元はベースボール・マガジン社。
- 第2弾 2014年版（2013年10月12日発売）

これまでに参戦した24選手の写真を中心に構成。発売元はベースボール・マガジン社。

### ボウリング革命 P★League HAPPYマスコット
Pリーガーの岩見彩乃のイラストをマスコットにしたもの。3000体限定品。